# نادرشاه
نادرشاه افشار (۲۸ محرم ۱۱۰۰ ه‍.ق – ۱۱ جمادی‌الثّانی ۱۱۶۰ ه‍.ق) پایه‌گذار دودمان افشار بود و از ۱۱۴۸ تا ۱۱۶۰ ه‍.ق به‌عنوان شاه ایران حکومت کرد. شکست هوتکی‌ها و بیرون راندن عثمانی‌ها و روس‌ها از کشور، بازپس‌گیری سرزمین‌های از دست رفته و یک‌پارچه‌سازی ایران، فتح دهلی، ترکستان و جنگ‌های پیروزمندانهٔ نادرشاه سبب شهرت بسیار او شدند. از او با عناوینی مانند ناپلئون شرق یا ناپلئون ایران و آخرین فاتح بزرگ آسیای میانه یاد شده است.
نادر در آغاز جوانی، نزد حاکم اَبیوَرد، باباعلی بیک کوسه احمدلو به خدمت مشغول شد. در هرج‌ومرج ناشی از هجوم هوتکیان به اصفهان و سقوط صفویه، نادر به خدمت مَلِک محمود سیستانی درآمد که مشهد را تصرف کرده بود. پس از دسیسه‌های گوناگون با سرداران ترکمان افشار و جَلایِر، نادر گروه خویش از مهاجمان را تشکیل داد و در اتحاد با کردهای چَمَشْگَزَک در خَبوشان، بر سر کنترل مالکیت مشهد با ملک محمود به رقابت پرداخت و او را شکست داد. نقش وی در سرکوب ملک محمود سیستانی، او را مورد توجه تهماسب دوم قرار داد و در سال ۱۱۳۹ ه‍.ق/۱۷۲۶ م، نادر و نیروی ۲٬۰۰۰ نفری او را به خدمت گرفت. پس از مدتی، نادر به «قورچی‌باشی» (فرمانده گارد) منصوب شد و مقامِ «تهماسب‌قلی» (پیشکارِ تهماسب) را به‌عهده گرفت. اعتبار وی پیوسته افزایش یافت زیرا سپاه تهماسب را به پیروزی‌های فراوانی رساند.
نادر در ۲۹ سپتامبر ۱۷۲۹ م به پیروزی بر هوتکی‌ها به‌رهبریِ اشرف در مهماندوست دست یافت. با حضور نادر در کنترل واقعی امور، تهماسب نهایتاً در دسامبر ۱۷۲۹ م در اصفهان مستقر شد و حکومت هوتکیان بر ایران به پایان رسید. وی در طی بهار و تابستان ۱۷۳۰ م، قلمروهای زیادی را از عثمانی بازپس گرفت. پس از انعقاد عهدنامهٔ صلح میان تهماسب و سلطان محمود یکم، تهماسب را از سلطنت خلع و فرزند هشت‌ماههٔ تهماسب — که نام سلطنتی عباس سوم به او داده شد — جانشین کرد و خود وکیلُ‌الدّوله و نایبُ‌السَّلطَنه ایران شد. نادر، کرمانشاه که توسط عثمانی تسخیر شده بود را بازپس گرفت و در دسامبر ۱۷۳۳ م با احمد پاشا پیمانِ جدیدی را برای بازگرداندن مفاد عهدنامهٔ ذهاب (۱۰۴۹ ه‍.ق/۱۶۳۹ م) امضا کرد. سلسلهٔ دیگری از نبردهای عثمانی و ایران در قفقاز و تصرف گنجه توسط نادر، که در محاصرهٔ مهندسان روسی قرار گرفتند، دنبال شد. در اواخر سال ۱۷۳۵ م، نادر احساس کرد به اعتبار کافی دست یافته که خود تاج و تخت را به‌دست گیرد. او در ژانویهٔ ۱۷۳۶ م افراد عالی‌رتبه از سراسر قلمرو صفویه را در دشت مغان گردآورد و این مجمع، نادر را به پادشاهی ایران برگزیدند.
پس از دستیابی به پادشاهی، وظیفهٔ اصلی نظامی نادرشاه، شکست نهایی نیروهای باقیماندهٔ هوتکی بود که حکومت صفوی را به پایان رسانده بودند. نادرشاه قندهار را تسخیر کرد و پس از سقوط قندهار، بسیاری از پشتون‌ها به سپاه وی پیوستند، و سپاهش با نیروهای تازه‌وارد ابدال و غل‌زای تقویت شد. تعقیب هوتکی‌های گریخته به مرزهای هند توسط نادرشاه، به حمله به هند تبدیل شد. نادرشاه گورکانیان را متهم کرد که به آنان پناهگاه و کمک می‌دهد. در تاریخ ۱۵ ذوالقَعدهٔ ۱۱۵۱ ه‍.ق/۲۴ فوریهٔ ۱۷۳۹ م در کَرنال، ایرانیان قاطعانه نیروهای گورکانی را شکست دادند. برای نادرشاه خطبه خوانده و سکه‌هایی به‌نامش ضرب شد. نادرشاه، محمدشاه را خراجگزار خود کرد و او را از بخشِ بزرگی از ثروت‌های افسانه‌ای‌اش، ازجمله تخت طاووس و الماس کوه نور محروم کرد؛ و افزون‌بر این‌ها، مبلغ هنگفتی را به‌عنوان غرامت برابر با دست‌کم ۷۰۰٬۰۰۰٬۰۰۰ روپیه مطالبه کرد. وی سپس با فتح توران و سرکوب شورش‌ها، قلمرو ایران را گسترش داد، اما در ۱۷۴۷ میلادی توسط افسران خود ترور شد و امپراتوری افشاری فروپاشید.
نادرشاه از فرمانروایانی بود که برای آخرین بار ایران را به محدودهٔ طبیعی فلات ایران رسانید و با تدارک کشتی‌های عظیم جنگی، کوشید تا استیلای حقوق تاریخی کشور را بر آب‌های شمال و جنوب تثبیت کند. او به‌عنوان یک استراتژیست سرآمد بود و به‌خاطر نجات ایران از تجزیه و سلطهٔ بیگانگان اعتبار دارد. مبارزات وی علیه عثمانی به‌طور غیرمستقیم به سود روسیه بود، و تضعیف امپراتوری گورکانی، سقوط نهایی آن تحت دخالت بریتانیا را تسریع کرد. کار فتح او به موازات تیمور است. وی مزایای تجارت و قدرت دریایی را درک کرد و کشتی‌هایی را برای دریای خزر و خلیج فارس خریداری کرد یا ساخت. پیشینهٔ شیعی‌اش و هدایای دوره‌ای‌اش به عبادتگاه‌های شیعه نشان می‌دهد که هدف اعلام‌شدهٔ وی از بازگرداندن نوعی اسلام سنی به ایران، بیشتر تسهیل معاهده‌ای با عثمانی و شاید به‌عنوان آمادگی برای یک امپراتوری بزرگ‌تر اسلامی است. به‌گفتهٔ مایکل آکسورثی درست است که نادرشاه درگیرِ جنگ بود، اما اگر سلسلهٔ او پایدار می‌ماند و نظامِ اداری را به کامیابی‌های نظامی‌اش گره می‌زد، ساختارهای کشور و اصلاحات و تجددگرایی هم‌پای پیشرفت‌های نظامی پیش می‌رفت و اینچنین می‌شد اگر رضاقلی پس از او به سلطنت می‌رسید. این روند در کشورهای اروپاییِ فرانسه و پِروس در سده‌های هفدهم و هجدهم میلادی روی داده بود و می‌توانست در ایران هم روی دهد. در صورت چنین روندی، شاید سَروریِ ایران بر جهانِ اسلام چیرگی می‌یافت و کشمکش میان شیعه و سنی هم در درازمدت از میان می‌رفت. اگر نادرشاه و فرزندانش در چنین مسیری می‌افتادند، شاید امروز او در تاریخِ ایران با پِطرِ کبیر در تاریخ روسیه مقایسه می‌شد. نادرشاه برتریش بر امپراتوری گورکانی را ثابت، و خود را به دستاوردهای امپراتوری عثمانی نزدیک کرد. به‌گفتهٔ جان مِلکُم در کتابش، تاریخ ایران، دو نسل پس از مرگِ نادرشاه، هنوز با افتخار و غرور از او یاد، و بی‌رحمی‌های اواخر زندگیش، نه با وحشت بلکه با همدردی قضاوت می‌شود. با همهٔ کشتارهایی که او انجام داد، اما برای احیای احساس عظمت تاریخ ایران و بازگرداندن استقلال کشور مورد تحسین و ستایش ایرانیان قرار می‌گیرد. با آنکه از گمنامی برخاست اما بر سرزمینی پهناور مسلط شد و به موفقیت‌های سیاسی بسیاری دست یافت و این دستاوردها در تاریخ ایران نظیر ندارد و در تاریخ جهان هم شخصیت‌های نادری چنین هستند. پیروزی‌هایش بقای ایران را در جایگاهِ یک ملت تضمین کرد و این تضمین از اثراتِ پایدارِ دورانِ حکومتِ اوست. اما سال‌های پایانیِ حکومتش فاجعه‌بار بود و نه تنها آسیبش به مردمان روزگار خودش و حتی شخصِ خودش — با قتلش — وارد شد، بلکه ایران فرصت‌های بسیاری را پس از سقوطش از دست داد و درواقع آسیبِ سقوط او سالیان بعد هویدا شد که هرج‌ومرج و تحقیرهای ملی پس از مرگش، از آن نتایج بود.

## زمینهٔ تاریخی

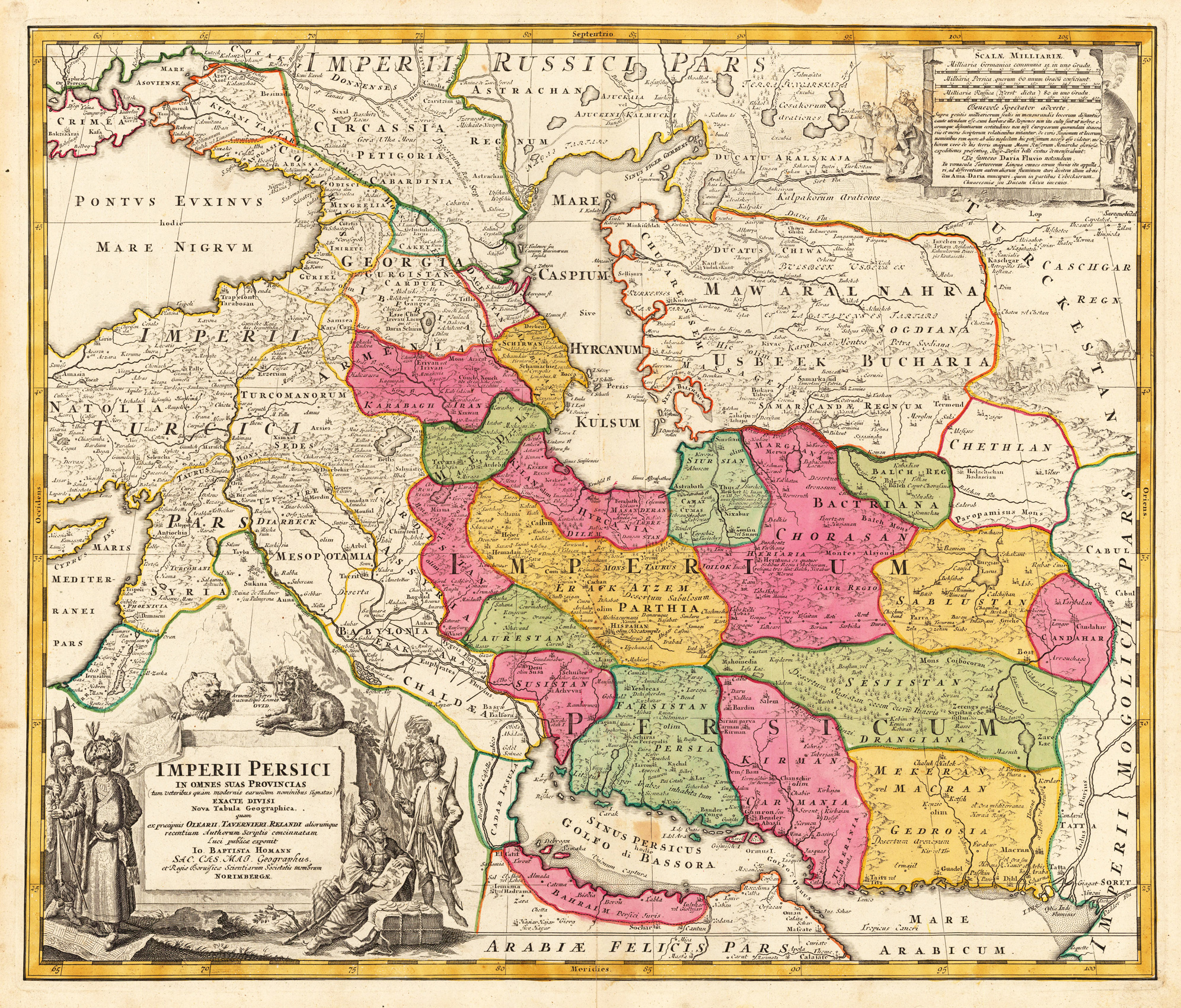
نقشهٔ ایران در حدود ۱۷۲۰ تا ۱۷۲۲ م

رومِر می‌گوید ظاهراً توطئه‌های همیشگیِ موجود در حرم، در انتخابِ جانشینِ شاه سلیمان یکم هم اثرگذار بوده است. از میانِ دو پسری که او در هنگامِ مرگ به رجالِ پیرامونش توصیه کرد، پسرِ بزرگش، سلطان حسین بختِ جانشینی یافت و این موضوعْ وامدارِ عمهٔ سلیمان، مریم بِیْگُم بود. سلطنتِ شاه سلطان حسین، درآمدِ سقوط صفویان بود. قدرتِ عناصرِ مذهبی به‌ویژه صوفیان که در روزگارِ شاه عباس یکم رو به زوال نهاد و پس از مرگش نیز بر آن افزوده شد، با ورودِ گروهی از علمای شیعه در دورهٔ شاه عباس دوم که آشکارا صوفیان را مذمت کردند، جایگزین شد. اینان مفاهیمِ مذهبیِ تصوف را منکر شدند و برای تسلط بر شاهْ کوشش کردند که این کوشش، در روزگارِ شاه سلیمان و پسرش، شاه سلطان حسین به نتیجه رسید. محمدباقر مجلسی که دستش از جانبِ شاه باز گذاشته شده بود، سیاستِ سخت‌گیریِ مذهبی را در جامعه پیاده کرد که بر همهٔ گروه‌های مسیحی، یهودی، سنی، صوفی و فیلسوف یکسان آسیب رسانْد. این سیاست از سوی جانشینِ وی، محمدحسین مجلسی نیز پیگیری شد و سبب شد تا نفیِ مردم توسطِ یکدیگر، تشتت و برهم‌زدگی را جایگزینِ یکپارچگی و اتحاد در جامعه کند. این موضوع از عواملی بود که بعدها ایمانِ مذهبیِ مردم را به‌عنوان انگیزه‌ای برای دفاع‌شان از مملکت، بی‌اثر ساخت. زوالِ قدرتِ سلطنت، بی‌اعتناییِ شاه به مسائلِ مملکتی و دولتی و عدم وجودِ کارایی و ابتکارِ عمل و تواناییَش، امکاناتِ پیشرفت را در کشور، در همهٔ زمینه‌های تجاری و بازرگانی، دولت، کشاورزی، اقتصادِ ملی و نظامی به تأخیر انداخت؛ سیاستِ خارجی نیز ناکام بود. با آنکه نهادهای دولتی همچنان پابرجا بودند، اما نشانه‌های پوسیدگی به‌ویژه در زمینهٔ نظامی اندک‌اندک آشکار شد.

### حملهٔ افغان‌ها

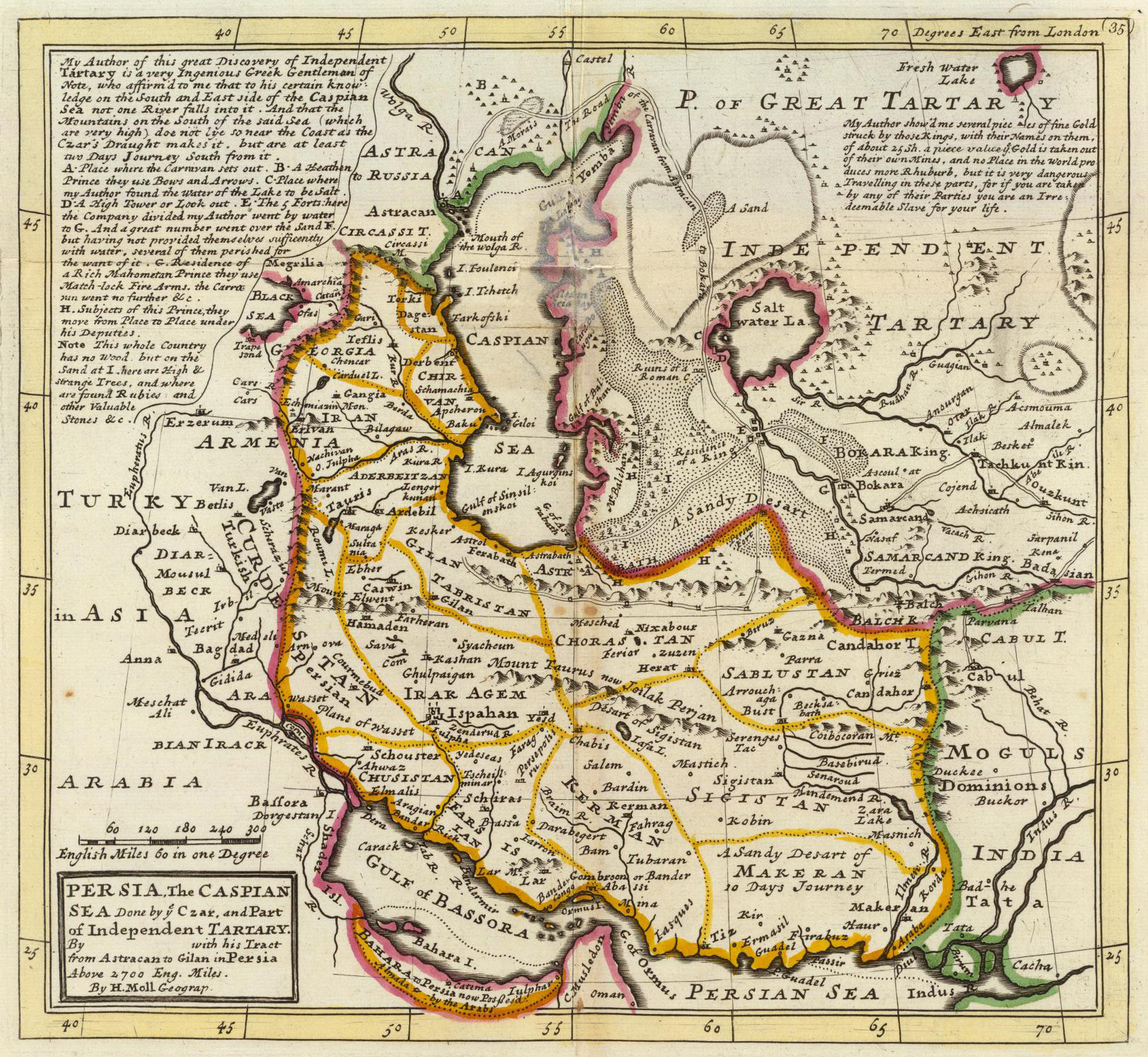
نقشهٔ ایران و سرزمین‌های پیرامون در حدود ۱۷۳۶ م

سیاستِ مذهبیِ یادشده، سبب درگیری‌ها و خونریزی‌های سنگینی شد و این موضوع نتیجه‌های مخربی برای اهل سنتِ ایران داشت. سنیان که بیشتر در مرزهای کشور می‌زیستند، با کمترین فشارْ فریادِ جدایی‌طلبی سر می‌دادند؛ این موضوع به‌ویژه در مناطقِ افغان‌نشینِ امپراتوری صفوی روی داد و سرانجامْ آن را درهم پیچید. این مناطق، تحت نفوذِ غِل‌زایی‌ها قرار داشت. شاه عباس یکم، اَبدالی‌ها را مجدداً در هرات اسکان داد و غل‌زایی‌ها از این مسئله آسیب فراوانی دیده بودند. اینان برای خنثی کردنِ فشارهای مذهبیِ ایران، با هند وارد رابطه شدند؛ هرچند که مناسبات‌شان با ایران، بیش از روابط‌شان با هند بود و همین موضوع سبب شده بود تا از آغاز، در اندیشهٔ شورش علیه ایرانیان نباشند. اما این، تنها تهدیدِ حکومتِ صفوی نبود. روسیه در شمال حملاتی را به سواحلِ جنوب غربیِ دریای خزر انجام داد. گذشته از اینها، لِزگی‌های سنی‌مذهب در شمال غربِ کشور نیز از اوضاع ناراضی بودند و فشارهای دولت صفوی سبب شد تا آنان از عثمانی یاری طلبند. کُردانِ آشوبگر نیز همدان را اشغال و تا نزدیکیِ اصفهان نفوذ کردند. خوزستان نیز صحنهٔ درگیری میان آلِ مُشَعْشَع بود. و قبایلِ بلوچ نیز به بم و کرمان حمله و آنجا را غارت کردند. پس از درگیری‌هایی، نفوذِ حکومت صفوی در جنوب و جنوب غربِ ایران از میان رفت و هرج‌ومرج همه جا را دربرگرفت.
چیرگیِ غل‌زایی‌ها فَترَتِ کوتاهی در تاریخِ ایران بود که با سقوطِ اَشرَف و جانشینش، محمود، پایان یافت. سلسلهٔ صفوی با کشتاری که پیشتر بر بازماندگان‌شان وارد شده بود، دیگر اهمیتش را از دست داده بود. افغان‌ها نتوانستند با حمله‌های روس و عثمانی مقابله کنند یا آشوب‌های پیش و پس از سقوطِ امپراتوریِ صفوی را آرام سازند. آنان برای بازگردانیِ وحدتِ ایران کمترین کاری انجام ندادند. با آنکه حکومتِ صفوی در اصفهان سقوط کرد، اما صفویان کاملاً نابود نشدند. هنوز نمایندگانی از آنان در حیاتِ سیاسیِ ایران نقش ایفا می‌کردند؛ هرچند که این نمایندگان تنها بازیچه‌هایی بودند و دوره‌های آنان جزئی و کم‌اهمیت بود. سقوطِ صفویان در نگاهِ توده‌های گستردهٔ مردمِ ایران، فاجعه‌ای بود که مصیبت‌بارتر از آن امکان نداشت. نتیجهٔ این نگاه، اشتیاق به احیای حکومتِ صفوی و درنتیجه، برآمدنِ مدعیانِ فراوانِ سلطنت در ایران بود؛ آنچنانکه کتابِ بازماندگان صفوی هجده مدعی در روزگارِ افغان‌ها و دوازده مدعی در عصرِ نادرشاه را یاد می‌کند.

### افشارها
خاستگاهِ اصلی قبیلهٔ اَفشارها، تُرکِستان بود که مدتی طولانی در آنجا ساکن بوده‌اند و پس از یورشِ مغول در سدهٔ سیزدهم میلادی، از آنجا به غرب و آذربایجان کوچ کردند. در اوایلِ روزگارِ صفوی، اُزبَک‌ها خراسان را آماجِ حملاتِ خویش کردند. در زمانِ حکومتِ عبدالله بن اسکندر شیبانی و پسرش عبدُالْمؤمن، هماره خراسان در وحشت به‌سر می‌بُرد که از سوی دو شهرِ خوارزم، پایتختِ عبدالله و بلخ، مقرِّ حکومتِ عبدالمؤمن، تهدید می‌شد. زبان و آداب و عاداتِ افشارها چندان تفاوتی با ترکمن‌های تهدیدکنندهٔ مرز ایران نداشت، اما مورد اعتمادِ صفویان بودند، به‌ویژه آنکه برخلافِ ترکمن‌های سنی، شیعه بودند. صفویان افزون‌بر افشارها و قاجارها، طایفه‌هایی از کُردها را نیز به خراسان منتقل کردند. گفته می‌شود شاه عباس ۴۵۰۰ خانواده از ایل افشار را از ارومیه به اَبیوَرد و درگز منتقل کرد و نیز ۳۰٬۰۰۰ خانوادهٔ کرد را در اطرافِ خَبوشان اسکان داد که بدین ترتیب جمعیتِ آنان را برتری داد. تعدادی از قاجارهای تبریز در مرو استقرار داده شدند و قاجارهای گنجه و قره‌باغ نیز به اَستَرآباد فرستاده شدند. بخشی از ایل بَیات نیز به نیشابور منتقل شدند. بدین ترتیب جمعیتِ بسیاری در خراسان مستقر شدند که ظرفیت‌شان در اتحاد و تفرقه برای رساندنِ نادر به قدرت، نقش مهمی ایفا کرد. نادر خود در راهِ خبوشان برای سرکوبِ کردها درگذشت.

## زندگی

### تبار نادر
محمدشفیع تهرانی در نادرنامه، نادر را در حدِّ مقامِ والای فرزندِ سرداری افشار و یکی از افسرانِ بلندپایهٔ «پادشاهِ» ابیورد ارتقا می‌دهد. جِیْمْز فِرِیزِر نیز برپایهٔ منابعِ هندی، پدرِ نادر را مقامی بلندپایه از ایلِ افشار می‌داند. جوناس هَنوِی حقیرانه‌ترین روایت را برمی‌گزیند و لاکْهارْت نیز تولدِ نادر در یک «قلعه» را معقول نمی‌داند. هنوی پدرِ نادر را تهی‌دست می‌داند؛ اما میرزا مهدی اَستَرآبادی، با نقلِ داستانی دربارهٔ قدرتِ شمشیرِ آبدیده در خشم، نامِ او را برگرفته از نامِ پدربزرگش می‌داند و معنایش این است که پدربزرگِ نادر، شخصی نامدار و از خانواده‌ای شناخته‌شده بوده است. به‌جز میرزا محمدکاظم مَرْوی که معتقد است از آغازْ نامش نادر بوده، دیگران عموماً پذیرفته‌اند که نامش «نَذَرقُلی‌بِگ» یا «نَدَرقلی‌بِگ» بوده تا هنگامی‌که ملقَّب به «تهماسب‌قلی» شد و این دو لقب را تا رسیدن به پادشاهیَش، حفظ کرد.
نادر یا نادرقلی‌بیگ در خانواده‌ای تنگدست از طایفهٔ قِرِخْلو، یکی از تیره‌های کوچکِ ایل افشارِ تُرکمان، در روز شنبه ۲۸ مُحَرَّمِ ۱۱۰۰ ه‍.ق/نوامبر ۱۶۸۸ م در دَستجِرد، از آبادی‌های نزدیکِ اَبیوَرد و درگز در شمالِ خراسان و در طی مهاجرتِ فصلی به چراگاه‌های زمستانی متولد، و به‌نامِ پدربزرگش، نادرقلی نام گرفت. پدرش، امامقلی در ایل افشار، شخصی محترم بود و پیشه‌اش چوپانی. به‌نقلی، ساربان و پوستین‌دوز هم بوده است. احتمالاً امامقلی در میانِ افشارها، جایگاهی مانند کدخدای آبادی داشته است. او دو فرزند به‌نام نادرقلی و ابراهیم داشت. زندگیِ این خانواده بسیار ساده بود و مانند دیگر خانواده‌های ایل، با گله‌داری، کشاورزی و هنرهای دستی سپری می‌شد. زبان مادری نادر، گویشی از زبانی بود که قبایل تُرک ایران و آسیای‌میانه به آن صحبت می‌کردند و او با افزایش سن، خیلی زود فارسی که زبان فرهنگی و زبان رایج شهرها بود را فرا گرفت، اما زبان ترکی را همیشه برای صحبت روزمره ترجیح می‌داد، مگر اینکه با شخصی مواجه می‌شد که فقط فارسی می‌دانست.

### رسیدن به فرماندهی
نورالله لارودی می‌گوید امامقلی درگذشت و نادر هجده ساله شد. مهاجمانِ ازبک و ترکمن با حمله به‌آبادی‌های مرزیِ ایران و قلمروِ ایل افشار به غارت پرداختند و دسته‌ای از غارتگرانِ ترکستان، تعدادی از زنان و مردانِ طایفه‌های افشار را به اسارت به مَرْو شاه‌جهان بردند. نادر و مادر و برادرش در بین اسیران بودند. این اسارت چهار سال زمان برد. در سال ۱۱۲۲ ه‍.ق/۱۷۱۰ م نادر در فرصتی همراه با برادرش به ابیورد گریخت. لاکهارت داستانِ اسارتِ نادر و مادرش توسط ازبکان در حدودِ سن هجده سالگی را مردود می‌داند. این داستان در هیچ منبعِ ایرانی تأیید نمی‌شود اما هنوی آن را نقل می‌کند که ظاهراً از درهم‌آمیزیِ دو ماجرای نقل‌شده از محمدکاظم، آن را پدیدآورده است. نادر اغلب مشغول به بازپس‌گیریِ اموالِ سرقت‌شده‌ای بوده که در حملاتِ مرزی از دست می‌رفته‌اند و ظاهراً در اوایلِ زندگیش، بیشتر به تعقیبِ دزدان می‌پرداخته است. پذیرفته‌ترین دیدگاه، این است که او در آغازِ زندگی در کنارِ بازرگانان بوده و از آنان در برابرِ راهزنان محافظت می‌کرده است. نادر نزد حاکمِ ابیورد، باباعلی بیک کوسه احمدلو به خدمت مشغول شد و به جمعِ همراهانش پیوست، و کارِ خود را در ابیورد — که شهری تحت کنترلِ ایل افشار بود — آغاز کرد. او پس از مدتی خدمت به‌عنوان تفنگچی، به جایگاهِ «ایشیک‌باشی» منصوب شد. شاید «افسرِ انتظامات» معنایی مناسب‌تر برای این اصطلاح در دربارِ کوچکِ باباعلی باشد. در سال‌های ۱۱۲۷–۱۱۲۶ ه‍.ق/۱۷۱۵–۱۷۱۴ م، ترکمن‌های یَموت به شمالِ خراسان یورش بردند و نیروهای مرزیِ باباعلی در نبردی، آنان را شکست دادند و ۱۴۰۰ نفر را اسیر کردند. ظاهراً نادر در این نبردْ جلب توجه کرده، چراکه باباعلی مأموریتِ خبررسانیِ این پیروزی به شاه در اصفهان را به او سپرد. نادر در اصفهان، خبر را به شاه سلطان حسین رساند و ۱۰۰ تومان پاداش گرفت. او خود را برای باباعلی بیک، بسیار مفید نشان داد که سبب شد باباعلی بیک دو دخترِ خود را به عقدِ نادر درآورد. یکی، پسرِ بزرگش رضاقلی را به‌دنیا آورد و دیگری، نصرالله و امامقلی.
به‌گزارشِ میرزا مهدی خان در دُرّهٔ نادری، سال ۱۱۳۶ ه‍.ق/۱۷۲۴–۱۷۲۳ م، سالِ آغازِ «دلاوری‌های جهانگشایانهٔ» نادر است. در این سال، دومین نقطهٔ عطفِ زندگیِ نادر روی داد که به‌دنبالِ ارتقای خدمت نزد باباعلی، بر دژِ طبیعیِ کلات مسلط شد. تاریخِ این رویداد در منابع ایرانی روشن نیست، اما هنوی آن را سال ۱۷۲۱ م می‌داند. رقیبان محلی و افشارهایی که استحکاماتِ قوی در دست داشتند، از مَلِک محمود سیستانی می‌خواستند تا مانعِ قدرت‌یابیِ نادر شود. کُردها نیز در درگز و ابیورد، همین هدف را داشتند و با کردهای خبوشان متحد شدند. پس از تسلطِ نادر بر کلات، رقیبان و دشمنانش تلاش کردند تا با وی به توافق برسند. در این زمان باباعلی همهٔ قدرتش را به نادر واگذار کرد و او نیز سپاهی تدارک دید. سرانجام خبرِ پیروزی‌های محمودِ غل‌زایی به کلات رسید که هم‌زمان با همان تاریخی است که هنوی آن را آغاز دورهٔ کلات می‌داند، یعنی حدود ۱۷۲۱–۱۷۲۰. باباعلی بیک در هنگامِ مرگ در ۱۷۲۳ م، اموالش را برای نادر به ارث گذاشت. به‌خاطر رقابت‌های قبیله‌ایِ داخلی، نادر نتوانست جانشینِ باباعلی بیک شود، بنابراین وی با افسرانِ ناهمگونِ نظامیِ تازه‌کار در شمال‌شرقیِ ایران که در پی حملهٔ افغان‌ها برخاسته بودند، قدرت را به‌دست‌آورد.

#### درگیری با ملک محمود سیستانی

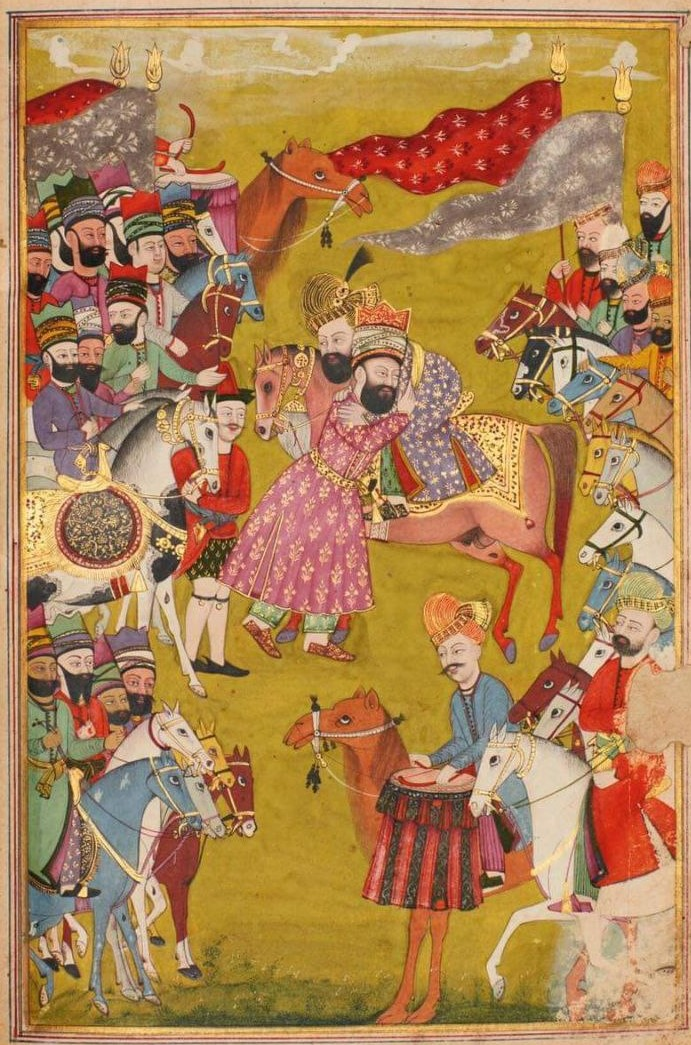
دیدار نادر با شاه تهماسب دوم از نسخه مصور تاریخ جهانگشای نادری

ملک محمود سیستانی از نابسامانیِ خراسان بهره بُرد تا جایگاهی برای خویش بیافریند و این ایفای نقش از سوی او، اهمیت ویژه‌ای برای پیشینهٔ کاریِ نادر به‌ویژه نزدِ تهماسب دوم داشت. او و برادرش مَلِک اسحاق از مردمان سیستان بودند و ادعا داشتند که از نوادگانِ پادشاهانِ اسطوره‌ایِ کیانند. او خود را از نسل سلسلهٔ صفاریان — حاکم بر ایران در سدهٔ نهم و دهم میلادی — معرفی کرده بود. و اینها درحالی بود که آن دو تنها، بزرگانی از سیستان بودند که از سقوطِ دولت صفوی بهره بردند تا قدرت‌طلبیِ خویش را ارضا کنند. پس از سقوط اصفهان توسط محمود غل‌زایی، ملک محمود مشهد را تصرف کرد. پس از ورود ملک محمود به خراسان، هم او و هم نادر در موقعیتی بودند که می‌توانستند علیهِ یکدیگر وارد عمل شوند؛ اما ملک محمود تلاش کرد تا رقیبانِ نادر را به یکدیگر مشغول کند. نادر هنوز چنان قدرتی نداشت که به مقابلهٔ مستقیم با آنان بپردازد؛ ملک محمود در پاسخِ شکایتِ چند تن از رییسانِ محلی نسبت به حاکم شدنِ نادر بر ابیورد، محمدامین‌بیگ را به سمتِ قورچی‌باشی و نیز حکمرانیِ ابیورد منصوب کرد و او نیز به نادر، مقامِ ایشیک‌باشی و دیوان‌بیگی داد؛ بدین ترتیب ظاهراً نادر یکی از افرادِ ملک محمود شد.
در سال ۱۱۳۷ ه‍.ق/۱۷۲۴ م، نادر خود را آن‌قدر قوی یافت که مخالفت با ملک محمود را آغاز کند؛ علتِ این تصمیم، نشانه‌های نیتِ ملک محمود برای اعلانِ پادشاهی بود که درصورتِ وقوع، جایگاهش نزدِ دیگران از نادر فراتر می‌رفت. در چنین اوضاعی از نادر درخواست شد تا بر ضدِ طایفه‌های صحراگردِ ترکمن که به مرو یورش می‌بردند، اقدامی کند. این چاره‌جویی‌ها از او، بر اعتبارش در منطقه می‌افزود و موفقیت‌هایش، سبب الحاقِ دسته‌های بیشتر از جنگجویان به او می‌شد. پس از دسیسه‌های گوناگون با سردارانِ ترکمنِ افشار و جَلایِر، نادر گروهِ خویش از مهاجمان را تشکیل داد و سرانجام در سال ۱۱۳۹ ه‍.ق/۱۷۲۶ م، در اتحاد با کُردهای چَمَشْگَزَک در خَبوشان، — که تا پیش از آن با آنان در جنگ بود و توانست بر آنان غلبه کند و دست‌کم در ظاهر به اطاعت از خود درآورد — بر سر کنترلِ مالکیتِ مشهد با ملک محمود به رقابت پرداخت. نقش وی در مقابله با ملک محمود، او را مورد توجهِ تهماسب قرار داد. در همین سال تهماسب با ارسال حسنعلی بیک، از درباریانش به سوی نادر، از وی دربارهٔ همکاریَش با خودش و قاجارها علیه ملک محمود پرسید و نادر پاسخِ مثبت داد و از تهماسب خواست تا هرچه سریع‌تر به خراسان بیاید؛ حسنعلی بیک به نمایندگی از تهماسب نیز، نادر را به‌عنوانِ نایبِ حاکمِ ابیورد تأیید کرد. تهماسب همراه با حامیِ اصلیِ خویش، فتحعلی‌خان قاجار در سال ۱۱۳۹ ه‍.ق/۱۷۲۶ م، نادر و نیروی ۲۰۰۰ نفریَش از طایفهٔ افشار و کرد به‌همراه توپ‌ها و زنبورک‌های مستقر در پشت شترش را به خدمت گرفت. رقابتِ شدید میان محافظانِ قاجار و افشارِ شاهزادهٔ صفوی، به‌زودی به نفعِ نادر حل‌وفصل شد: تهماسب فتحعلی را به ظنِّ توطئه علیه وی اعدام، و نادر را به‌عنوان فرماندهِ اصلیِ سپاهش انتخاب کرد تا جایگزینِ فتحعلی‌خان قاجار (د. ۱۷۲۶ م) شود که فرزندانش (بنیانگذارانِ سلسلهٔ قاجار) نادر را به‌خاطرِ قتلِ اجدادشان مقصر دانستند. با این پیشرفت، نادر به «قورچی‌باشی» منصوب شد و مقامِ «تهماسب‌قلی» — به‌معنای پیشکارِ تهماسب — را به‌عهده گرفت.
پس از اعدامِ فتحعلی‌خان توسط تهماسب، تعدادی از سرانِ قاجار به‌طور موقت بازداشت شدند تا پیامدهای احتمالیِ این قتل بخوابد؛ اما محمدحسین‌خان قاجار که از رقیبانِ فتحعلی‌خان بود، به‌جای وی فرماندهِ قوای قاجار شد و از این اتفاقْ خرسند هم شد. اکنون نادر در اندیشهٔ شکستِ قطعیِ ملک محمود بود. او روزانه به سازه‌های دفاعیِ مشهد حمله می‌کرد. ملک محمود پس از شنیدن خبر قتلِ فتحعلی‌خان، به تصورِ ضعیف شدنِ نیروهای تهماسب، با نیروی بزرگی که شامل توپخانه نیز می‌شد، به نیروهای تهماسب یورش برد. نادر آنان را مغلوب و وادار به عقب‌نشینی کرد. پس از آن ملک محمود از شهر خارج نشد. در این ماجرا چند نفر از افسران وی از جمله توپچی‌باشی‌اش کشته شدند. بدین ترتیب نیروی توپخانهٔ وی با وجود نیرومندی، از کار افتاد. نادر سپس مشهد را از راهِ خیانت به‌دست‌آورد؛ سرانجام در شبِ ۱۶ ربیع‌الاول ۱۱۳۹ ه‍.ق/۱۱ نوامبر ۱۷۲۶ م، پیرمحمود فرماندهِ قوای کلِ مشهد یکی از دروازه‌ها را به‌روی نیروهای نادر گشود و نادر و سربازانش داخل شهر شدند. ابتدا نادر به ملک محمود اجازه داد تا در حرم علیّ بن موسیَ الرّضا پناهنده شود. پس از گذشت چند ماه، خبر به نادر دادند که وی با بعضی از ترکمن‌های مرو، تماس پنهانی دارد و آنان را برای یورش به مشهد تحریک می‌کند. نادر دستورِ اعدامِ ملک محمود به‌همراه برادر و برادرزاده‌اش را صادر کرد.

#### درگیری با تهماسب
اعتبارِ وی پیوسته افزایش یافت زیرا سپاهِ تهماسب را به پیروزی‌های فراوانی رساند. با این وجود، روابط او با شاهزادهٔ جوانِ مردّد — یا به‌عبارتِ بهتر وزیرانِ حسودِ شاهزاده — همچنان پرتنش بود. نادر از سوی درباریان نکوهیده می‌شد و سرانِ کُردی هم که پیشترها با نادر جدال‌های تلخی داشتند، بر تنش می‌افزودند. تهماسب در جِمادیُ‌الثّانیِ ۱۱۳۹ ه‍.ق/فوریهٔ ۱۷۲۷ م مخفیانه از مشهد خارج شد و نزد کُردهای خبوشان رفت و در آنجا نادر را به خیانت محکوم کرد و از سراسرِ کشور خواست تا بر ضدِ نادر به جمع‌آوریِ لشکر بپردازند. از آن سو، نادر همهٔ داراییِ تهماسب و وزیرانش را در مشهد مصادره کرد و برادرش ابراهیم خان را برای کنترلِ مشهد گذاشت و خودش به خبوشان رفت. پس از برخوردِ کوچکی با کردها، خبوشان را محاصره کرد و کردهای طایفهٔ قَرَه چورلو را به اسارت گرفت و دستورِ حفرِ خندقی را داد تا اسیران را در آن بیندازند و به زنده‌به‌گور کردن تهدیدشان کرد، هرچند بعد آنان را آزاد کرد. تهماسب شکست خورد و پشیمان شد و از محمدحسین مجتهد خواست تا با نادر مذاکره کند. سرانجام توافقی صورت گرفت و نادر به مشهد بازگشت و با دخترِ یکی از سرانِ کرد ازدواج کرد. بااین‌حال پشیمانیِ تهماسب و ازدواجِ نادر هیچ‌یک سبب نشد تا تنش میان این دو فروکش کند. نادر در مشهد به‌سرعت کارگاه‌ها و اداراتِ سلطنتی را مهر و موم کرد و اوضاع را سامان داد. درحالی‌که تهماسب اصرار داشت تا ابتدا اصفهان از دست افغان‌های غل‌زایی رها شود، نادر دوراندیشانه بر این نظر بود که ابتدا باید به سراغ ابدالی‌های هرات رفت و آنان را به اطاعت درآورد. در این میان توطئه‌های وزیرانِ تهماسب علیه نادر تمامی نداشت و پیوسته کردهای خراسان و ترکمن‌ها را علیه او تحریک به شورش می‌کردند؛ و تنها وفاداریِ ابراهیم خان برادر نادر و تهماسب خان جلایر به نادر بود که او توانست با اتکا به آنان به سرکوبِ شورشگران بپردازد.

#### نبرد با ابدالی‌های هرات و ادامهٔ کشمکش با تهماسب

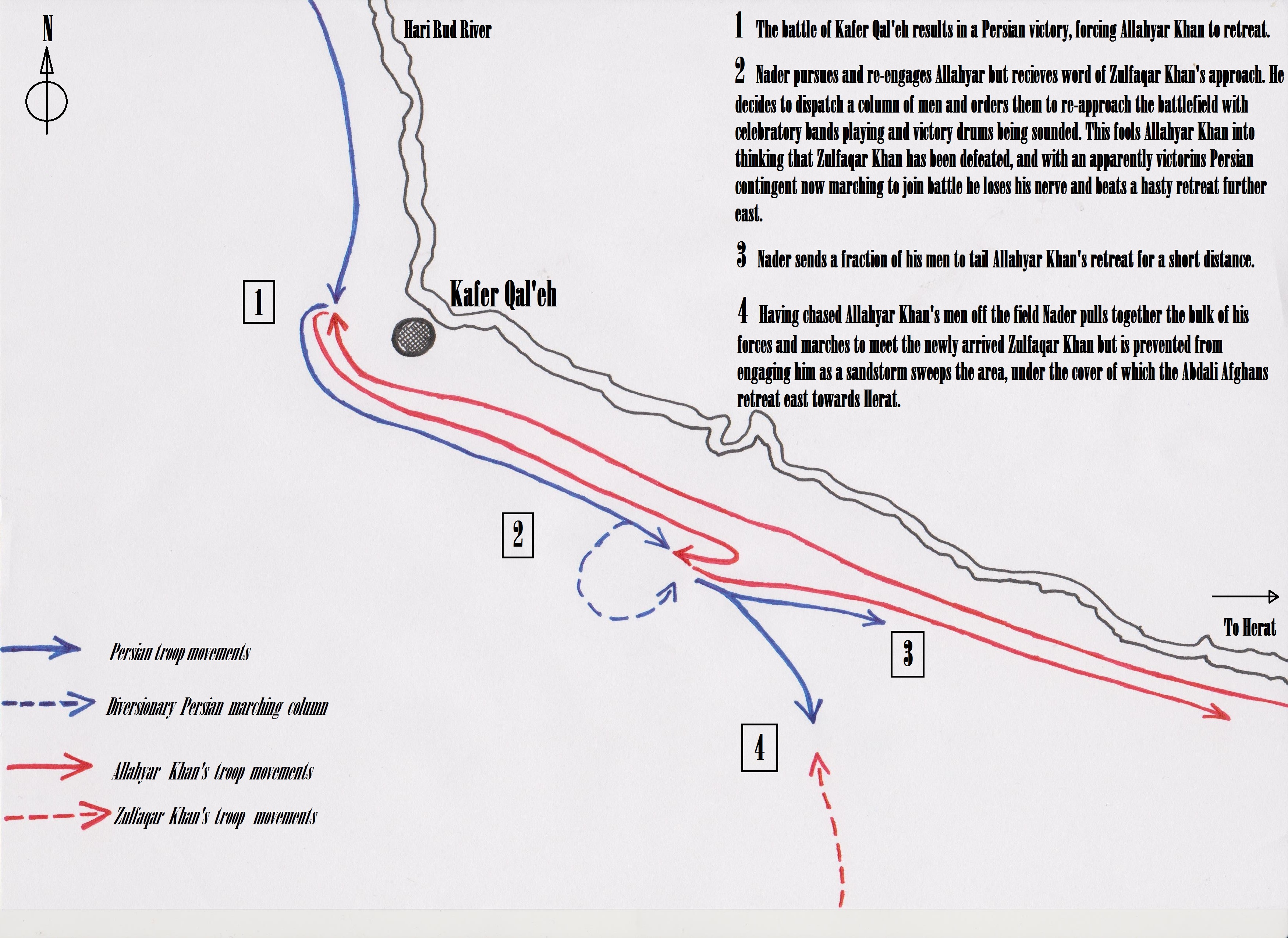
نقشهٔ لشکرکشی به هرات در ۱۷۲۹ م

نادر پس از درهم شکستنِ شورش‌های محلیِ مکرر، قائن را در جناحِ جنوبیِ خویش تثبیت کرد و آماده شد تا پیش از اجابتِ خواستهٔ تهماسب برای پیشروی به اصفهان، در پشتِ استراتژیکِ خود، افغان‌های اَبدالیِ هرات را تحتِ سلطه‌اش درآورد. درگیریِ اراده‌ها عملیاتِ مؤثر را در طی سال‌های ۱۱۴۱–۱۱۳۹ ه‍.ق/۱۷۲۸–۱۷۲۷ م متوقف کرد. در تابستان ۱۱۳۹ ه‍.ق/۱۷۲۷ م، نادر به ابدالی‌های افغان، حمله‌هایی مقدماتی انجام داد تا توان‌شان را بسنجد. سپاهِ نادر در ذیحجه/سپتامبر، سَنگان را محاصره کرد. در ۱۴ صفر ۱۱۴۰ ه‍.ق/اول اکتبر ۱۷۲۷ م، سنگان تسخیر شد و همهٔ ساکنانش به‌خاطر تسلیمِ دروغین در گذشته و سپس عهدشکنی، قتل‌عام شدند. اندکی بعد ۷۰۰۰ تا ۸۰۰۰ نیروی کمکیِ ابدالیِ افغان به سوی سنگان به‌راه افتادند. سپاه نادر نیز نزدیک به همین تعداد بود، اما نادر برای دوری از خطر به پیاده‌ها دستور داد تا در خندق سنگر گیرند تا افزون‌بر محفوظ بودن از دشمن، در زمانِ مناسب آنان را زیر آتش بگیرند؛ و خودش تنها با ۵۰۰ تن از سربازانش به سوی ابدالی‌ها حمله‌ور شد. پس از چهار روز درگیریِ پراکنده، ابدالی‌ها به سوی هرات عقب‌نشینی کردند. نادر آنان را تعقیب نکرد و به مشهد بازگشت تا وضعیتش را با تهماسب روشن کند. کمی بعد که نادر از مشهد خارج شده بود، تهماسب به نزدیکانِ نادر حمله کرد و فرمان داد که فرماندهان از نادر فرمانبرداری نکنند. نادر به‌سرعت بازگشت اما تهماسب به سبزوار رفته بود. با رسیدنِ نادر، تهماسب فرمان داد تا دروازه‌های شهر به روی نادر بسته شود. نادر نیز شهر را به توپ بست تا سرانجام تهماسب در ۷ ربیعُ‌الْاوّل ۱۱۴۰ ه‍.ق/۲۳ اکتبر ۱۷۲۷ م تسلیم شد. تهماسب همان شب از اردو گریخت اما نادر او را تعقیب کرد و در دو کیلومتریِ شهر او را گرفت و به اردو بازگرداند و با دو همراهْ تهماسب را تا مشهد تحتُ‌الْحفظ فرستاد. پس از این ماجرا، مُهرِ تهماسب نزد نادر بود و نادر به‌نامِ تهماسب صدورِ فرمان می‌کرد. پس از ماجرای سبزوار، دو تن از فرماندهان گذشتهٔ تهماسب، محمدعلی خان و ذوالفقار خود را والیانِ منصوبِ تهماسب بر مازندران و استرآباد نامیدند. تهماسب اعلامِ برائت کرد اما نادر وی را برای تماس با ذوالفقار سرزنش کرد. در ربیع‌الثّانی ۱۱۴۱ ه‍.ق/نوامبر ۱۷۲۸ م نادر به مازندران لشکر کشید و تهماسب را نیز با خود بُرد. محمدعلی خان بلافاصله تسلیم شد اما ذوالفقار مقاومت کرد و سرانجام وی را اسیر و اعدام کردند. تا پایانِ ماهِ بعد نادر بر مازندران مسلط شد و سپس با فرستادن نماینده‌ای نزد روس‌ها خواست تا گیلان را بازگردانند. نادر در ماه شعبان ۱۱۴۱ ه‍.ق/مارس ۱۷۲۹ م، جشن نوروز را در مشهد برگزار کرد و برای اقدام علیه هرات آماده شد. او با برپایی ضیافتی، هدایای بسیاری به افسرانش بخشید.
اوایل بهارِ ۱۱۴۱ ه‍.ق/۱۷۲۹ م نادر و سپاهش همراه با تهماسب راهیِ هرات شدند. ابدالی‌ها با آگاهی از هدفِ نادر برای جنگ، از تفرقه دست برداشتند و به‌رهبری اللهیارخان متحد شدند و وی را حاکمِ هرات کردند. اللهیارخان سپاهِ ابدالی را برای نبرد از هرات بیرون کشید و در محلی به‌نام کافرقلعه حدود ۸۰ کیلومتری غربِ هرات با سپاه نادر روبه‌رو شدند. پس از چند روز نبرد و شکستِ ابدالی‌ها، اللهیارخان با فرستادنِ چند پیک، خواهان صلح شد اما نادر پیام داد فرماندهان افغان خود باید بیایند. با آمدن نیروهای کمکی برای اللهیارخان، نبرد دو روز دیگر ادامه یافت اما باز هم با شکستِ ابدالی‌ها همراه بود. مجدداً اللهیارخان چند پیک برای اعلام تسلیم فرستاد اما نادر باز هم همان پاسخ را داد. پس از آن، تعدادی از بزرگانِ ابدالی نزد نادر آمدند و اعلام وفاداری کردند. نادر با مهربانی آنان را پذیرفت. بسیاری از ابدالی‌ها به سپاهِ تهماسب وارد شدند و افغان‌های فارسی‌زبان هم در اطراف مشهد اسکان داده شدند. تهماسب اللهیارخان را بر حکومت هرات ابقا کرد و اسیران افغان نیز آزاد شدند. نادر و تهماسب در ۴ ذیحجهٔ ۱۱۴۱ ه‍.ق/اول ژوئیهٔ ۱۷۲۹ م، به مشهد بازگشتند. اکنون نوبتِ حمله به اشرفِ غل‌زایی در اصفهان بود که نمی‌بایست بیش از این در آن تأخیر می‌شد.

#### جنگ با افغان‌های غل‌زایی و بازپس‌گیری اصفهان
ظاهراً نبردِ نادر با ابدالی‌های افغان در هرات، ذهنیتِ اشرف را — که پیش از آن تهماسب را خطری نمی‌پنداشت — تغییر داد. او در ۱۳ مُحَرَّم ۱۱۴۲ ه‍.ق/اوت ۱۷۲۹ م، با لشکری ۳۰٬۰۰۰ نفری برای حمله به نادر و تهماسب از اصفهان به سوی مشهد حرکت کرد. برخلاف تصورش — که احتمالاً طولانی شدنِ درگیریِ نادر با ابدالی‌ها بوده و می‌خواسته است تا نادر را با تصرفِ مشهد غافلگیر کند — سرعتِ پیروزیِ نادر در نبرد با ابدالی‌ها اهداف او را برهم زد. سپاهِ اشرف ابتدا به شمالِ تهران آورده شد و در طول مسیر، دسته‌های پراکنده و سربازانِ مستقر در پادگان‌ها را به خدمت گرفت و سپس در راستای کوهپایه‌های جنوبیِ البرز به سوی خراسان حرکت کرد و در اواخرِ تابستانِ همان سال، سمنان را با نزدیک ۴۰٬۰۰۰ سرباز محاصره کرد. از آن سو، نادر در ۱۸ صفر ۱۱۴۲ ه‍.ق/۱۲ سپتامبر ۱۷۲۹ م، همراه با تهماسب از راه نیشابور و سبزوار برای نبرد با افغان‌ها حرکت کرد. سپاه نادر را حدود ۲۵۰۰۰ نفر تخمین زده‌اند. صبح روز ۶ ربیع‌الاول ۱۱۴۲ ه‍.ق/۲۹ سپتامبر ۱۷۲۹ م، در نزدیکیِ مهماندوست دامغان نبرد آغاز شد و سرانجام سپاهیانِ افغان شکست خوردند و عقب‌نشینی کردند. پس از نبرد مجدداً میانِ نادر و تهماسب بحثی درگرفت و ظاهراً علتش اصرارِ تهماسب برای حرکتِ سریع‌تر به سوی اصفهان بوده اما نادر دلایلی آورده و مصلحت را بازگشت به مشهد و تجدیدِ قوا و رفتن به اصفهان در سالِ بعد دانسته است. سرانجام برای نخستین بار تهماسب توانست نادر را وادار به پذیرشِ نظرِ خویش کند. اشرف به ورامین عقب‌نشینی، و در آنجا نیروهای بیشتری را جذب کرد. مجدداً در شرقِ ورامین، نبردِ دوم درگرفت و بار دیگر سپاهِ افغان شکست خوردند و به اصفهان عقب‌نشینی کردند. اشرف در اصفهان ۳۰۰۰ نفر از ساکنان و روحانیانِ برجسته را قتل‌عام کرد تا شورشی صورت نگیرد. سربازانِ اشرف نیز بازار را غارت کردند و آتش زدند. اشرف پس از دریافتِ کمک از احمدپاشا، از اصفهان بیرون آمد تا برای سومین بار به نبردِ نادر برود و در ربیع‌الثّانی ۱۱۴۲ ه‍.ق/اکتبر ۱۷۲۹ م، در حوالیِ مورچه خورت مستقر شد. نادر تهماسب را در تهران باقی گذاشت و به سوی جنوب حرکت کرد. صبحِ ۲۰ ربیع‌الثانی ۱۱۴۲ ه‍.ق/۱۳ نوامبر ۱۷۲۹ م، نادر به سوی اصفهان پیشروی کرد. سرانجام برای سومین بار نبرد آغاز شد و باز هم سپاه افغان شکست خوردند و فرار کردند. اشرف غروب همان روز سریعاً به اصفهان برگشت و تا جایی که توانست اشیاء قیمتی را گرد آورد و همراه با زنان و اعضای خانوادهٔ صفوی، صبح روز بعد به سوی شیراز حرکت، نادر در ۲۳ ربیع‌الثانی ۱۱۴۲ ه‍.ق/۱۶ نوامبر ۱۷۲۹ م، با سپاه خود وارد اصفهان شد. سربازانِ نادر به‌سرعت شهرِ غارت‌شده و اغتشاش‌زده را تحت کنترل درآوردند. به‌دستورِ نادر باقیِ افغان‌هایی را که مخفی شده بودند، یافتند و اعدام کردند جز تعدادِ اندکی که در مدتِ اشغال، با انسانیت رفتار کرده بودند. در ۱۸ جمادی‌الاول ۱۱۴۲ ه‍.ق/۹ دسامبر ۱۷۲۹ م، نادر رسماً از تهماسب در بیرون از شهر استقبال کرد. با حضورِ نادر در کنترلِ واقعیِ امور، تهماسب نهایتاً در جمادی‌الاول ۱۱۴۲ ه‍.ق/دسامبر ۱۷۲۹ م در اصفهان مستقر شد، که نشانگرِ پایانِ واقعیِ حکومتِ افغان‌ها در ایران بود؛ اگرچه وی به‌وضوح در رنج و عذاب بود چراکه نادر بی رضایتِ قبلیِ شاه با یکی از خواهرانش، راضیه بِیْگُم ازدواج کرد. شوالیه دوگاردان نادر را در این هنگام در سن چهل سالگی می‌داند اما اگر تولدش در ۱۶۹۸ م پنداشته شود، او ۳۱ سال داشته است. در پی شکستِ اشرف، بسیاری از سربازانِ افغان به سپاهِ نادر پیوستند و در بسیاری از نبردهای بعدی کمک فراوانی کردند.
تهماسب پس از استقرار در اصفهان از نادر خواست اشرف را تعقیب کند تا هم کار افغان‌ها تمام شود و هم اعضای خانوادهٔ صفوی از چنگ اشرف آزاد شوند. نادر ابتدا نپذیرفت که احتمالاً به‌خاطر این بود تا پاداشِ بازپس‌گیریِ اصفهان را کاملاً دریافت کند. سرانجام نادر موافقت کرد در ازای حاکمیتش بر خراسان، مازندران و کرمان و تأمین هزینهٔ سپاه از طریق مالیات در سراسرِ کشور و نیز حقِّ نهادنِ جِقّه بر سر، به تعقیبِ اشرف برود. برای ضمانتِ دوامِ این موافقت، نادر و رضاقلی با خواهرانِ تهماسب ازدواج کردند. نادر اعلام کرد ابتدا دشمنانِ تهماسب را از میان می‌بَرد و سپس به خراسان بازمی‌گردد. در ۳ جمادی‌الثانی ۱۱۴۲ ه‍.ق/۲۴ دسامبر ۱۷۲۹ م، نادر با سپاهی ۲۰٬۰۰۰ یا ۲۵۰۰۰ نفری به شیراز لشکر کشید. در زرقان واقع در شمالِ شیراز نبردی درگرفت و افغان‌ها شکست خوردند و اسیر شدند و اشرف نیز به شیراز گریخت. اشرف ابتدا تلاش کرد با فرستادنِ شاهزادگان صفوی نزد نادر، با وی مذاکره کند، اما پس از آن از راهِ لار به ولایتِ قندهار فرار کرد. نادر به تعقیب اشرف تا آن سوی رودخانه پرداخت اما نتوانست به او دست یابد و به شیراز بازگشت. اشرف توانست خود را به ولایت قندهار برساند اما به‌خاطر هراس از حسین سلطان غل‌زایی، برادرِ محمود افغان، از ورود به شهر قندهار پرهیز کرد، اما به‌نظر می‌رسد توسط حسین سلطان، رقیبِ غل‌زایی کشته شد.

#### جنگ با عثمانی

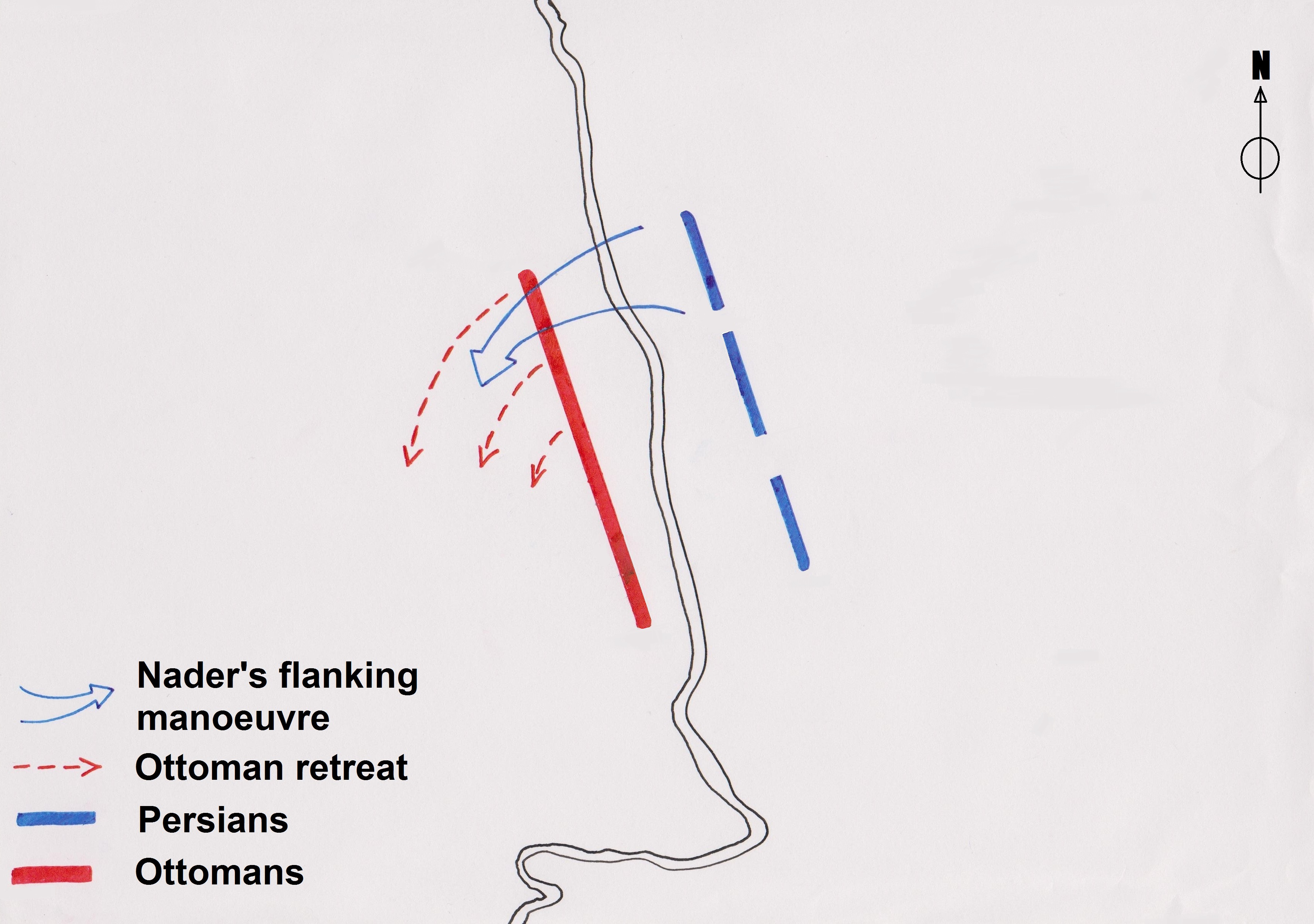
نبرد ملایر

نادر پس از پیروزی بر افغان‌ها نماینده‌ای به دهلی فرستاد تا خبر پیروزی‌هایش را به امپراتورِ مغول رسانده و او را از قصدِ نادر برای بازگردانیِ قندهار به حاکمیتِ ایران آگاه کند. نادر از امپراتورِ مغول خواست تا از پناه‌گیریِ فراریانِ افغان در سرزمین‌های هند ممانعت به‌عمل آورد. سه ماه پیش از آن، نادر نامه‌هایی را به سلطان احمد سومِ عثمانی (حک. ۱۷۳۰–۱۷۰۳ م) ارسال کرده بود تا از او درخواستِ کمک کند، زیرا تهماسب «جانشینِ قانونیِ پدرِ ارجمندش، سلطان حسین شد». اکنون نادر و تهماسب با ارسال نامه‌ای به سلطانِ عثمانی خواستارِ بازگرداندنِ سرزمین‌های اشغالی شدند. به‌خاطرِ عدمِ پاسخ، نادر به‌محضِ شکستِ اشرف و فتحِ دوبارهٔ اصفهان، به عثمانی حمله کرد. وی در طی بهار و تابستانِ ۱۱۴۲–۱۱۴۱ ه‍.ق/۱۷۳۰ م، نبردهای موفقیت‌آمیزی کرد و قلمرو زیادی را که عثمانی‌ها در دههٔ قبل تصرف کرده بودند، بازپس گرفت. نادر در ۲۰ شوال ۱۱۴۲ ه‍.ق/۸ مارس ۱۷۳۰ م از شیراز لشکر کشید. در میانهٔ راه برای برگزاریِ جشن نوروز لشکر را متوقف کرد تا مانند جنگِ هرات، از لشکریانِ خویش برای بیرون راندنِ افغان‌ها سپاسگزاری، و نیز آنان را از نظرِ روحی برای جنگ با عثمانی آماده کند. نادر حرکتش را به شمال غربِ ایران ادامه داد و به بروجرد رسید و از آنجا شبانه به نهاوند رفت و فرماندهِ عثمانیِ آنجا را غافلگیر ساخت. نبردی میان عثمانی‌ها و سپاه ایران درگرفت، عثمانی‌ها شکست خوردند و به همدان فرار کردند. پیشقراولان به نادر خبر دادند سپاه عثمانی شامل ۳۰٬۰۰۰ نفر نزدیک می‌شود. دو سپاه در جلگهٔ ملایر به‌هم رسیدند. در این نبرد نیز با کشته شدنِ پرچمدارِ عثمانی، سالخوردگانِ سپاه عثمانی عقب‌نشینی کردند و سربازان نادر به تعقیب‌شان پرداختند و بسیاری را کشتند و شماری را اسیر کردند. نتیجهٔ این نبرد آزادسازیِ بخش غربیِ ایران از اشغالِ عثمانی بود. حاکمِ عثمانیِ همدان به بغداد گریخت و نادر بدونِ مانع واردِ همدان شد و ۱۰٬۰۰۰ زندانیِ ایرانی را آزاد کرد و حجم بالایی از تدارکات و چندین قبضه توپ به‌دست‌آورد. کمی بعد نادر به کرمانشاه رفت و آن سرزمین را امن ساخت و دستور مستحکم‌سازیِ سازه‌های دفاعیِ شهر را داد و یک ماه به لشکر خود در همدان استراحت داد.
نادر مجدداً در اول محرم ۱۱۴۳ ه‍.ق/۱۷ ژوئیهٔ ۱۷۳۰ م، برای بازپس‌گیریِ تبریز و بیرون راندنِ عثمانی‌ها از آذربایجان حرکت کرد. دولت عثمانی رسماً به ایران اعلام جنگ کرد اما هم‌زمان به‌وسیلهٔ نماینده‌اش در اصفهان و والی‌اش در بغداد بر تهماسب برای صلح فشار می‌آورد. نادر از راه سنندج به میاندوآب در جنوب دریاچهٔ ارومیه لشکر کشید و با سپاهی از عثمانی به نبرد پرداخت که نتیجهٔ آن پیروزیِ نادر و فرارِ عثمانی‌ها بود. نادر به پیشروی‌اش به سوی شمال ادامه داد. پس از چند درگیری کوچک نادر سپاه مصطفی پاشا والیِ تبریز را در نزدیکی سهلان شکست داد و سپس در ۲۷ محرم ۱۱۴۳ ه‍.ق/۱۲ اوت ۱۷۳۰ م، وارد تبریز شد و اندکی بعد نیز نیروهای کمکیِ اعزامیِ عثمانی را شکست داد. او با اسیران عثمانی به مهربانی رفتار، و شمار زیادی از پاشاهای ارشد را آزاد، و همراه با پیشنهاد صلح به استانبول نزد داماد ابراهیم روانه کرد. در ماه ژوئیه، سلطانِ عثمانی به ایران اعلانِ جنگ داده بود، ولی شورش و آشوب در استانبول مانع از آن شد که هرگونه اقدامی صورت گیرد. در کمتر از یک سال جنگ، نادر در نبردهایی سریع و جسورانه به‌طور کامل افغان‌ها و عثمانی‌ها را شکست داد و همهٔ شهرهای مهمِ ایران را بازپس گرفت.
هنگامی که تبریز فتح شد، نادر تصمیم داشت جنگ را بیشتر در مناطق شمال و اطرافِ ایروان ادامه دهد؛ اما در هنگامِ اقامتش در تبریز خبر شورشِ ابدالی‌های هرات به او رسید که به نیروهای ایرانی در بیرون مشهد حمله کرده‌اند. از مشهد اخباری رسید مبنی بر اینکه افغان‌های ابدالی به برادرِ نادر، ابراهیم در آنجا حمله، و او را درونِ دیوارهای شهر محاصره کرده‌اند. نادر برای رهایی او آماده شد. این غفلت درست در زمانِ مناسب برای عثمانی‌ها اتفاق افتاد، زیرا در استانبول شورشِ پاطرونا خلیل — که منجر به عقب‌نشینیِ احمد سوم شد — در سپتامبر ۱۷۳۰ م آغاز شد. نادر زمستان را در مشهد گذراند و در جشنِ ازدواجِ پسرش رضاقلی با خواهرِ تهماسب، فاطمه سلطان بیگم شرکت کرد؛ و بهارِ بعد برای تحت سلطه درآوردنِ ابدالی‌ها که در زمانِ غیبتش تا دروازه‌های مشهد حمله کرده بودند، به هرات لشکر کشید.

#### دومین نبرد با ابدالی‌های هرات
تاریخ‌نگارانِ روزگارِ نادر بر این نظرند که حسین سلطان از این موضوع آگاه بوده که نادر دیر یا زود سرانجام به سراغِ او خواهد رفت. او تنها رهبرِ افغان بود که نادر هنوز به اطاعت خود وانداشته بود. حسین سلطان با آگاهی از این موضوع تلاش کرد تا ابدالی‌ها را علیهِ نادر بشوراند تا موقعیتِ خودش تقویت شود. در این ماجرا اللهیارخان — که پس از نبرد سال ۱۱۳۹ ه‍.ق/۱۷۲۷ م، از سوی نادر بر حکومتِ هرات ابقا شده بود — وفادار به نادر باقی ماند اما ذوالفقار خان که رقیبِ وی بود، رهبری شورشیان را به‌دست گرفت و اللهیارخان را واداشت تا در مشهد پناهنده شود. ذوالفقار پس از اینکه بر هرات مسلط شد، به سوی مشهد لشکرکشی کرد. در مشهد، نادر، برادرش ابراهیم را حاکم کرده و به او اکیداً توصیه کرده بود که درصورت حملهٔ ابدالی‌ها در شهر بماند و از آن خارج نشود. اما ابراهیم برای اثباتِ لیاقتِ خود به نادر، از این کار امتناع کرد و سربازانش را از شهر خارج کرد و در ماه محرم ۱۱۴۳ ه‍.ق/اوت ۱۷۳۰ م، شکست خورد. رضاقلی پیکی را نزد نادر فرستاد و خبر شکست عمویش را به او رساند. نادر سریعاً به‌سوی مشهد به‌راه افتاد و در آخر ربیع‌الثانی ۱۱۴۳ ه‍.ق/۱۱ نوامبر ۱۷۳۰ م وارد مشهد شد و زمستان را در آنجا گذراند تا برای جنگی قاطع با ابدالی‌های هرات آماده شود. اللهیارخان از طرف نادر مأمور شد به هرات برود تا مردم را علیه ذوالفقار تحریک کند. اوایل بهار نادر به سوی هرات لشکرکشی کرد. حسین سلطان چند هزار نیرو به فرماندهی محمد سیدال خان برای کمک به ذوالفقار به هرات فرستاد. در شوال ۱۱۴۳ ه‍.ق/آوریل ۱۷۳۱ م، نادر به نقره در چند کیلومتری غربِ هرات رسید. چند روز بعد نیروهای محمد سیدال خان به نیروهای نادر شبیخون زدند. نادر در ۲۶ شوال/۴ مه برای محاصرهٔ هرات کوشید. در ۱۷ محرم ۱۱۴۴ ه‍.ق/۲۲ ژوئیهٔ ۱۷۳۱ م، نادر موفق شد نیروهای ذوالفقار را — که علیه او دست به حمله زدند — شکست دهد. بسیاری از نیروهای سیدال خان کشته شدند و او هرات را ترک کرد. با رفتنِ سیدال خان، نیروهای افغان اعلامِ تسلیم کردند. به‌درخواست ابدالی‌ها نادر اللهیارخان را مجدداً حاکم هرات کرد. ذوالفقار به فَراه گریخت. هنوز چند روزی نگذشته بود که با آمدن ۴۰٬۰۰۰ نیروی کمکی از فراه، ابدالی‌ها مجدداً شورش کردند. اللهیارخان پس از تلاشی ناموفق برای آرام کردن اوضاع، از نادر جدا شد و حملاتی به سربازان نادر انجام داد. نادر محاصره را تنگ‌تر کرد و سرانجام در اول رمضان ۱۱۴۴ ه‍.ق/۲۷ فوریهٔ ۱۷۳۲ م، ابدالی‌های هرات تسلیم شدند. پس از محاصرهٔ ده‌ماهه و چندین شکست، سرانجام نادر هرات را اشغال کرد. دست‌نشاندهٔ سرکشَش، اللهیار خان، به مولتان، و ۶۰٬۰۰۰ ابدالی به خراسان تبعید شدند. ابراهیم نیز بر فراه مسلط شد و ذوالفقار به حسین سلطان در قندهار پناهنده شد و او ذوالفقار را زندانی کرد. نادر اهالی هرات را قتل‌عام نکرد و غارتی نیز رخ نداد. پیرمحمدخان از سوی نادر بیگلَربِیگی هرات شد. نادر برای بزرگداشتِ پیروزیَش بر آنان، در حرم امام رضا در مشهد وقف کرد. مُهرِ شخصیِ نادر، که در سندِ وقف در ژوئن ۱۷۳۲ م محفوظ است، نشان‌دهندهٔ وفاداریِ بی‌نظیرِ شیعی‌اش در آن زمان است: «لا فَتیٰ الّا علی لا سَیف الّا ذُوالْفَقار/ نادرِ عصرم ز لطفِ حق غلامِ هشت و چار».

### نیابت سلطنت

#### نبرد تهماسب با عثمانی و شکست وی
تهماسب حضورِ نادر در خراسان را فرصتی برای خود برای حمله به عثمانی‌ها پنداشت و نبردهای فاجعه‌باری را در فاصلهٔ جمادی‌الثانی ۱۱۴۳ تا رجب ۱۱۴۴ ه‍.ق/ژانویه ۱۷۳۱ تا ژانویه ۱۷۳۲ م پی گرفت. شاه پس از انتصابِ حاکمِ خودش به‌جای حاکمِ نادر در تبریز، در بهار ۱۱۴۳ ه‍.ق/۱۷۳۱ م به ایروان لشکر کشید. اندکی بعد، احمد پاشا حاکمِ عثمانیِ بغداد، با تسخیرِ کرمانشاه، نیروهای تهماسب را در نزدیکیِ همدان منهدم کرد؛ و درواقع عثمانی بخشِ اعظمی از قلمرویی را که به‌تازگی توسط نادر باز پس گرفته شده بود را دوباره به دست آوردند. شاه به اصفهان بازگشت محمود یکم عثمانی (حک. ۱۷۵۴–۱۷۳۰ م) با تهماسب عهدنامهٔ صلحی منعقد کرد که به عثمانی‌ها اجازه داد تا گرجستان، ارمنستان و سرزمین‌های شمالی رود ارس را حفظ کنند، درحالی‌که تبریز، همدان و کرمانشاه را برگرداندند تا از خشمِ نادر برکنار باشند. سه هفته بعد، روسیه و ایران عهدنامهٔ رشت را امضا کردند که در آن روسیه، با سعی در ترغیبِ ایران علیه عثمانی‌ها، توافق کرد که از قلمرو ایران که در دههٔ ۱۷۲۰ م توسط روسیه اشغال و ضمیمه شده بود، خارج شود، و گیلان را واگذار کند. باکو و دربند باید در تصرف باقی می‌ماندند تا زمانی که ایران سرزمین‌های خود در آن سوی اَرَس را از عثمانی بازپس گیرد.

#### عزل تهماسب از سلطنت و نیابت سلطنت نادر
هنگامِ عزیمتِ نادر به فراه، نسخه‌ای از پیمانِ تهماسب با عثمانی بدو رسید. نادر به هرات بازگشت و دو پیامِ تهدیدکننده به سلطان محمود و احمدپاشا، و یکی از معتمدان خویش را نزد تهماسب فرستاد تا وی را سرزنش کند. او در یک اعلامیهٔ عمومی، معاهده با عثمانی را نکوهش کرد که با این عهدنامهٔ ننگین که ایران را زیر سلطهٔ یک قدرتِ سنی می‌برد، به احساساتِ شیعیان اهانت کرده است. ۷ ذیحجهٔ ۱۱۴۴ ه‍.ق/پایان ماه مهٔ ۱۷۳۲ م، نادر با ۸۰٬۰۰۰ سواره و ۴۰٬۰۰۰ پیاده به سوی تهران و سپس اصفهان حرکت کرد. در ۴ ربیع‌الاول ۱۱۴۵ ه‍.ق/۲۵ اوت ۱۷۳۲ وارد اصفهان شد و برای ادای احترام به تهماسب همراه با ۳٬۰۰۰ سرباز به باغ‌های سعادت‌آباد رفت. او با طرح‌ریزی برنامه‌ای، مشروعیتِ تهماسب را به چالش کشید و با نمایشِ مستی او به درباریان و نزدیکانِ تهماسب، او را فاقدِ شایستگیِ سلطنت معرفی، و پیشنهاد کرد تا فرزندِ شیرخوارِ تهماسب، عباس را به جانشینی او بگمارند. در ۱۷ ربیع‌الاول ۱۱۴۵ ه‍.ق/۷ سپتامبر ۱۷۳۲ م، عباس به سلطنت منصوب شد و نادر «نایبُ‌السَّلطنه» لقب گرفت. تهماسب به‌همراه نزدیکانش تحت‌الحفظ به مشهد فرستاده شد. نادر اکنون لقبِ «تهماسب‌قلیِ» خویش را رها کرد و عنوان‌های نیابت‌سلطنتیِ «وکیلُ‌الدّوله» و «نایبُ‌السَّلطَنه» را برگزید.

#### درگیری با بختیاری‌ها و زندها
نایب‌السّلطنهٔ کنونیْ نادر، مبارزات خود علیه عثمانی را از سر گرفت. وی پس از یک دور پیروزیِ قاطع، که با سفرهای کوتاه برای فرونشاندنِ شورش‌ها در فارس و بلوچستان کسب شد، در ۲۹ ربیع‌الثانی ۱۱۴۵ ه‍.ق/۱۹ اکتبر ۱۷۳۲ م، نادر از اصفهان خارج شد تا ایل بختیاری را به‌خاطر کشتنِ حاکمِ منصوبِ نادر تنبیه کند. بختیاری‌ها در قلعه‌ای کوهستانی در زاگرس در جنوب غربی اصفهان مستقر شدند. نادر فرمان داد تا ۳٬۰۰۰ خانوارِ بختیاری به خراسان کوچانده شوند. او برای طایفهٔ زند نیز تنبیهی در نظر گرفت. زندها در هنگام اشغالِ ایران توسط افغان‌ها، در جنوبِ کرمانشاه آشوب کرده بودند. تنبیه نادر برای آنان، اعدام ۵۰۰ تن از سران‌شان و به بردگی فروختنِ زنان و فرزندان‌شان بود.

#### ادامهٔ جنگ با عثمانی از سوی نادر

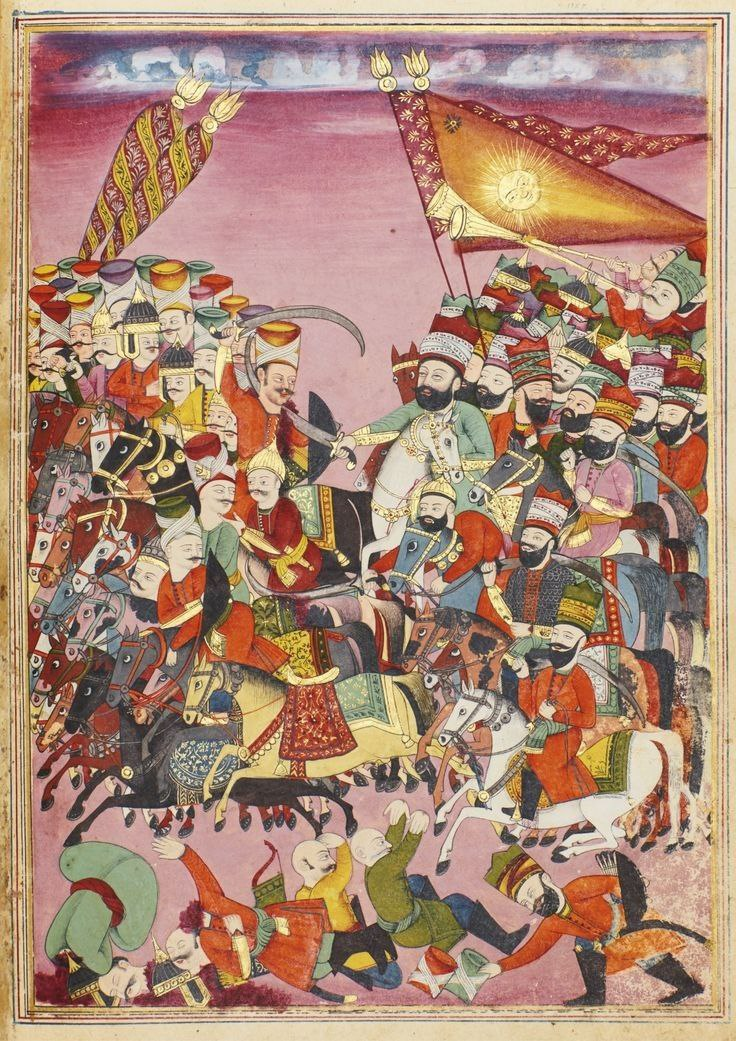
نبرد نادر با عثمانی از نسخه مصور تاریخ جهانگشای نادری

پس از تنبیهِ بختیاری‌ها و زندها نادر حرکتش را به‌سوی جنوب و کرمانشاه که به‌دست عثمانی‌ها اشغال شده بود، ادامه داد. او از میان استحکاماتِ دفاعیِ ایجادشده توسط عثمانی در غربِ کرمانشاه عبور کرد، عثمانی‌ها ابتدا مقاومتِ اندکی کردند و سپس عقب نشستند. در ۲۲ جمادی‌الثانی ۱۱۴۵ ه‍.ق/۱۰ دسامبر ۱۷۳۲ م، نادر با ۸۰٬۰۰۰ نیرو به سوی مرزِ عثمانی حرکت کرد تا به بغداد برود. این اقدام تلاشی برای بازگرداندنِ مفادِ عهدنامهٔ زهاب (۱۰۴۹ ه‍.ق/۱۶۳۹ م) بود، زیرا این کشور خواستارِ احیای مرزهای پیش‌بینی‌شده در آن زمان، مبادلهٔ زندانیان، و حمایتِ عثمانی از همهٔ زائرانِ ایرانیِ حَجّ بود. سلطانِ عثمانی آن را تصویب نمی‌کرد، زیرا اختلافات بر سرِ کنترلِ بخش‌هایی از قفقاز ادامه داشت، و بدین‌ترتیب خصومت‌های متناوب ادامه یافت. او تصمیم داشت با تهدیدِ بغداد، عثمانی‌ها را وادارد که سرزمین‌های اشغالی در آذربایجان و قفقاز را بازگردانند. او ابتدا در ژانویهٔ ۱۷۳۳ م بغداد را محاصره کرد. احمدپاشا کوشید تا مانع عبورِ نیروهای ایرانی از دِجله شود و محاصرهٔ نادر تکمیل نشود؛ بنابراین توپخانه را در ساحل غربیِ دجله تقویت کرد. نادر تصمیم گرفت از این مانع عبور کند و برای آن با استفاده از تنه‌های نَخل و مَشک‌های پرشده از باد، پُلی درست کرد. نیروهای نادر شامل ۸۰٬۰۰۰ سوار و ۲۰٬۰۰۰ پیاده بودند اما توپِ سنگینِ کافی نداشتند تا دیوار بغداد را بکوبند ازاین‌رو نادر تصمیم گرفت تا با ادامهٔ محاصره، ساکنانِ بغداد از گرسنگی تسلیم شوند. احمدپاشا در پایان ماهِ محرم ۱۱۴۶ ه‍.ق/۱۳ ژوئیهٔ ۱۷۳۳ م، برای مذاکره اقدام کرد اما چند روز پس از آن، خبر نزدیک شدن توپال عثمان پاشا با ۸۰٬۰۰۰ سرباز و ۶۰ قبضه توپ رسید. احمدپاشا قبل از اینکه نیروهای عثمانی تحت فرماندهیِ توپال عثمان پاشا به شهر نزدیک شوند، پیروز شد. نادر ۱۲٬۰۰۰ سرباز را به فرماندهی محمدخان بلوچ بر محاصرهٔ بغداد باقی گذاشت و با دیگر نیروهای خویش به مقابله با توپال عثمان رفت. در ۷ صفر ۱۱۴۶ ه‍.ق/۱۹ ژوئیهٔ ۱۷۳۳ م، نبرد آغاز شد و سرانجام پس از ساعت‌ها جنگیدن، سپاهیانِ نادر شکست خوردند و عقب نشستند. نادر در این نبرد ۳۰٬۰۰۰ تن از نیروهایش را از دست داد. عثمانی‌ها نیز ۲۰٬۰۰۰ نیرو از دست دادند. پس از رسیدن خبرِ شکستِ نیروهای نادر به احمدپاشا، وی به نیروهای ایرانی محاصره‌کنندهٔ بغداد حمله بُرد. تعدادی همراه با محمدخان بلوچ گریختند اما بیشترشان کشته یا اسیر شدند. نادر در رجب ۱۱۴۶ ه‍.ق/دسامبر ۱۷۳۳ م با احمدپاشا پیمانِ جدیدی را امضا کرد.
پس از شکست در محاصرهٔ بغداد، نادر از بُهرِز به‌سوی ایران حرکت کرد. او دستورِ بازسازیِ سپاه را داد. میانهٔ تابستان ۱۱۴۶ ه‍.ق/۱۷۳۳ م، وارد همدان شد و در اواخرِ همان تابستان، سپاه بار دیگر بازسازی شد. در ۲۲ ربیع‌الثانی ۱۱۴۶ ه‍.ق/۲ اکتبر ۱۷۳۳ م نادر بار دیگر به‌سوی کرکوک حرکت کرد. هم‌زمان با گذشتن از مرزهای عثمانی، خبر شورشِ محمدخان بلوچ بدو رسید که با طایفهٔ عربِ شیخ احمد مدنی علیه نادر متحد شده بود. با این اتحاد، بخش اعظمِ سواحل خلیج فارس از شمال آن تا جزیرهٔ کیش به آشوب کشیده شد. بااین‌حال نادر به پیشروی‌اش در خاکِ عثمانی ادامه داد. ۱۵ جمادی‌الاول ۱۱۴۶ ه‍.ق/۲۴ اکتبر ۱۷۳۳ م، دو سپاهِ ایران و عثمانی در لیلان در جنوب کرکوک درگیری کوچکی داشتند. نادر سپاه عثمانی را به گذرگاهِ آق‌دربند، در شمالِ کرکوک کشاند. او با مستحکم کردنِ موضعِ خود، سربازانش را برای حمله آماده کرد. پس از چند ساعت نبردِ سنگین، توپال عثمان کشته شد و سربازان عثمانی فرار کردند. در این نبرد تلفاتِ عثمانی‌ها به حدود ۲۰٬۰۰۰ کشته و اسیر رسید. پس از پایان نبرد، نادر مجدداً شهرک‌های اطرافِ بغداد را اشغال کرد و سپس برای راندن عثمانی‌ها از تبریز، به‌سوی شمال حرکت کرد؛ اما پیش از رسیدن به تبریز، عثمانی‌ها عقب نشستند. ۱۲ رجب ۱۱۴۶ ه‍.ق/۱۹ دسامبر ۱۷۳۳ م، میان نادر و احمدپاشا عهدنامه‌ای بسته شد مبنی بر خروج عثمانی‌ها از همهٔ سرزمین‌های اشغالیِ پیش از سال ۱۷۲۲ م و مبادلهٔ اسیران و توپ‌های تصاحب‌شدهٔ هر دو طرف و نیز رفتارِ شایسته با زائران ایرانیِ اماکنِ مذهبیِ عراق. از سوی احمدپاشا دستور تخلیهٔ شهرهای گنجه، تِفلیس، ایروان و شیروان به حاکمان‌شان داده شد، اما دربارِ عثمانی در استانبول آن را ملغی، و فرماندهِ کل نیروهای تازه به‌نام عبدالله کوپرولو را همراه با نیروهای کمکی به دیارِ بَکر اعزام کرد. نادر پیش از ترکِ عراق، در نجف و کربلا به زیارت رفت و سپس سریعاً به سوی جنوب شرقی ایران حرکت کرد.

#### نبرد با شورشیان بلوچ
نادر به آن سوی خوزستان لشکر کشید، سپاه شورشیان را نابود، و در تاریخ ۲۶ شعبان ۱۱۴۶ ه‍.ق/۱ فوریه ۱۷۳۴ م شیراز را تصرف کرد. بسیاری از نیروهای شورشی پیش از حملهٔ نادر گریختند و محمدخان بلوچ با نفراتی اندکی دست به حمله زدند که موفقیت‌آمیز نبود و سرانجام گریخت. او به شیراز و سپس جزیرهٔ کیش رفت اما سرانجام دستگیر و به اصفهان برده شد. او را کور کردند و اندکی بعد درگذشت. شیخ احمد مدنی نیز اعدام شد. به‌دستور نادر برای تنبیهِ اعرابِ خوزستان و اهالیِ سواحلِ خلیج فارس، لشکرهای تنبیهی فرستاده شد. تعداد زیادی از شورشیان به خراسان تبعید شدند. در سال ۱۱۴۶ ه‍.ق/۱۷۳۴ م، نادر نوروز را در شیراز گذراند و در آنجا دوستِ قدیمی‌اش، محمدتقی خان را والیِ شیراز و فارس کرد. سپس به سمت اصفهان حرکت کرد. در شوال ۱۱۴۶ ه‍.ق/مارس ۱۷۳۴ م و در میانهٔ راه خبر تولدِ نوه‌اش بدو داده شد و نادر وی را شاهرخ نامید. بدین‌ترتیب، شاهرخ پیوندِ مستقیمی میان خاندانِ نادر و صفویان را پایه‌گذاری کرد که مبنای مهمی برای حقِّ احتمالیِ حکومتِ شاهرخ بود. انتخابِ نامِ نوهٔ نادر پس از شاهرخ پسر تیمور (حک. ۱۴۴۷–۱۴۰۹ م) علاقهٔ روزافزونِ نادر به تقلید از تیمور (حک. ۱۴۰۵–۱۳۶۹ م) را نشان داد.

#### جنگ در قفقاز

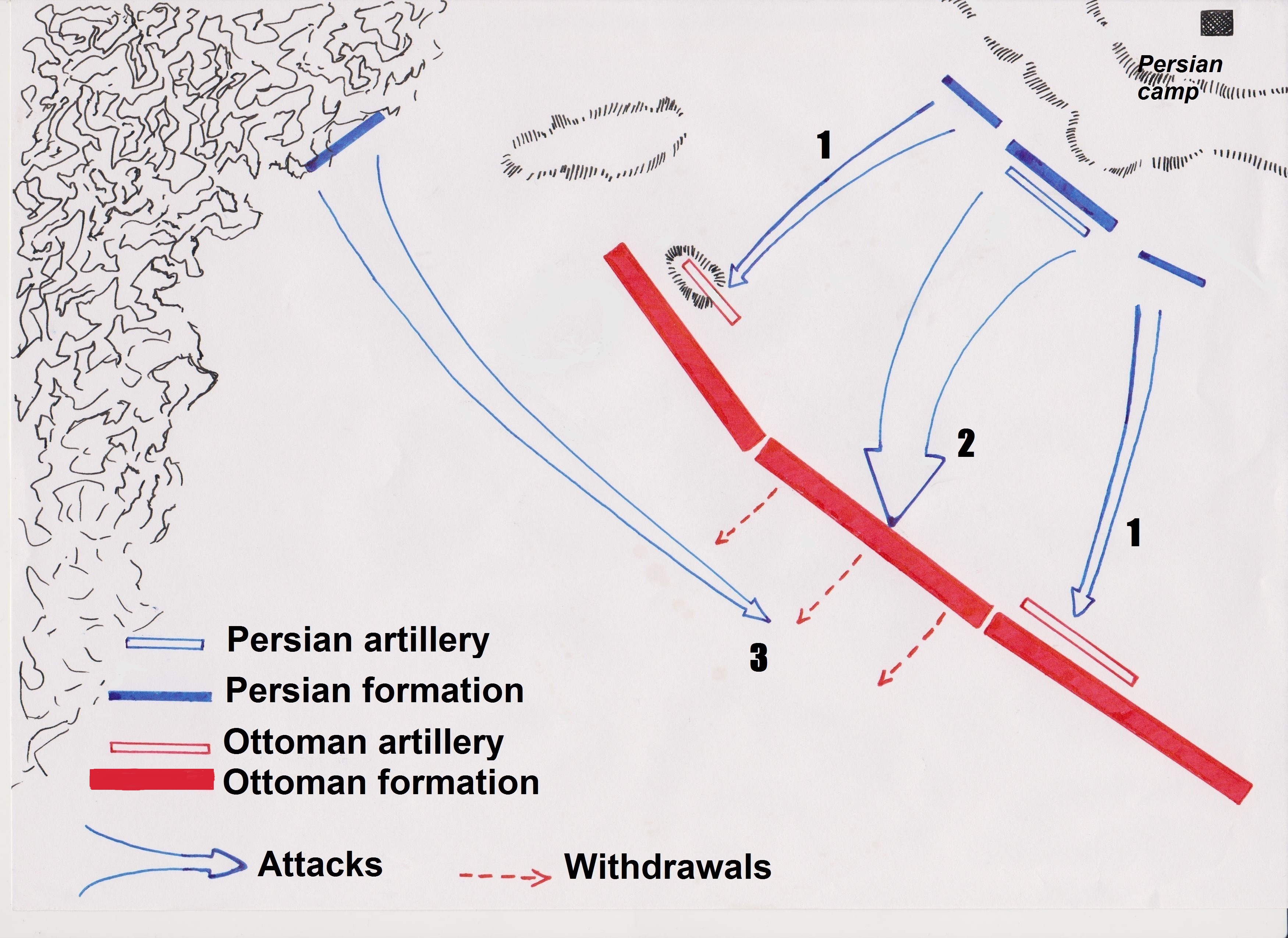
نبرد باغ‌آورد

نادر پس از بازگشت به اصفهان، به‌سرعت با نمایندگانی از استانبول و سن پترزبورگ مواجه شد. سفیر عثمانی به اصفهان وارد شد و پیام آورد که فرمانده تازهٔ عثمانی، عبدالله کوپرولو اختیارِ تام برای صلح با ایران دارد. نادر در پاسخ تأکید کرد سرزمین‌های شمال ایران در آن سوی ارس شامل آذربایجان، ارمنستان و گرجستان باید بازگردند و تا زمانی‌که دوباره واگذار نشوند، هیچ صلحی امکان‌پذیر نخواهد بود. نمایندگانی از روسیه به دیدارِ نادر آمدند تا او را بر جنگ با عثمانی تحریک کنند و وعدهٔ تخلیهٔ قلعه‌های روسی در ساحلِ خزر را دادند. نادر به روس‌ها ظنین بود و با بی‌میلی، اتحادِ غیررسمی با روس‌ها را ادامه داد. به نمایندهٔ روسیه، شاهزاده گولیتسین قولِ اتحادِ متقابل علیه عثمانی داده شد و او نادر را در نبردِ بعدیش همراهی کرد.
نادر در ۱۲ محرم ۱۱۴۷ ه‍.ق/۱۴ ژوئن ۱۷۳۴ م، از اصفهان به‌سوی شمال غرب ایران حرکت کرد و در ۱۰ ربیع‌الاول/۱۰ اوت همان سال وارد اردبیل شد و پیامی از عبدالله کوپرولو مبنی بر پیشنهادِ تأخیری دوساله در بازگرداندنِ سرزمین‌های قفقاز به ایران دریافت کرد. این موضوع سبب شد تا نادر ادامهٔ جنگ را لازم ببیند. او به سُرخای، حاکمِ غازی قُمُقِ، پیامی برای تخلیهٔ شَماخی فرستاد و پیمانِ احمدپاشا را برایش یادآور شد، اما سرخای نپذیرفت. با نزدیک شدنِ نادر، سرخای به سوی داغستان عقب‌نشینی کرد. ۱۶ ربیع‌الثانی ۱۱۴۷ ه‍.ق/۱۵ سپتامبر ۱۷۳۴ م، شماخی تصرف شد و نادر با حدود ۱۲٬۰۰۰ تن راهیِ غازی قُمُق شد. سرخای در نبردهایی با تهماسب‌خان جلایر و نادر شکست خورد و به آوار گریخت و قمق توسط نادر تصرف شد. نادر در ۶ جمادی‌الثانی ۱۱۴۷ ه‍.ق/۳ نوامبر ۱۷۳۴ م، برای محاصرهٔ گنجه به آنجا رسید و با کمکِ مهندسان و توپخانهٔ روسی گنجه را محاصره کرد. با طولانی‌شدن محاصره، نادر نیروهایی را برای ادامهٔ محاصره باقی گذاشت و برای محاصرهٔ پادگانِ عثمانی در تفلیس به آنجا رفت. در نوروز ۱۱۴۷ ه‍.ق/۱۷۳۵ م، روس‌ها در گنجه با نادر پیمان بستند تا رود سولاک را به‌عنوان مرزِ ایران و روسیه قرار دهند و طی دو ماه همهٔ سربازانِ روسی از خاکِ ایران بیرون روند. نادر به موجبِ آن، با اتحادِ دفاعی موافقت کرد و آنا، امپراتریس روسیه، متعهد شد دربند و باکو را به ایران بازگرداند. دو طرف پذیرفتند بدون رضایتِ طرفِ دیگر، واردِ صلحی جداگانه با عثمانی نشوند. این توافق، تمرکزِ دیپلماتیکِ منطقه‌ای را به رویاروییِ روزافزونِ عثمانی و روسیه بر کنترلِ منطقهٔ دریای سیاه کشاند و برای نادر، استراحتِ نظامی در مرزهای غربی‌اش را فراهم کرد. گرچه نادر از امضای پیمان با عثمانی خودداری کرد مگر اینکه روسیه نیز در آن قرار بگیرد، اما اکنون مشخص شد که مبارزاتِ اخیرش روسیه را از تهدیدِ پیشرویِ عثمانی به خزر در امان نگه داشته و ایران را از هر دو تهدید نجات داده است.
پس از این موافقت‌نامه نادر تلاش کرد تا با تصرفِ قارص، عبدالله کوپرولو را از گنجه بیرون بکشد اما موفق نشد. سپس از اِچمیازْدین برای تصرفِ ایروان حرکت کرد و آنجا را هم به محاصره کشید. سرانجام کوپرولو با سپاه ۸۰٬۰۰۰ نفری خویش به‌سوی ایروان حرکت کرد و در باغ‌آورد در شمال ایروان مستقر شد. ۲۷ محرم ۱۱۴۸ ه‍.ق/۱۹ ژوئن ۱۷۳۵ م، نبرد میان نیروهای ایران و عثمانی در باغ‌آورد آغاز شد که نهایتاً با ازهم‌پاشیدگی و عقب‌نشینیِ سپاه عثمانی پایان یافت. احمد پاشا — که به‌عنوان جانشینِ عبدالله منصوب شده بود — تقاضای صلح کرد. اصرار نادر برای تصرفِ قارص در مذاکره با عثمانی به جایی نرسید و سرانجام پذیرفت قارص را با ایروان که در ۱۵ جمادی‌الاول ۱۱۴۸ ه‍.ق/۳ اکتبر ۱۷۳۵ م، تسلیم شده بود معاوضه کند. در زمستانِ همان سال نادر برای راندنِ لزگی‌ها، سرخای را تعقیب کرد و سرانجام در شعبان ۱۱۴۸ ه‍.ق/ژانویهٔ ۱۷۳۶ م، در درهٔ غازی قمق، سرخای مجدداً را شکست داد؛ اما سرخای دوباره به آواریا گریخت. بر این اساس، نادر خود محاصرهٔ قلعهٔ مرزیِ عثمانیِ قارص را برعهده گرفت و شخصاً برای حل‌وفصلِ امور در تفلیس — پایتختِ پادشاهیِ مسیحیِ پادشاهی کارتیل گرجستان که مهم‌ترین وابسته و حائلِ دولتِ صفوی در منطقه بود — پیش رفت. اکنون دوستی با روسیه انجام شده بود و دشمن اصلی عثمانی بود. نادر تا اواسط سال ۱۱۴۸ ه‍.ق/پایان سال ۱۷۳۵ م، سرزمین‌های غربی و شمال غربیِ ایران را بازستاند، شورش‌های داخلی را سرکوب کرد و مرزهای ایران را به دوران پیش از حملهٔ افغان — به‌جز قندهار — بازگرداند.

### پادشاهی

#### شورای مغان

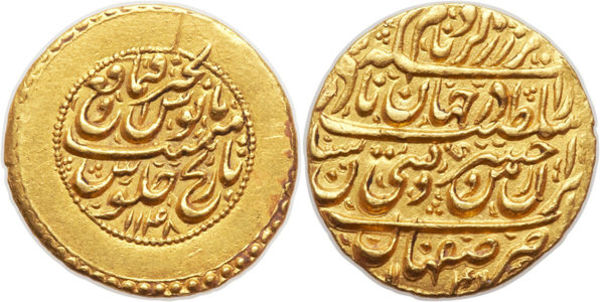
سکه اشرفی ضرب اصفهان به سال ۱۱۴۸ قمری (۱۷۳۶ م) و به مناسبت آغاز پادشاهی نادرشاه. برروی سکه عبارت «الخیر فیما وقع
تاریخ جلوس میمنت مأنوس» و پشت سکه عبارت «سکه بر زر کرد نام سلطنت را در جهان نادر ایران زمین و خسرو گیتی ستان» قرار دارد.

در تابستان ۱۱۴۸ ه‍.ق/۱۷۳۵ م، نادر به سراسرِ ایران رقم فرستاد و از حاکمان، رئیسان، قاضیان، عالمان، اشراف و اعیانِ ولایات خواست تا پس از اتمامِ کارِ بازگردانیِ ایروان به قلمرو ایران، برای سفر و شرکت در مجمعی در تبریز یا قزوین آماده شوند. اندکی بعد در پیام‌هایی، افراد را دقیقاً مشخص، و محلِ مجمع را دشتِ مُغان تعیین کرد. در شعبان ۱۱۴۸ ه‍.ق/ژانویهٔ ۱۷۳۶ م، او فرماندهانِ ارتش، حاکمان، اشراف، علما و رهبرانِ عشایری را از سراسرِ قلمرو صفویه در محوطهٔ وسیعی از دشت مغان گردآورد. بزرگان مطلع شدند که نادر پس از آزادسازیِ ایران آرزو دارد که در خراسان بازنشسته شود و آنان آزاد بودند که یک صفوی را برای حکومت بر آنان انتخاب کنند. البته همه اعتراض کردند که فقط نادر باید شاه‌شان باشد. نادر در پاسخ اعلام کرد که سه شرط دارد و از دعوت‌شدگان خواسته شد تا پس از مرگِ نادر، جانشینانش به‌رسمیت شناخته و اطاعت شوند و به آنان خیانت نشود. در ۲۱ شوال ۱۱۴۸ ه‍.ق/۵ مارس ۱۷۳۶، عالی‌ترین اعضای دعوت‌شدگان در حضورِ نادر جمع شدند و از او خواستند تا پادشاهی را بپذیرد. نادر مجدداً ابتدا از پذیرش خودداری کرد اما سرانجام پذیرفت. وی اعلام کرد که به‌محضِ رسیدن به پادشاهی، بعضی از اعمالِ دینی را که توسط شاه اسماعیل یکم (حک. ۱۵۲۴–۱۵۰۱ م) پایه‌گذاری شده بودند و ایران را به بی‌نظمی فرو می‌بردند، متروک می‌کند، مانند سَبِّ و رَفْض (انکار حق آنها برای اداره جامعه مسلمانان) سه خلیفهٔ اول، ابوبکر، عمر و عثمان. نادر تصریح کرد که شیعه دوازده‌امامی به‌افتخارِ امام ششم، جعفر صادق به‌عنوان «مذهب جعفری» شناخته می‌شود که به‌عنوانِ مرجعِ اصلیِ آن دانسته می‌شود. نادر خواست که با این مذهب دقیقاً مانند چهار مذهبِ اهل سنت که به‌طورِ سنتی به رسمیت شناخته شده‌اند، رفتار شود. درست پیش از مراسمِ تاجگذاریِ رسمی‌اش، نادر ۵ شرط برای صلح با امپراتوریِ عثمانی مشخص کرد؛ بیشترین چیزی که او در طی ده سالِ آینده به جستجویش ادامه داد. آن‌ها عبارت بودند از:
1. به‌رسمیت شناختنِ مذهبِ جعفری به‌عنوان پنجمین مذهبِ رسمیِ اسلامِ سنی؛
2. تعیینِ مکانِ رسمیِ (رُکْن) برای یک امامِ جعفری در صحنِ کعبه مشابهِ مذاهبِ اهل سنت؛
3. انتصابِ یک رهبرِ زیارتیِ ایرانی (امیرُالْحاجِّ) به‌طور مساوی با رهبران سوریه و مصر در زیارتِ سالانهٔ حَجّ؛
4. تبادلِ سفیرانِ دائم بین نادر و سلطان عثمانی؛
5. تبادلِ اسیرانِ جنگی و ممنوعیتِ فروش یا خریدشان.[۱۷۸][۱۷۹][۱۸۰]

موافقت‌نامه‌ای دربردارندهٔ شروط نادر تنظیم شد و سه روز زمان برد تا همهٔ نمایندگان آن را امضا و مهر کنند. نادرشاه رسماً در ۲۴ شوال ۱۱۴۸ ه‍.ق/۸ مارس ۱۷۳۶ م بر تخت سلطنت نشست. نادرشاه تلاش کرد تا مشروعیتِ دینی و سیاسی را در ایران در سطوحِ سمبولیک و حقیقی تعریف کند. یکی از نخستین کارهایش به‌عنوان شاه، مرسوم کردنِ یک کلاهِ چهار قلّه — به‌طور ضمنی ارج نهادن به چهار خلیفهٔ سنی «خلفای راشدین» — بود، که به‌عنوان «کلاهِ نادری» معروف شد و جایگزینِ کلاه‌عمامهٔ قزلباش شد که با دوازده تَرک — برگرفته از دوازده امامِ شیعه — ساخته می‌شد. به‌زودی پس از تاج‌گذاری، سفیری به سلطان عثمانی، محمود یکم (حک. ۱۷۵۴–۱۷۳۰ م) همراه با نامه‌هایی فرستاد که در آن، او منظورش از «مذهبِ جعفری» را توضیح می‌داد و ریشه‌های ترکمنِ خود و عثمانی‌ها را به‌عنوان پایه‌ای برای توسعهٔ روابطِ نزدیک یاد می‌کرد. در پایان مذاکراتِ ۱۱۴۸ ه‍.ق/۱۷۳۶ م، هر دو طرف سندی را تصویب کردند که تنها به مسائلِ کاروانِ زیارتیِ حج، سفیران و زندانیان به‌خاطر عدم توافق دربارهٔ موضوعِ مذهب جعفری اشاره شده بود. اگرچه در آن زمان هیچ معاهدهٔ صلحِ واقعی به امضا نرسید، پذیرشِ متقابلِ این موادِ دیگر، مبنای آتش‌بسی کاری شد که چندین سال به طول انجامید. نادرشاه که از راهِ قزوین به پیش‌روی‌اش در جنوب می‌پرداخت، شورشی طرفدارِ صفویه در میان بختیاری‌ها را فرونشاند و زمستان را در اصفهان گذراند. تهماسب دوم و پسرانش در سبزوار زندانی شدند.

#### نبرد قندهار

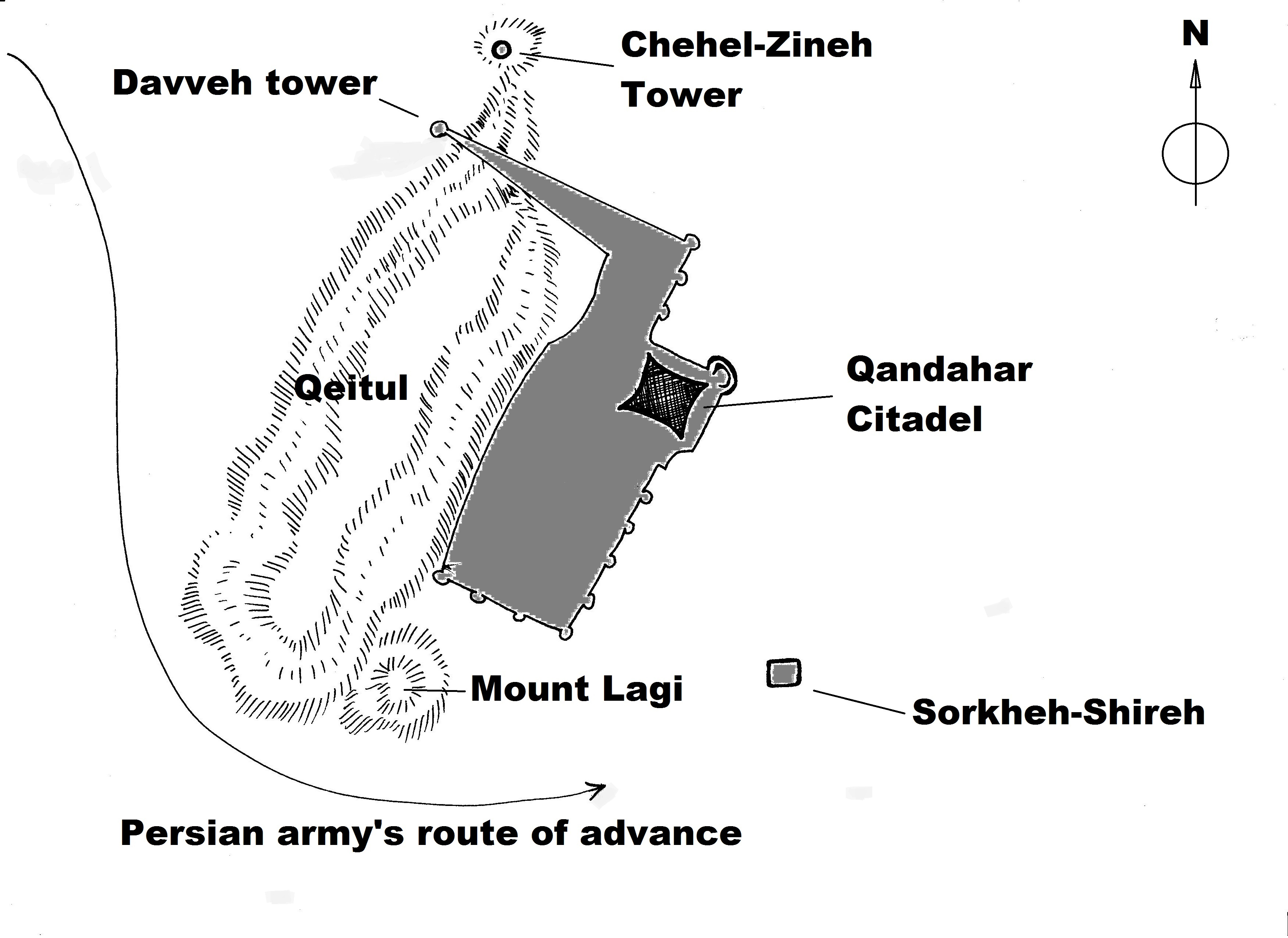
محاصرهٔ قندهار

پس از دستیابی به پادشاهی، وظیفهٔ اصلیِ نظامیِ نادرشاه، شکستِ نهاییِ نیروهای باقیماندهٔ افغان بود که حکومتِ صفوی را به پایان رسانده بودند. او برای آنکه نشان دهد که قندهار، تنها یک پایگاه برای حمله‌ای بزرگ‌تر است، محمدخان ترکمن را در ۱۱ محرم ۱۱۵۰ ه‍.ق/۱۱ مهٔ ۱۷۳۷ م به دربارِ امپراتوری مغول در هند فرستاد تا هشدار دهد که هندیان در مسئولیتِ جلوگیری از فرارِ افغان‌های پناهنده از ایران کوتاهی کردند و شکست خوردند. در ۱۸ شعبان ۱۱۴۹ ه‍.ق/۲۲ دسامبر ۱۷۳۶ م، نادرشاه به کرمان رسید و پس از نُه روز تاراجِ شهر به حرکتش ادامه داد و در ۱۸ شوال ۱۱۴۹ ه‍.ق/۱۹ فوریهٔ ۱۷۳۷ م با عبور از بم به قلعهٔ گِرِشک رسید. با فروریختن دیوارهای قلعه توسط توپخانهٔ سپاه، پادگانِ افغان تسلیم شد. تصمیم نادرشاه ابتدا محاصرهٔ قندهار به‌روش محاصرهٔ بغداد بود. در ۸ ذیحجهٔ ۱۱۴۹ ه‍.ق/۹ آوریل ۱۷۳۷ م، سربازانْ شهری تازه در جنوب شرقیِ قندهار ساختند که نادرآباد نامیده شد. کلاتِ غل‌زایی در تابستانِ همان سال سقوط کرد و یکی از پسرانِ حسین سلطان و نیز محمد سیدال خان تسلیم شدند. رفتارِ نادرشاه با پسرِ حسین سلطان مهربانانه بود، اما محمد سیدال خان را کور کرد. محاصره به درازا کشید. به نادرشاه خبر دادند پیرمحمدخان قصدِ شورش دارد. نادرشاه نیز دو تن را فرستاد تا پیرمحمدخان را اعدام کنند. پس از مدتی کوتاه، سربازانِ پیرمحمد با فرماندهیِ تازه به سپاه نادرشاه پیوستند. در زمستان نادرشاه به والیانِ سراسر ایران پیامی مبنی بر به‌خدمت گرفتنِ ۱۸۰۰۰ نوجوان و جوان میان سنین ۱۳ تا ۲۵ سال فرستاد تا آموزشِ نظامی ببینند و سپس از راه مشهد و هرات به سپاه در قندهار بپیوندند. پیش از رسیدن این گروه، نادرشاه برنامهٔ حملهٔ خویش را تغییر داد و به استحکاماتِ دفاعیِ قندهار حمله کرد. نوروز دوباره از راه رسید. مجدداً حمله به استحکامات از سر گرفته شد.
در ۳ ذیحجهٔ ۱۱۵۰ ه‍.ق/۲۴ مارس ۱۷۳۸ م حمله آغاز شد و سرانجام قندهار پس از یک سال محاصره، تسلیم شد و سقوط کرد و ارگِ غل‌زایی تخریب شد. حسین سلطان تسلیم شد و نادرشاه او را به‌همراهِ خانواده‌اش به‌اسارت به مازندران فرستاد. قلعهٔ قندهار نابود شد و نادرشاه ساکنانِ قندهار و ابدالیِ افغان را به نادرآباد منتقل کرد. قندهار آخرین سنگرِ غل‌زایی به‌رهبریِ حسین سلطان — برادرِ محمود اشرف، اولین غل‌زایی حاکم بر ایران — بود. با سقوطِ آن، تسخیرِ سرزمین‌های ازدست‌رفته از زمانِ سلطنتِ شاه سلطان حسین به پایان رسید. این موفقیت به منزلهٔ اتمامِ مبارزاتِ بازپس‌گیرانه و اساساً محافظه‌کارانهٔ نادرشاه برای احیای وسعتِ سرزمینِ امپراتوری صفوی است. تعداد زیادی از سربازان غل‌زایی را به گاردِ نادرشاه وارد کردند. با این نبرد، نادرشاه انتقامِ سقوطِ اصفهان را از افغان‌های غل‌زایی ستاند و آخرین سرزمینِ جداشده از ایران به آن بازگشت.

#### نبرد کرنال

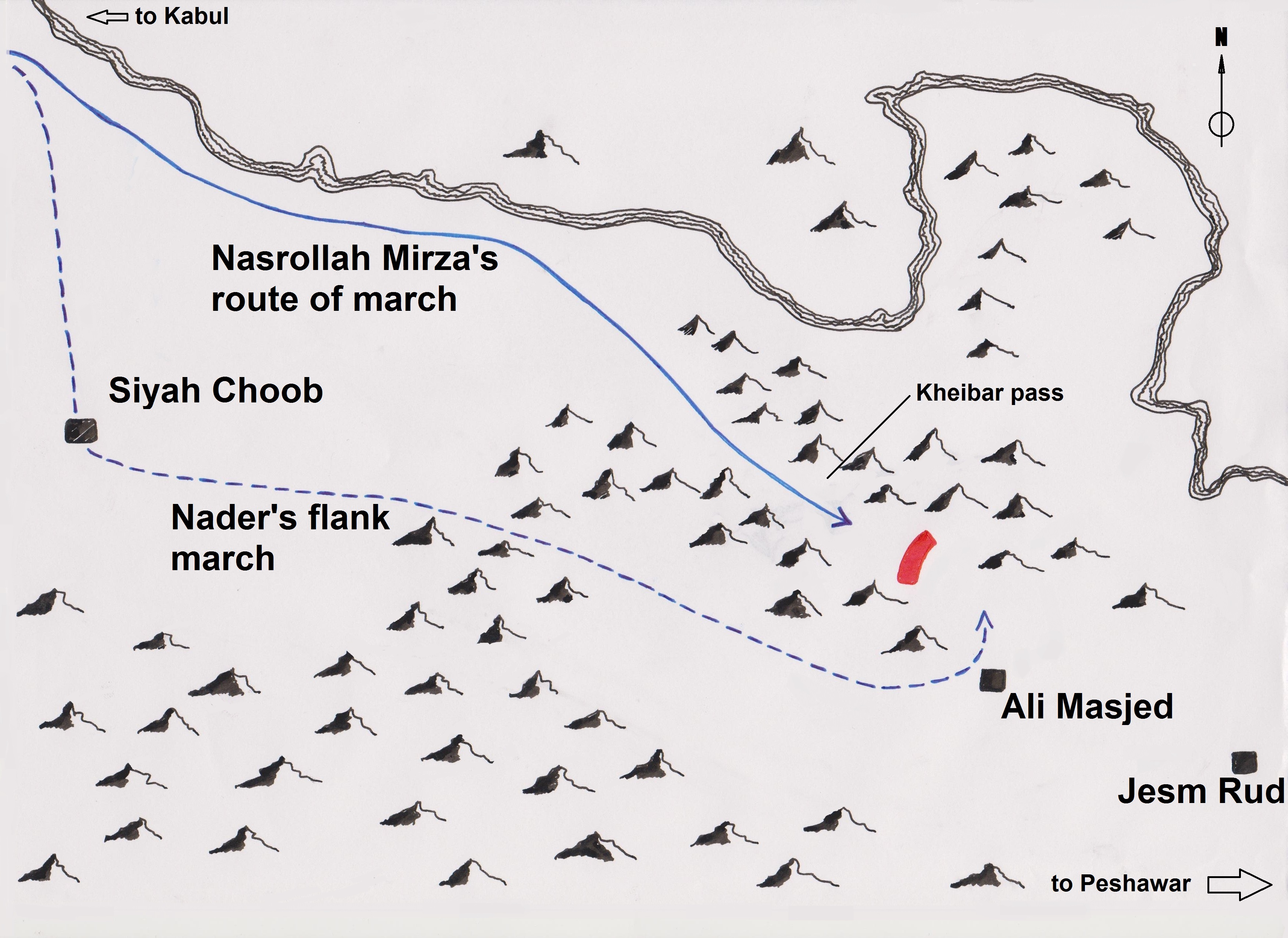
نبرد تنگهٔ خیبر

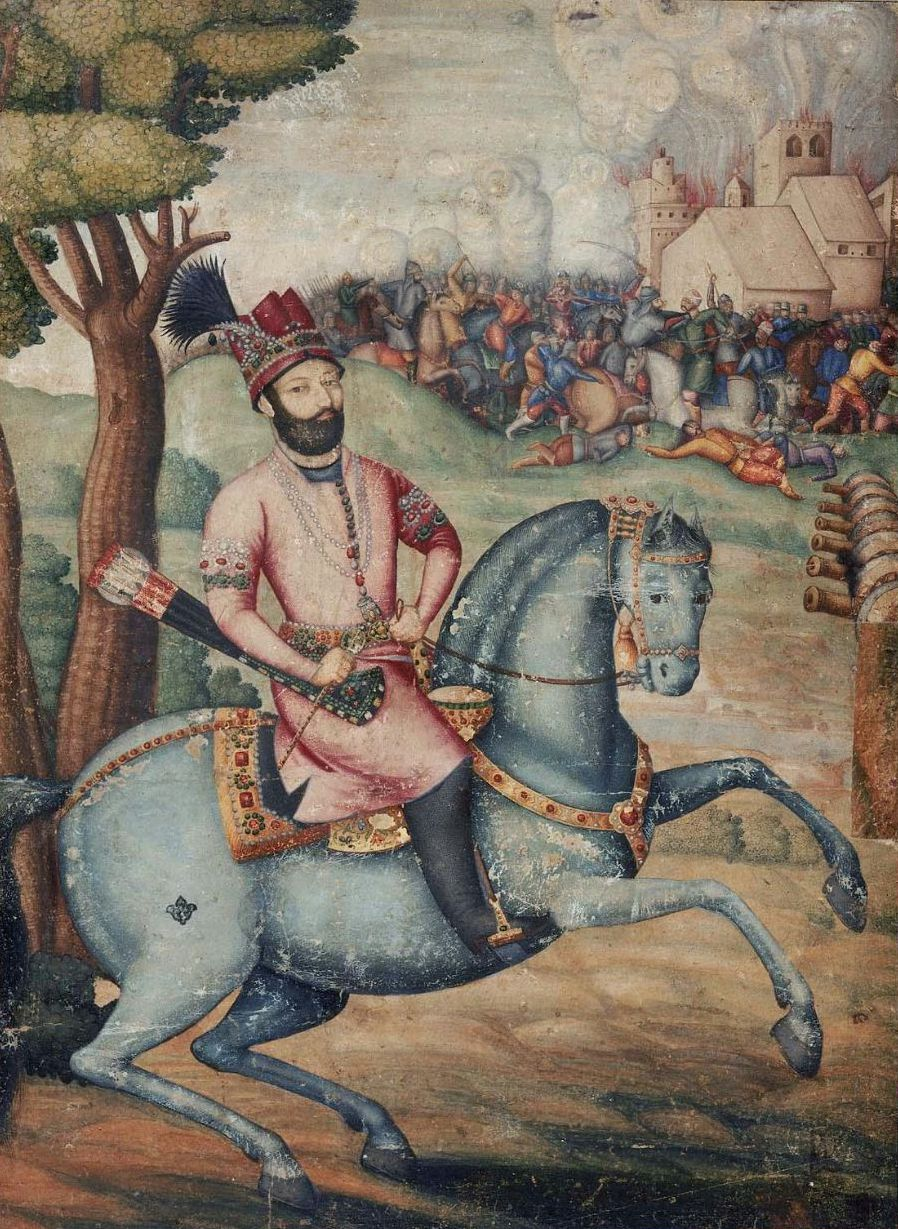
نقاشی آبرنگ از نادرشاه در ۱۱۵۰ ه‍.ق/۱۷۳۸ م. که به نبرد کرنال منسوب است ولی با توجه به پوشش سربازان سپاه مقابل که دستارهایی به سبک عثمانی بر سر دارد، به نظر می‌رسد که بازتابی از نخستین جنگ ایران و عثمانی باشد.

اکنون کارِ نادرشاه وارد مرحلهٔ جدیدی شد: حمله به سرزمین‌های خارجی برای رؤیای امپراتوریِ جهانی که می‌تواند به قلمرو چنگیز خان و تیمور شباهت داشته باشد. پس از سقوطِ قندهار، بسیاری از افغان‌ها به سپاهِ وی پیوستند، و سپاهش با نیروهای تازه‌واردِ ابدال و غل‌زای تقویت شد. در سال ۱۱۴۹ ه‍.ق/۱۷۳۷ م، در درگیری‌های کلاتِ غل‌زایی، شماری از طرفدارانِ حسین سلطان از قندهار به هند گریختند و پناه بردند. این در حالی بود که پیشتر نادرشاه از امپراتوری هند خواسته بود تا فراریانِ افغان را پناه ندهد. در ۱۵ محرم ۱۱۵۰ ه‍.ق/مهٔ ۱۷۳۷ م، نادرشاه مجدداً بر این خواسته تأکید کرد اما پاسخی دریافت نکرد. تعقیبِ افغان‌های گریخته به مرزهای مغول توسطِ نادرشاه، به حمله به هند تبدیل شد؛ نادرشاه مغول‌ها را متهم کرد که به آنان پناهگاه و کمک می‌دهند. در اول صفر ۱۱۵۱ ه‍.ق/۲۱ مهٔ ۱۷۳۸ م، لشکر نادرشاه به سوی کابُل حرکت کرد و در ۲۰ صفر/۱۱ ژوئن به غَزنین رسید. نادرشاه به کابل رسید و آن را محاصره کرد و ارگش را به توپ بست. پس از چند هفته شهر و ارگ در ربیع‌الاول ۱۱۵۱ ه‍.ق/ژوئن ۱۷۳۸ م تسلیم شدند. در ۲۵ رمضان ۱۱۵۱ ه‍.ق/۶ ژانویهٔ ۱۷۳۹ م، لشکر نادرشاه برای عبور از سِند حرکت، و سپس به‌سوی لاهور پیشروی کرد. در ۱۰ شوال/۲۱ ژانویه میان سپاهِ نادرشاه و سربازانِ مدافعِ لاهور نبردی درگرفت که درنتیجهٔ آن، حاکمِ لاهور تسلیم شد. نادرشاه از وی ۲۰ لَک روپیه طلب کرد و او را در مقامش باقی گذاشت. نادرشاه رضاقلی، پسرِ هفده‌ساله‌اش را، به‌عنوان نایبُ‌السّلطنهٔ ایران منصوب کرد و به مشهد بازگرداند. رضاقلی درحالی‌که دور از پدر بود، از شورشِ طرفدارِ صفویه می‌ترسید و محمدحسین‌خان قاجار را واداشت تا تهماسب دوم و فرزندانش را اعدام کند.

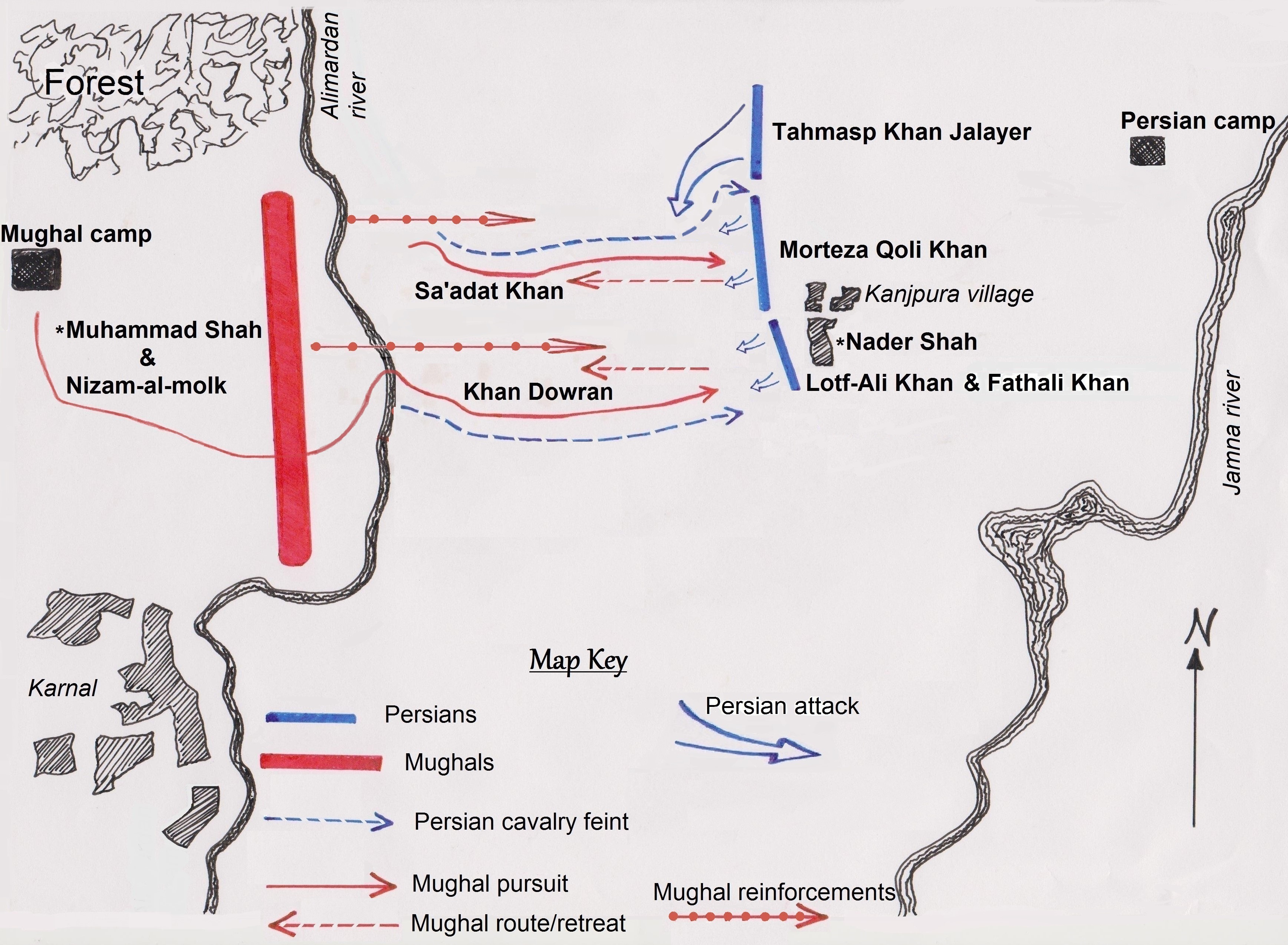
نبرد کرنال

از آن‌سو فتحِ کابل در دربارِ امپراتوری مغول هراس افکند و امپراتورِ مغول، محمدشاه (حک. ۱۷۴۸–۱۷۱۹ م) از سراسرِ هند درخواستِ کمک کرد و نظامُ‌الْمُلک را از دَکَن فراخواند. سرانجام نیروهای مغول در رمضان ۱۱۵۱ ه‍.ق/دسامبر ۱۷۳۸ م از دهلی خارج شدند و به‌خاطر سنگین بودنِ حجمِ لشکرشان توانستند تنها تا کَرنال در ۱۲۰ کیلومتری شمالِ دهلی، پیشروی کنند. نادرشاه در ۲۶ شوال ۱۱۵۱ ه‍.ق/۶ فوریه ۱۷۳۹ م، از لاهور بیرون رفت و در ۷ ذیقعده/۱۶ فوریه به سِرهِند وارد شد. در روزهای ۱۴ و ۱۵ ذیقعده/۲۳ و ۲۴ فوریه، نبردِ سنگینی درگرفت و نهایتاً سپاه ایران توانست لشکرِ مغولیِ هند را شکست دهد. چند روز پس از آن به مذاکره میان نادرشاه و نظام‌الملک برای انعقادِ صلح گذشت و قرار شد محمدشاه شخصاً به دیدارِ نادرشاه برود. ۱۷ ذیقعده/۲۶ فوریه محمدشاه به دیدار نادرشاه رفت. سربازانِ سپاهِ مغول آزاد شدند تا به خانهٔ خویش بازگردند اما توپخانه و مردانِ بازمانده در اردوی مغول به اردوی نادرشاه آورده شدند. در ۱ ذیحجه/۱۲ مارس سپاهِ نادرشاه همراه با محمدشاه به سوی دهلی حرکت کرد. ۹ ذیحجهٔ ۱۱۵۱ ه‍.ق/۲۰ مارس ۱۷۳۹ م، نادرشاه به دهلی، پایتختِ امپراتوری مغولیِ هند پا گذاشت. برای نادرشاه خطبه خوانده، و سکه‌هایی به‌نامش ضرب شد. در ۱۵ ذی‌الحجه/۲۶ مارس شایعه‌ای مبنی بر ترورِ نادرشاه منتشر شد و در قیامی مردمی، هزاران سربازِ ایرانی قتل‌عام شدند. روز بعد، نادرشاه دستورِ قتل‌عام و غارتِ عمومی در تمامِ مناطقی که افرادش مورد حمله قرار گرفته بودند، صادر کرد که در آن حدود ۲۰٬۰۰۰ شهروندِ غیرنظامی کشته شدند.

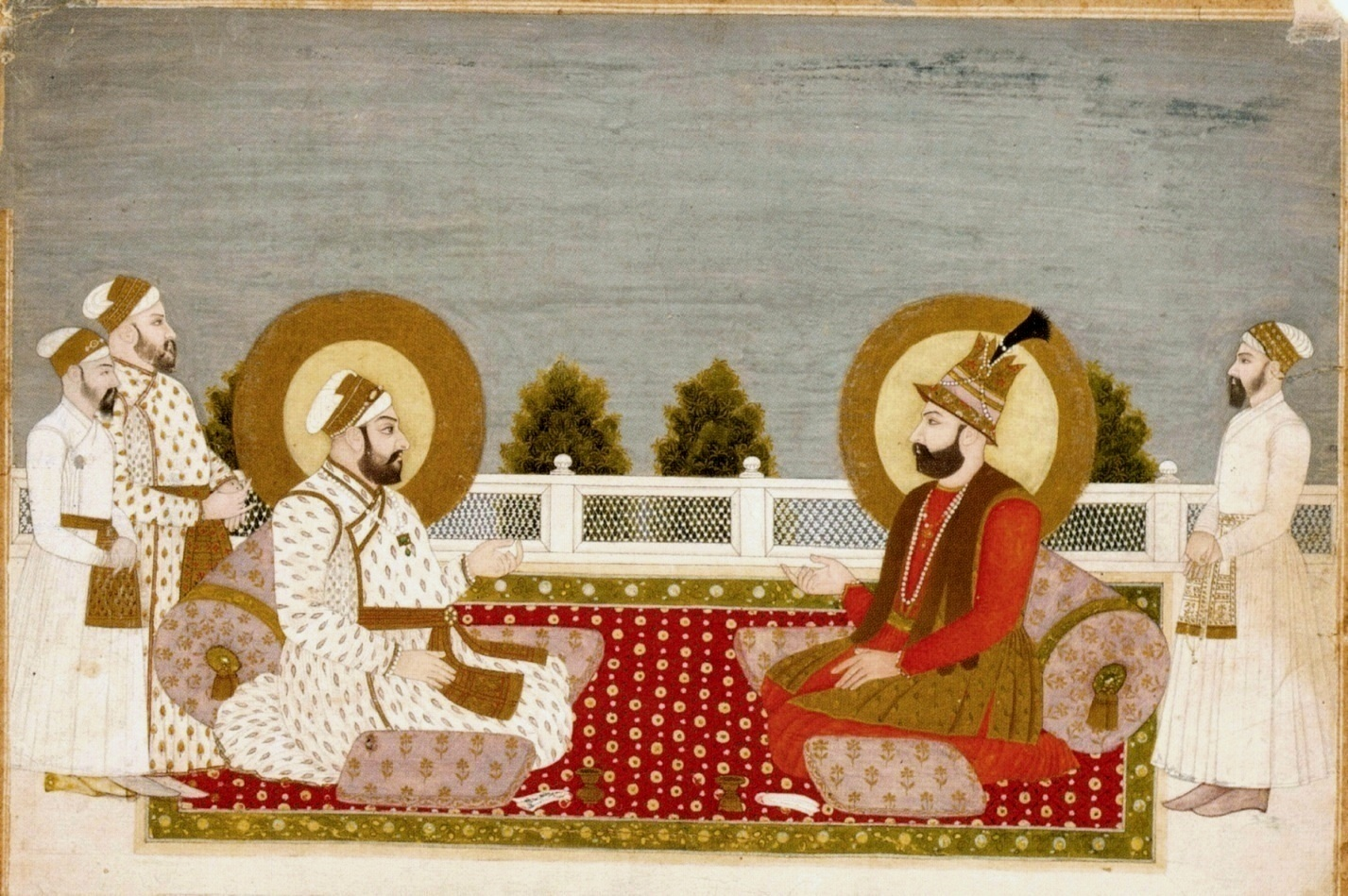
نگاره نادرشاه و محمدشاه گورکانی

پیمانِ صلح، کنترلِ هند را به محمدشاه تحتِ حاکمیتِ نادرشاه بازگرداند. با استناد به اصل و نسبِ ترکمنی که وی با نادرشاه به اشتراک گذاشت، مشروعیتِ محمدشاه اعلام شد. نادرشاه مراسمی ترتیب داد که در آن تاج را بر سرِ محمدشاه برگرداند. وی برای تأکیدِ بیشتر بر وضعیتِ تابعیتِ محمدشاه، عنوانِ «شاهنشاه» را بر خود گرفت. نادرشاه برای تقویتِ هرچه بیشترِ روابطش با مغولان، دوازده روز بعد پسرش نصرالله را با نوهٔ دختریِ امپراتور مغول، اورنگ‌زیب (حک. ۱۷۰۷–۱۶۵۸ م) پیوند داد. در درباری بزرگ در ۳ صفر ۱۱۵۲ ه‍.ق/۱۲ مه ۱۷۳۹ م، نادرشاه محمدشاه را به‌عنوان پادشاهِ هندوستان ابقا کرد، درعوض تمامِ سرزمین‌های غربِ هند به ایران واگذار شد. نادرشاه محمدشاه را خراجگزارِ خود کرد و او را از بخشِ بزرگی از ثروت‌های افسانه‌ایَش، ازجمله تخت طاووس و الماسِ کوه نور محروم کرد؛ و افزون‌بر اینها، مبلغِ هنگفتی را به‌عنوان غرامت برابر با دست‌کم ۷۰۰٬۰۰۰٬۰۰۰ روپیه مطالبه کرد. یک هفته بعد در ۷ صفر ۱۱۵۲ ه‍.ق/۱۶ مهٔ ۱۷۳۹ م سپاهِ نادرشاه با قطارِ چمدانِ عظیمِ خود، دهلی را به مقصدِ کابل ترک کرد. درحالی‌که در عبور از رودخانه‌های چِناب و خرم، چندین هزار سرباز و یک‌چهارمِ غنیمت را از دست دادند. مورخانِ نادرشاه، پیروزیش بر محمدشاه را به‌عنوان نشانه‌ای دیگر از شباهتش به تیمور نشان می‌دهند. خودش چنان در تقلید از تیمور وسواس داشت که مدتی به مشهد نقل مکان کرد. درحالی‌که نادرشاه درحالِ حمله به هند بود، رضاقلی قلمروِ بیشتری را برای نادرشاه در شمالِ بلخ و جنوبِ رودخانهٔ آمودریا تأمین می‌کرد.

#### فتح توران و بازگشت به ایران
در ۷ صفر ۱۱۵۲ ه‍.ق/۱۶ مهٔ ۱۷۳۹ م، نادرشاه واردِ نادرآباد شد. پیش از رسیدن به نادرآباد، خبرِ قتلِ تهماسب و فرزندانش توسط رضاقلی را بدو دادند. نادرشاه از نادرآباد به‌سوی هرات حرکت کرد و در ۱۰ ربیع‌الاول ۱۱۵۳ ه‍.ق/۵ ژوئن ۱۷۴۰ م واردِ هرات شد. نادرشاه پس از بازگشت از هند و پیش از نبرد با ازبکان، به رضاقلی‌میرزا بدگمان شد و او را به‌خاطرِ فرمانِ قتلِ تهماسب دوم و خانواده‌اش نکوهید. او رضاقلی‌میرزا را از نیابتِ سلطنت برکنار کرد و پسر دومش، نصرالله میرزا را بدین مقام برگمارد. سپس در ۲۵ ربیع‌الاول ۱۱۵۳ ه‍.ق/۲۰ ژوئن ۱۷۴۰ م هرات را ترک کرد. او به سوی بلخ رفت اوایلِ جمادی‌الثانی/اواخرِ اوت با استفاده از قایق‌هایی که به‌طور ویژه توسط کشتی‌سازی‌های هند ساخته شده‌بودند، از آمودریا در چارجوی عبور کرد. لشکرکشی‌های وی باعثِ خشمِ ایلْبارْس خان، خانِ خوارزم، و ابُوالْفِیض خان طُغاتیموری، خان بُخارا شد. هنگامی که آن‌ها تهدید به حملهٔ متقابل کردند، نادرشاه در بازگشت از هند اقدام به لشکرکشیِ سریع علیه‌شان کرد. ابوالفیض خان حاکمِ بخارا، تسلیم شد و بدین ترتیب همهٔ سرزمین‌های جنوبِ رودِ جیحون ضمیمهٔ خاک ایران شد. ابوالفیض مانند امپراتور مغول، موقعیتِ خود را به‌عنوان فرمانبردارِ نادرشاه پذیرفت و دخترِ خود را به ازدواجِ برادرزادهٔ نادرشاه درآورد. نادرشاه او را به‌عنوان حاکم ابقا کرد.
فتحِ سرزمینِ توران که خاستگاهِ تیمور بود، برای نادرشاه اهمیتِ نمادینِ بسیاری داشت. پس از آن نادرشاه از ایلبارس خواست تا تسلیم شود، اما ایلبارس نپذیرفت. در ۲۶ شعبان ۱۱۵۲ ه‍.ق/۱۴ نوامبر ۱۷۴۰ م نبردی درگرفت و ایلبارس خان اسیر و سپس اعدام شد. نادرشاه حاکمی مطیع‌تر را جایگزینِ ایلبارس کرد، اما این خراجگزارِ جدید به‌زودی سرنگون شد. با تقویتِ ازبک‌ها و ترکمن‌ها، در رجب ۱۱۵۳ ه‍.ق/اکتبر ۱۷۴۰ م عازم خیوه شد و سپاه و ناوگان به موازاتِ جیحون حرکت کردند. شهر و چندین قلعهٔ دیگر پس از اعدامِ ایلبارس خان تسلیم شدند. دست‌کم ۱۲۰۰۰ ایرانی و ده روس از بردگی آزاد شدند. خیوه نیز در ۵ رمضان/۲۵ نوامبر تسلیم شد. در در ۱۹ رمضان/۹ دسامبر نادرشاه خوارزم را به‌سوی مشهد حرکت کرد و در آخر شوال ۱۱۵۲ ه‍.ق/۱۷ ژانویهٔ ۱۷۴۱ م به آن وارد شد. پس از لشکرکشی در هند و ترکستان، به‌ویژه با دستیابی به خزانهٔ مغول، نادرشاه ناگهان ثروتمند شد. او برای سه سال حکمی مبنی بر لغوِ کلیهٔ مالیات‌ها در ایران صادر کرد و تصمیم گرفت تا بر روی چندین پروژه مانند ایجادِ نیروی دریایی متمرکز شود. نادرشاه فرماندهان نیروی دریاییِ خود را در مواقعِ مختلف به سفرهای اعزامی در خلیج فارس به‌ویژه به عمان اعزام کرده بود، اما این مأموریت‌ها ناموفق بودند؛ که تا حدودی به‌خاطر دشواریِ امنیتِ کشتی‌های دریایی باکیفیت و در تعداد کافی بود. در تابستان سال ۱۱۵۴ ه‍.ق/۱۷۴۱ م، نادرشاه شروع به ساختِ کشتی‌هایی در بوشهر کرد، و ترتیبِ انتقالِ الوارهایی را از مازندران و با سختی و هزینهٔ بسیار داد. این پروژه به اتمام نرسید، اما تا سال ۱۱۵۸ ه‍.ق/۱۷۴۵ م او ناوگانی متشکل از حدود سی کشتیِ خریداری‌شده در هند گردآورد.

#### جبههٔ غرب

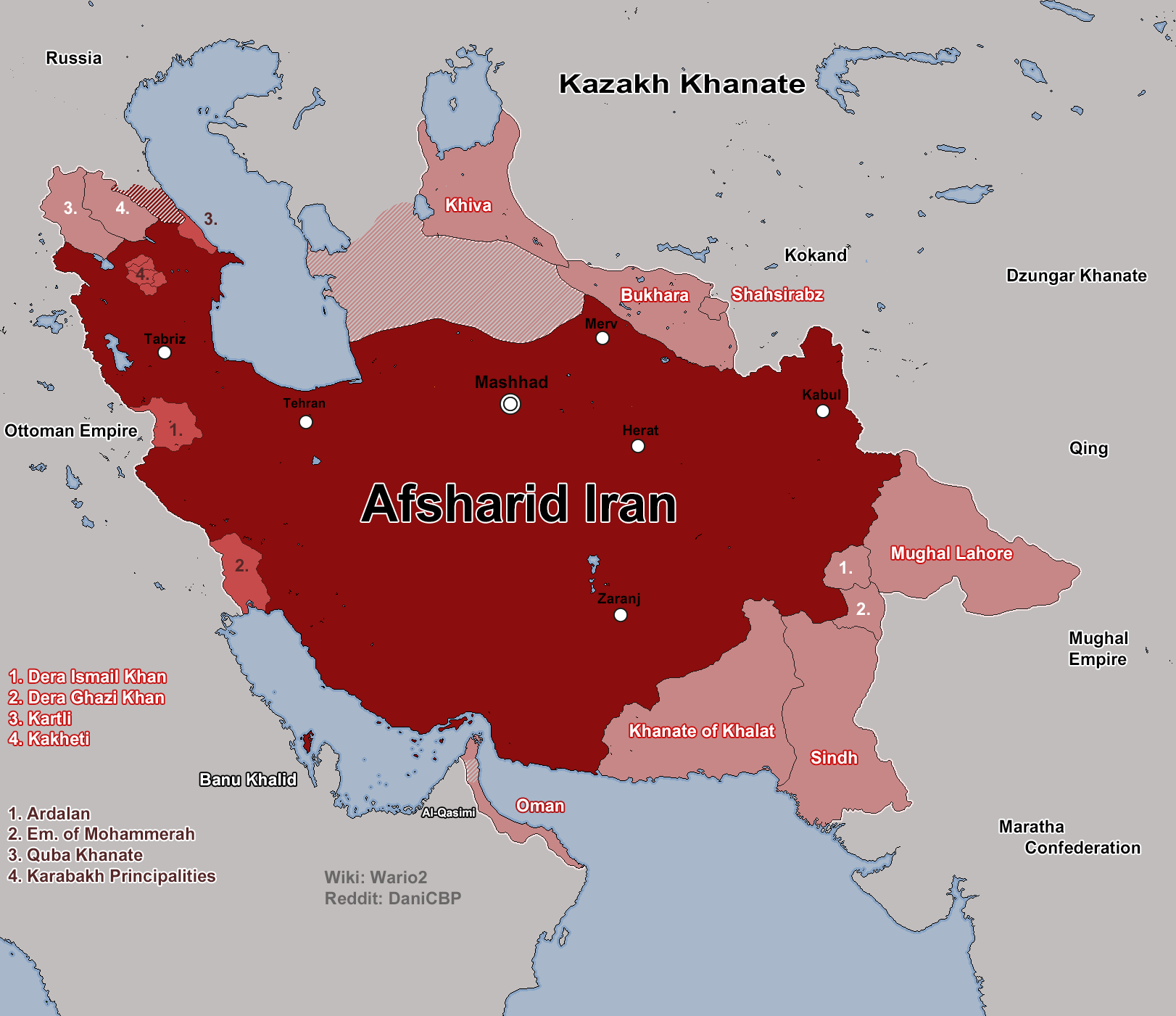
گستره ایران افشاری در سال ۱۱۵۳ ه‍.ق (۱۷۴۱ م). ایالت‌های خودمختار با سرخ کم‌رنگ، دولت‌های خراجگزار با صورتی و سرزمین‌های تحت اشغال نظامی با هاشور مشخص شده‌اند.

نادرشاه پس از بازگشت به ایران، چندین مشکلِ بزرگ را تجربه کرد. در سال‌های ۱۱۵۶–۱۱۵۳ ه‍.ق/۱۷۴۳–۱۷۴۱ م، مجموعه‌ای از حملاتِ بلندپروازانه را در قفقاز علیه داغستانی‌ها انجام داد. در هنگام لشکرکشیِ نادرشاه به هند، برادرش ابراهیم در لشکرکشی در داغستان کشته شده بود. در ۲۶ ذیحجهٔ ۱۱۵۳ ه‍.ق/۱۴ مارس ۱۷۴۱ م، نادرشاه برای انتقام‌گیریِ کامل از لِزگی‌ها — که افزون‌بر این، حملات‌شان به گرجستان را تجدید کرده بودند — لشکرکشی کرد. در ۲۸ صفر/۱۵ مه در میانهٔ راه و در جنگل‌های مازندران مورد سوءقصد قرار گرفت. پس از مدتی به تهران رسید. بعداً تیرانداز پیدا شد و رضاقلی میرزا را به‌عنوان مسببِ این تلاش محکوم کرد. شاهزاده را به داغستان آوردند و علی‌رغمِ اعتراض به بی‌گناهی — که بیشترِ گزارش‌ها تأیید می‌کنند — کور شد. نادرشاه بعداً از این اقدام شدیداً ابرازِ پشیمانی کرد. با ورودش به شِروان، حاکمانِ ساحلِ دریای خزر — ازجمله سرخای خان — به‌سرعت ادای احترام کردند و سرخای نیز تسلیم شد. اما تلاش‌های نادرشاه برای تسلیمِ کوه‌نشینانِ آوار ناکام ماند. پس از آن در دربند اردو زد.
با وجود مشکلاتِ روزافزون، در ۱۷۴۱ م نادرشاه سفیرش را به عثمانی فرستاد تا دوباره پیشنهادِ ۱۷۳۶ م خود را برای معاهدهٔ صلح ارسال کند. در ذیقعدهٔ ۱۱۵۳ ه‍.ق/ژانویهٔ ۱۷۴۲ م، ایلچیِ عثمانی پاسخِ پیامِ چهار سال پیشِ نادرشاه به سلطان عثمانی را آورد. سلطان محمود — که به‌تازگی پیروزی‌هایی در جنگ‌هایی علیه روسیه و اتریش به‌دست آورده بود — پیشنهاد را نپذیرفت. سلطان ادعای شاه نسبت به عراق را رد کرد؛ ادعایی که مبنی بر سلطهٔ پیشینِ تیمور در این ایالت بود. سلطان عثمانی بر نپذیرفتنِ مذهب جعفری به‌عنوان مذهبِ پنجم پافشاری کرده بود. سپس مرجعِ مقتدرِ عثمانی، شیخُ‌الْاسلام، فتوای بِدعَت بودنِ مذهب جعفری را صادر کرد. نادرشاه در پاسخ، پیامی تهدیدآمیز مبنی بر آمادگیِ بازگرداندنِ سرزمین‌های جداشده از ایران در آناتولی فرستاد. پس از زمستان ۱۱۵۴ ه‍.ق/۱۷۴۳–۱۷۴۲ م، نادرشاه با روس‌ها درگیر شد و مقصرِ مشکلاتش در داغستان را روس‌ها دانست که ظاهراً به لزگی‌ها در برابر نادرشاه کمک می‌رساندند. اکنون نادرشاه از تصرفِ قِزلیار — که قلعهٔ مرزیِ روسیه بود — سخن می‌رانْد و آن را در گذشته متعلق به ایران می‌دانست. روس‌ها که ظنین بودند او در شمالِ قفقازِ شمالی طرح‌هایی دارد، در ربیع‌الاول ۱۱۵۵ ه‍.ق/مهٔ ۱۷۴۲ م، پایگاه‌شان را در قزلیار تقویت کردند. به‌مدتِ هجده ماه سپاهِ ایران متحملِ کمین‌های لزگی، کمبودِ مواد غذایی، بیماری‌های واگیر و هوای شدیدِ زمستانی شد، اما نادرشاه از ترکِ کار امتناع ورزید. میانهٔ پاییز ۱۱۵۵ ه‍.ق/۱۷۴۲ م، سپاه نادرشاه به‌سوی مرزِ روسیه حرکت کرد. از آن سو خبرِ حرکتِ سربازانِ عثمانی به‌سوی قفقاز آورده شد. مجدداً ایلچیانِ عثمانی، پیامِ سلطانِ عثمانی را مبنی بر نپذیرفتنِ پیشنهادِ رسمیتِ مذهب جعفری و رکن در کعبه اعلام کردند. نادرشاه دوباره پیامی تهدیدآمیز داد. او متوجه شد که با وجود سربازانِ عثمانی، حمله به روس‌ها امکان‌پذیر نیست. ازاین‌رو در ۱۶ ذیحجهٔ ۱۱۵۵ ه‍.ق/۱۰ فوریهٔ ۱۷۴۳ م، به‌سوی دشت مغان در جنوب حرکت کرد.
درگیری‌های معلق با امپراتوری عثمانی اکنون از سر گرفته شد. نادر در ۲۴ ربیع‌الاول ۱۱۵۶ ه‍.ق/۱۸ مهٔ ۱۷۴۳ م به مریوان رسید و اردو زد. او دسته‌هایی را برای اشغالِ مناطقِ اطرافِ بغداد و بصره مانند سامرّا، نجف، کربلا و کرانهٔ اروندرود فرستاد. هنگام پیشروی از راهِ کرمانشاه — جایی که او شروع به ساخت یک قلعه و زَرّادخانهٔ بزرگ کرد و سپاهِ ۳۷۵۰۰۰ نفری از سراسرِ امپراتوریَش را بررسی کرد — کرکوک را برای تسلیم شدن در ۱۶ جِمادیُ‌الثّانی ۱۱۵۶ ه‍.ق/۷ اوت ۱۷۴۳ م به توپ بست. کرکوک تسلیم شد. در ۲۵ رجب/۱۴ سپتامبر موصِل را محاصره کرد و آن را نیز به توپ بست. پس از چندین روز درگیری، سرانجام نبرد متوقف شد. موصل با سرسختی مقاومت کرد. ۲ رمضان/۲۰ اکتبر سپاه نادرشاه تا کرکوک عقب رفت اما بصره همچنان در محاصره باقی ماند. نادرشاه برای یک آتش‌بس مذاکره کرد و تحتِ حمایتِ دشمنِ قدیمیِ خود، احمد پاشا در بغداد، همراه با همسرانش به زیارت کاظِمَیْن، کربلا و نجف رفت و همسرانش در آنجا نذوراتی هدیه کردند. او در ۲۴ شوال/۱۲ دسامبر در نجف مجمعی از علمای مسلمانِ شیعه و سنی از عراق، فارس، افغانستان و تُرکستان، برای بحث دربارهٔ مسائلِ مذهبی تشکیل داد تا میان شیعه و سنی نزدیکی ایجاد کند. در اعلامیهٔ منتشرشده، همه از سیاست‌های افراطیِ شیعیِ صفوی ابراز تأسف، و اندیشهٔ مذهب جعفری را تأیید کردند. بااین‌حال سلطانِ عثمانی با این نتیجه، تحت تأثیر قرار نگرفت. در این ایام، مفادِ عهدنامهٔ تازه میان نادرشاه و عثمانی دردست تدوین بود که در آن نادرشاه دیگر بر به‌رسمیت شناختنِ مذهب جعفری و تعیینِ رکن پنجم در کعبه اصرار نکرد. در دسامبرِ همان سال او با احمد پاشا آتش‌بس را امضا کرد. محاصرهٔ بصره نیز به‌دستور نادرشاه در ۲۱ شوال/۸ دسامبر خاتمه یافت. محمدکاظم مَروی گزارش داده که نادرشاه علائمِ وخامتِ فیزیکی و بی‌ثباتیِ روانی را از خود بروز داد. برای تأمینِ بودجهٔ این مبارزات در غرب، سرانجام به‌خاطر کمبودِ بودجه، نادرشاه ناچار شد عفوِ مالیاتیِ اعلام‌شده در هند را لغو، و مالیاتش را از مردمِ ایران دو برابر کرد. مالیات‌های سنگین، منجر به شورش‌های متعددی شد. درحال‌حاضر شورش‌های شکل‌گرفته در پشتِ سرش، خیلی جدی بودند که نمی‌توان آن‌ها را نادیده گرفت.

#### شورش‌های داخلی
نادرشاه در ۱۵ ذیحجهٔ ۱۱۵۶ ه‍.ق/۳۰ ژانویه ۱۷۴۴ م به‌سوی کرمانشاه روانه شد و خبرهایی از آشوب در مناطقِ مختلف به او رسید. مدعیانِ تاج و تختِ صفوی در چندین منطقهٔ ناراضی، مورد توجه قرار گرفتند. در آذربایجان و داغستان، شورش‌ها به‌رهبریِ سام میرزا، توسط ابراهیم‌خان، برادرزادهٔ نادرشاه، و پسر کوچکش نصرالله در سال ۱۱۵۶ ه‍.ق/۱۷۴۳ م شکست خورد، و در شعبان/اکتبر همان سال گزارش شد که صَفی میرزا — که تحتِ حمایتِ سلاطین عثمانی بود — از طریق قارص پیشروی می‌کند. مهم‌ترینِ این خبرها برای نادرشاه، آشوب در استرآباد و شیراز بود که تقریباً هم‌زمان در اوایل زمستان ۱۱۵۶ ه‍.ق/۱۷۴۴ م آغاز شده بود. در استرآباد محمدحسن‌خان قاجار شورش کرده بود که سرانجام این شورش سرکوب شد. جدی‌ترینِ این شورش‌ها در نزدیکیِ شیراز در ذیقعدهٔ ۱۱۵۶ ه‍.ق/ژانویهٔ ۱۷۴۴ م به‌رهبری محمدتقی‌خان شیرازی، حاکم فارس و یکی از افرادِ مورد علاقهٔ نادرشاه آغاز شد. در ربیع‌الثانی ۱۱۵۷ ه‍.ق/ژوئن ۱۷۴۴ م، نادرشاه شیراز را غارت کرد و تا زمستان، این شورش را در هم کوبید. شیراز پس از چهار و نیم ماه محاصره سقوط کرد. تقی‌خان اسیر، و با همهٔ خانواده‌اش به اصفهان برده شد. به‌دستورِ نادرشاه تقی‌خان اَخته و از یک چشم کور شد و برادر و پسرانش و شماری دیگر از بستگانش کشته شدند. در خوارزم، ترکمن‌های یُموت و سالور علیه منصوبانِ نادرشاه در خیوه قیام کردند و فقط در سال ۱۱۵۸ ه‍.ق/۱۷۴۵ م، توسط برادرزادهٔ دیگر نادرشاه، علیقُلی‌خان نظم برقرار شد.

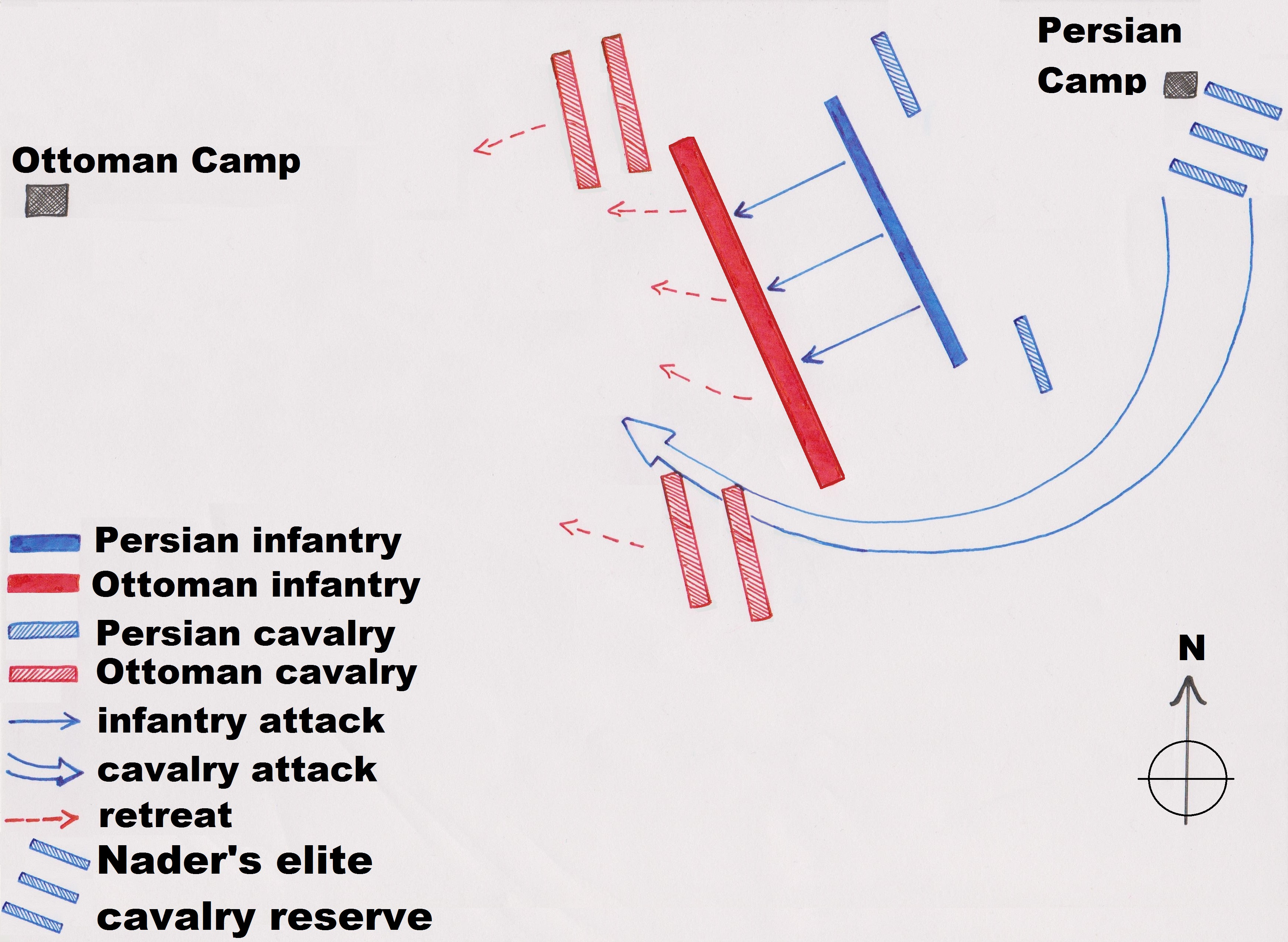
نبرد قارص

علیرغمِ این خطرات، خودِ نادرشاه از شرقِ همدان عقب ننشسته بود و هنگامی‌که در ذیحجهٔ ۱۱۵۶ ه‍.ق/فوریهٔ ۱۷۴۴ م از امتناعِ عثمانی از تصویبِ عهدنامه مطلع شد، به شمال‌غربی رفت. نادرشاه در ۱۲ جمادی‌الثانی ۱۱۵۷ ه‍.ق/۲۳ ژوئیهٔ ۱۷۴۴ م بیرون از قارص اردو زد. و قارص را از ماه مه تا اوایلِ اکتبر محاصره کرد. پس از مدتی محاصره، در ۲ رمضان/۹ اکتبر نادرشاه از محاصرهٔ قارص دست کشید. نادرشاه زمستان را در شمال کُر گذراند و لزگی‌ها را غافلگیر، و آنان را وادار به اطاعت کرد. تابستانِ سال بعد، یِگِن پاشا، سردارِ عثمانی از مرزها عبور کرد و در رجب ۱۱۵۸ ه‍.ق/اوت ۱۷۴۵ م، در باغ‌آورد، نادرشاه پیروزیش در سال ۱۱۴۸ ه‍.ق/۱۷۳۵ م را به‌کمکِ شورش در اردوگاه عثمانی و مرگِ یگن پاشا تکرار کرد. پس از چندین روز نبرد، عثمانی‌ها شکست خوردند. اگرچه پیروزیِ نادرشاه منجر به مذاکراتِ تازه شد، اما موقعیتِ چانه‌زنیَش به‌خاطر شورش‌های داخلیِ جدید و بزرگ، قوی نبود. شاه خواسته‌هایش را برای قلمرو و به‌رسمیت شناختنِ مذهب جعفری کنار گذاشت و توافقِ نهایی تنها براساس مواضعِ مفصل مشترک و قابل قبولی دربارهٔ مرزها، حفاظت از زائران، رفتارِ زندانیان، و مبادلهٔ سفیران بود. در این توافق، نسلِ مشترکِ ترکمن‌ها به‌رسمیت شناخته شد و ظاهراً تغییرِ مذهبِ رسمیِ ایران به اهل سنت اعلام شد. بااین‌وجود ضرورتِ تضمینِ امنیتِ زائران در حرم‌های شیعه در عراق، ویژگیِ رسمیِ این امتیاز را نشان می‌دهد.
نادرشاه در ماه ذیقعده/دسامبر از راه همدان به اصفهان بازگشت، و وجوهی را مصادره، و مقامات را با وحشی‌گریِ نوشده مجازات کرد؛ همان‌گونه که در هر توقف در سفرِ بازگشتش به خراسان در محرم و صفر ۱۱۵۹ ه‍.ق/فوریه و مارس ۱۷۴۶ م انجام داد. او در ۱۰ محرم ۱۱۵۹ ه‍.ق/۲ فوریه ۱۷۴۶ م به‌سوی مشهد حرکت کرد. نادرشاه زمستان و بهارِ ۱۱۵۹ ه‍.ق/۱۷۴۶ م را در مشهد گذراند و در آنجا، راهبردی برای سرکوبِ مجموعه شورش‌های داخلی تدوین کرد. وی همچنین بر ساختِ یک گنج‌خانه برای غنیمت‌های هندیَش در نزدیکیِ کلات نادری نظارت داشت. مجموعه بنایی که نادرشاه در این قلعهٔ کوهستانیِ طبیعی، در نزدیکی محلِ تولدش در شمالِ خراسان ساخته است، به عقب‌نشینیِ مشخصِ وی تبدیل شد و در آنجا مکانی امن برای دستاوردهایش ایجاد کرد. نادرشاه از رسومِ عشایری مبنی بر عدم ماندنِ طولانی در هیچ پایتختی همیشگی، پیروی کرد، و کلات و مشهد — که به‌قولِ او یک رابطهٔ مکمل داشتند — به‌عنوان مقرهای رسمی‌اش به شیوه‌هایی که شبیهِ پایتختِ سایر امپراتوری‌های عشایری بود، به‌کار رفتند.
هنگامی‌که در مشهد بود، خبرِ آشوبِ تازه‌ای در سیستان به او رسید که سرانجام این آشوب نیز سرکوب شد. مالیاتِ ۳۰۰٬۰۰۰ تومانی که بر سیستان تحمیل شد، موجب تحریک به شورش شد و شاه برای سرکوب، علیقلی‌خان را فرستاد و از او خواست ۱۰۰٬۰۰۰ تومان از مردم سیستان گرفته و برایش بفرستد؛ مشابهِ این درخواست را با مبلغ ۵۰٬۰۰۰ تومان از تهماسب‌خان کرد. پس از اقامت کوتاهی در مشهد، نادرشاه مجدداً به‌سوی اصفهان حرکت کرد. در کُردان، در شمال‌غربیِ تهران، ایلچی عثمانی برای مذاکرهٔ صلح به دیدار نادرشاه رسید. پس از چهار بار مذاکره، سرانجام در شعبان ۱۱۵۹ ه‍.ق/۴ سپتامبر ۱۷۴۶ م عهدنامه‌ای تازه تدوین شد که درواقع مرزهای ۱۶۳۹ م را احیا کرد. این امر به‌رسمیت شناختنِ حکومتِ نادرشاه از سوی دولتِ عثمانی را ممکن ساخت، و سلطان با مجموعه‌ای عظیم از هدایا در بهار ۱۱۶۰ ه‍.ق/۱۷۴۷ م سفیرِ خود را اعزام کرد، هرچند که شاه زنده نبود تا آن را بپذیرد. نادرشاه اصفهان را به مقصد کرمان و خراسان ترک کرد و هرجا که متوقف شد برج‌های سر برپا می‌داشت. او از مشهد ابتدا علیه کُردهای خَبوشان حرکت کرد، که برای علیقلی‌خان اعلامِ وفاداری کرده بودند.

### مرگ

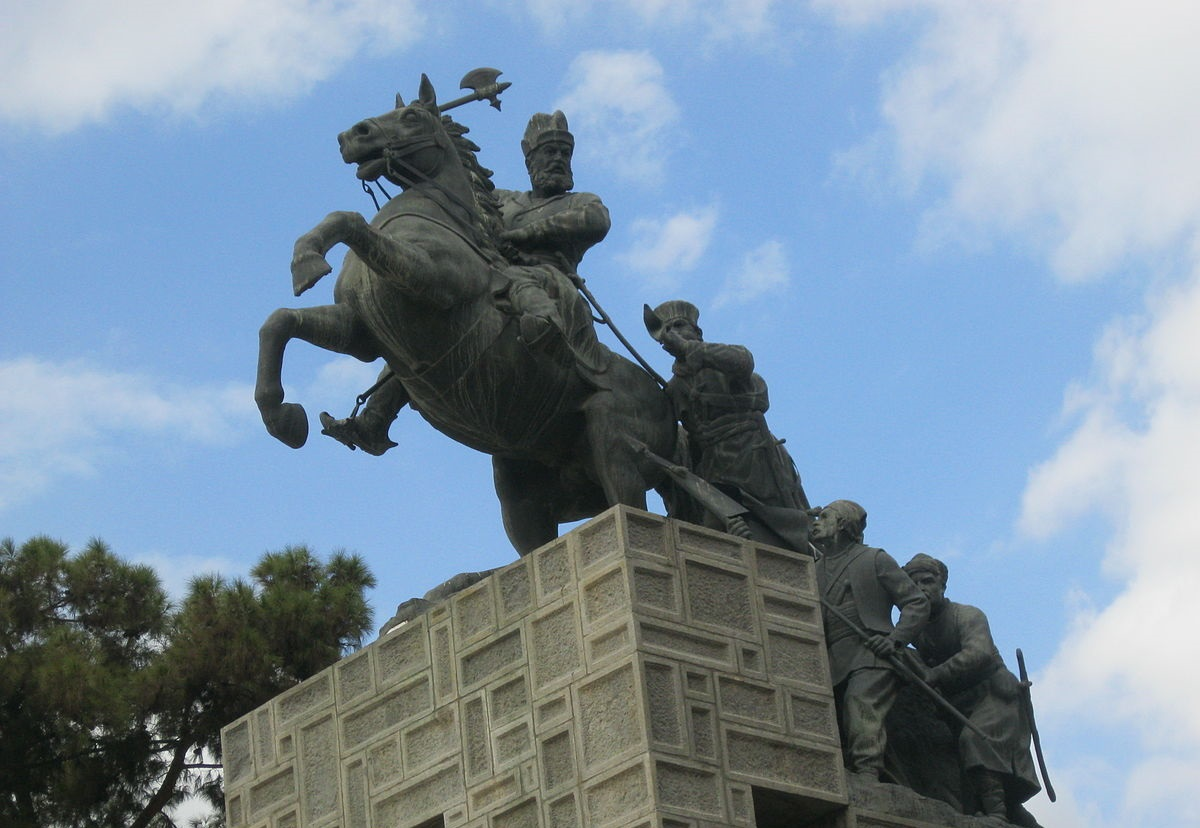
آرامگاه نادرشاه در مشهد

در هنگامِ اردو زدن در نزدیکیِ قلعه‌اش در ۱۱ جمادی‌الثّانی ۱۱۶۰ ه‍.ق/۲۰ ژوئن ۱۷۴۷ م، گروهی از افسرانِ ایرانیِ افشار و قاجارش، از ترس اینکه او پیشتر به نیروهای افغانش دستورِ دستگیریِ آنان را داده بود، وی را در چادرش کشتند. سپاهِ نادرشاه از هم پاشید، گنجینه‌اش به یغما رفت و فرزندانش — به‌جز یک نوه، شاهرخ میرزا — کشته شدند. علیقلی که دو ماه پیش از این ترور به شورش برخاسته بود، در ۲۷ جمادی‌الثانی/۶ ژوئیه، به‌دنبالِ عمویش، به‌عنوان عادل‌شاه به سلطنت رسید. مبارزهٔ جانشینی برای پنج سالِ آینده، ایران را درگیرِ جنگِ داخلی کرد. نوهٔ نادرشاه، شاهرخ، اگرچه پیشتر بعد از اقدام به کودتا کور شده بود، اما سرانجام در سال ۱۱۶۱ ه‍.ق/۱۷۴۸ م، به‌عنوانِ خراجگزارِ احمدشاه دُرّانیِ افغان (حک. ۱۷۷۳–۱۷۴۷ م) تاج و تخت در خراسان را به‌دست‌آورد. احمدشاه درانی — که پیشتر معاونِ نادرشاه بود — سلسلهٔ دُرّانی را تأسیس کرد و به‌عنوان نخستین حاکمِ مستقلِ افغان شناخته شد. شاهرخ تقریباً پنجاه سال تا سال ۱۲۰۹ ه‍.ق/۱۷۹۵ م و هنگامی‌که آقامحمدخان قاجار (حک. ۱۷۹۷–۱۷۷۹ م) وی را عزل کرد، حکومت کرد و این، نشانگرِ پایانِ دورهٔ افشاریان در ایران بود.
پس از قتلِ نادرشاه، پیکرش به مشهد منتقل و در آرامگاهی که خودش پیشتر ساخته بود، دفن شد. ساختمانِ آن شامل یک ایوان و چهار اتاقِ کوچک و دو راهرو در دو طرفِ ایوان بود که قبر در وسط قرار داشت. وسعتِ ساختمان ۵۴۵ مترمربع بود و در میان یک باغ قرار داشت. این ساختمان در دوره‌های بعدی به‌مرور ویران شد. قَوامُ السَّلطنه که در ۱۲۹۶ ه‍.خ والی خراسان بود، تلاش کرد تا با کمک کمیتهٔ حزب دموکرات در خراسان، مجدداً آرامگاهی شایسته برای نادرشاه بسازد. محل آرامگاه که تبدیل به گاری‌خانه و درشکه‌خانه شده بود، به‌همراه خانه‌های اطرافِ آرامگاه تخریب، و ساختمانِ جدید بنا شد. بنای تازه نیز به‌مرور آسیب دید و سرانجام در اسفند ۱۳۳۳ ه‍. خ، انجمن آثار ملّی ایران تصمیم گرفت تا آرامگاهی درخور در همان محل برپا کند. در آغاز، فراخوانی برای طرح آرامگاه در ۱۸ اسفند ۱۳۳۳ ه‍.خ در روزنامهٔ آفتاب شرق چاپ شد، اما پس از مدتی برای پیشگیری از هرگونه تداخلِ فعالیت‌های گوناگون و رسیدن به نتیجهٔ مناسب، هرگونه اقدامی متوقف شد. انجمن ملی آثار در مرداد ۱۳۳۴ ه‍.خ به هوشنگ سِیحون و ابُوالْحسن صِدّیقی مأموریت داد تا برای آن پروژه اقدام کنند. سرانجام در تاریخ ۲۸ مرداد ۱۳۳۸ ه‍.خ با انجام مراسم مذهبی و دفن دوبارهٔ استخوان‌های پیکرِ نادرشاه توسط فرج‌الله آقْ‌اِوْلی، رییسِ وقتِ انجمن و دیگر شخصیت‌ها، کار ساخت آرامگاه به‌پایان رسید. آرامگاهِ نادرشاه در ضلعِ شمال‌غربیِ چهارراه شهدا — یا نادری سابق — در مشهد قرار دارد که در فاصلهٔ نزدیکی از حرم امام رضا است.

## خانواده

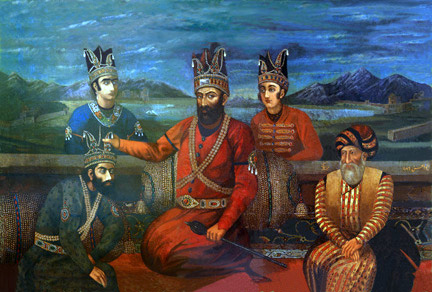
اعطای نشان ولیعهدی رضاقلی میرزا توسط نادرشاه. دو پسر دیگر نادرشاه در پشت سر ایستاده‌اند. اثر ابواحسن ۱۷۷۴ محفوظ در موزهٔ هنرهای زیبای کاخ سعدآباد.

آکسورثی می‌گوید پس از ازدواجِ نادر با دخترِ نخستِ باباعلی بیک در سال ۱۱۲۷ ه‍.ق/۱۷۱۵ م، رضاقلی در ۲۵ جمادیُ‌الْاوّل ۱۱۳۱ ه‍.ق/۱۵ آوریل ۱۷۱۹ م متولد شد. میرزا مهدی خان هم همین تاریخ را برای تولد رضاقلی ذکر می‌کند، اما محمدکاظم سال ۱۱۲۵ ه‍.ق/۱۷۱۳ م را می‌نویسد. ایوری نظر محمدکاظم را درست می‌داند. او به اتهامِ تلاش برای قتلِ پدرش، به‌فرمانِ نادرشاه، کور شد. پس از مرگِ همسرِ اول نادر، او با خواهرِ همسرش ازدواج می‌کند و از او دارای دو پسرِ دیگر به نام‌های مرتضی‌قلی و امامقلی می‌شود. مرتضی‌قلی پس از فتح قندهار، نصرالله نامیده شد. محمدکاظم تاریخِ تولدِ نصرالله را ۱۱۲۸ ه‍.ق/۱۷۱۵ م ذکر می‌کند. ایوری می‌گوید پدر شدنِ نادر در سن پانزده یا شانزده سالگی در ایرانِ آن روزگار چندان عجیب نبوده است، به‌ویژه اینکه نیاز به پسر شجاعی بوده باشد. دیگر فرزندانِ نادرشاه، دو پسر به‌نام‌های چنگیزخان و جهدالله خان بودند. همهٔ پسرانِ نادرشاه پس از قتلش، به‌دستورِ علیقلی کشته شدند؛ چنگیزخان و جهدالله خان در این هنگام سه ساله و شیرخوار بودند. افزون‌بر پسرانِ نادرشاه، دوازده نوهٔ او شامل چهار پسرِ رضاقلی و هشت پسرِ نصرالله نیز اعدام شدند؛ حتی پس از مرگِ نصرالله، پسری از او متولد شد که او نیز در همان شیرخوارگی کشته شد.

## جانشینان
رنج و دردِ ایران با مرگِ نادرشاه پایان نیافت. پنجاه سال پس از مرگِ او، امپراتوریِ ایران شاهدِ جنگ‌های داخلی بود و بخش‌هاییَش را از دست داد. حکومتِ علی‌قلی میرزا که خود را عادل‌شاه نامید، اندکی بیش از یک سالْ پایدار بود. او به‌دستِ برادرِ کوچک‌ترش، ابراهیم خان، کور و از سلطنت پایین کشیده شد. چندی بعد دیگر مدعیانِ پادشاهی، هر دو را کشتند. هرج‌ومرج ادامه داشت تا سرانجام جمعی از افسران و رجال، شاهرخ، فرزندِ رضاقلی را در شوال ۱۱۶۱ ه‍.ق/۱۷۴۸ م به تخت نشاندند. چندی بعد او هم کور و از سلطنت خلع شد؛ اما مجدداً پس از اندکی او را به شاهی گزیدند و او تا پایانِ عمر در سال ۱۲۱۰ ه‍.ق/۱۷۹۶ م نزدیک به پنجاه سال، تحتِ حکومتِ احمدشاه دُرّانی بر تخت بود. ایراکْلی، امیرِ قفقاز که از سوی نادرشاه حمایت می‌شد، گرجستان را به‌عنوان کشوری مستقل از ایران جدا ساخت. چند سال پس از مرگِ نادرشاه، گروه‌های مختلفِ سپاهش با اقوامی که او به خراسان کوچانده بود، به زادگاهِ خویش بازگشتند. طایفهٔ زند نیز به لرستان بازگشت که خاستگاه‌شان بود. کریم‌خان زند، از بزرگانِ طایفه بر مناطقِ غربِ ایران بزرگی یافت و در فاصلهٔ سال‌های ۱۱۹۳–۱۱۷۹ ه‍.ق/۱۷۷۹–۱۷۶۵ م نزدیک به چهارده سال در آرامش و صلح حکومت کرد.

## مشروعیت
بحرانِ مشروعیتِ سلطنتی به‌معنای سنتی تنها مشکلی نبود که نادرشاه با آن روبه‌رو شد. در اواسط سدهٔ هجدهم میلادی، برای حاکمِ ایران تنها کافی بود که از فاتحانِ سرزمین‌های بزرگ در گذشتهٔ آسیای میانه تقلید کند. اکنون گروهِ جدیدی از دشمنان به‌چشم می‌خورد: قدرت‌های رو به رشدِ اروپایی که رقابتِ جهانی‌شان برای بازارها به‌مانند رقابت‌شان برای کسبِ قدرتِ اقتصادی و نظامی، فراتر از چشم‌اندازهای چنگیز و تیمور بود. در چنین چارچوبی، نادرشاه صرفاً با الگوبرداری از مدل‌های قبلی نمی‌توانست موفق شود.

### ازدواج‌های سلطنتی
نادرشاه اگرچه خودش را به‌عنوان جنگجویی بزرگ و پیروز نشان داد، بااین‌حال این موضوع برای دستیابی به مشروعیت برای رسیدن به تختِ سلطنت کافی نبود. تیمور و نادر علی‌رغم ادعاهاشان مبنی بر حقِّ حاکمیت به‌عنوان مردانِ خودساخته، برای تقویتِ مشروعیتِ فرزندان‌شان به‌دنبال ارتباط با سلسله‌های مستقر بودند. همان‌گونه که تیمور روابطِ زناشوییِ خود را میان فرزندانش و شاخه‌های مختلفِ خاندانِ سلطنتیِ چنگیز برقرار کرده بود، نادر نیز روابطِ مشابهی با سلسلهٔ صفوی برقرار کرد. تیمور با تبدیل شدن به یک گورْکان — به‌معنی «داماد» — از تبارِ چنگیز، پرونده را برای حکومتِ فرزندانش تقویت کرد. استرآبادی در فرهنگ لغتِ تُرکیِ جَغَتاییِ سَنگْلاخ، اصطلاحِ گورکان را با اشاره به تیمور تعریف کرد. نادر با وضعیتِ مشابهی نسبت به صفویان روبه‌رو بود؛ حتی پیش از به سلطنت رسیدنش، پسرش را به ازدواجِ شاهزادهٔ صفوی درآورد و نتیجهٔ ازدواج آنان تولد پسری بود. او از طریقِ نوه‌اش، شاهرخ بود که توانست رابطهٔ «دامادی» با آنان برقرار کند. شاهرخ نادرشاه را هم از طریق تبارش به صفوی و هم به‌عنوان هم‌نامِ پسرِ تیمور، به تیمور پیوند داد، ازاین‌رو نادرشاه سکه‌هایی را به‌افتخارِ شاهرخ در هرات ضرب کرد. شاه سلطان حسین این نوهٔ تازه را به صفِ طولانیِ پادشاهان متصل کرد که توسط بسیاری از مدافعانِ ایمان متمایز بودند. مروی در گزارش خودش از این تولد، با یاد کردن از نادرشاه با عنوانِ «صاحبقَران»، یادِ تیمور را زنده کرد.

### پیروی از تیمور
با توجه به فقدانِ کاملِ مشروعیتِ سلطنتی برای نادر، او مجبور شد چنین ادعا کند که حقِّ حکومتش مستقیماً به فَرَهْمَندیِ شخصی و موفقیتِ نظامیش متکی است. نادرشاه برای تقویتِ این استدلال، سعی کرد خود را با خاطرهٔ فاتحانِ بزرگِ آسیای میانه، به‌ویژه چنگیز و تیمور پیوند دهد. سنتِ عشایریِ آسیای میانه مدت‌ها بود رهبرانِ خودساخته‌ای را بزرگ می‌داشتند که با شایستگی و لطفِ الهی از خاستگاهی پَست به جایگاهِ عظمت و بزرگی رسیده بودند؛ و تاریخ‌های معاصرِ فارسیِ نادرشاه، او را در امتدادِ آنان نشان می‌دادند. مروی، یکی از تاریخ‌نگارانِ اصلیِ عصرِ نادرشاه، وی را چنان نشان داد که به‌خاطر مهارتش در شکار در کودکی، از سوی هم‌بازیانش به‌عنوان فرمانده انتخاب شده است؛ و استرآبادی نیز باوجود خاستگاهِ پایینِ نادرشاه، از وی به‌عنوان گزینهٔ خدا برای حکمرانی دفاع کرد. این تلاش برای پاک کردنِ لکهٔ پیشینهٔ غیرسلطنتیِ نادرشاه، او را نه تنها از راهِ تبار، بلکه با مهارت‌های مشترک به تیمور و چنگیز گره زد؛ و این بدان معناست که قدرتِ رزمی، به‌تنهایی او را شایستهٔ آن می‌کند تا به‌عنوان وارثِ واقعیِ این جنگجویانِ افسانه‌ای شناخته شود. نادر مقامِ خود را از آنان الگو گرفت. استراتژیِ جنگِ جسورانه‌اش شباهتِ زیادی به سبک‌های رزمیِ آنان داشت. او تلاش کرد تا از آنان در وسعتِ دیدِ نظامیِ خود تقلید کند. نادرشاه به‌خاطر تاکتیک‌های خشن در جنگ نیز شهرت یافت که یادآورِ چگونگیِ ظلمِ آنان در دورانِ خویش است.
کلات، به‌طور ویژه قسمتِ اصلیِ تلاشِ نادرشاه برای پیوند دادنِ خود با خاطرهٔ تیمور بود. به عنوان مثال، نادر در سال‌های آخر عمر خود دستور حجاری کتیبه نادری بر مدخل دربند ارغون شاه را داد و در این کتیبه، نادر نسب خود را به تیمور می‌رساند.
او در بسیاری از جنبه‌های تلاشش برای توجیهِ خود به‌عنوان حاکمِ قانونی از سلفِ خود الگو گرفت. رویکردِ نادرشاه به امورِ نظامی شباهتِ بسیاری به سبکِ نبردِ تیمور داشت. نادرشاه هنگام تلاش برای دستیابی به دیگر خاستگاه‌های دودمانیِ مشروعیت، از تاکتیک‌های دیپلماتیکِ تیمور تقلید کرد. نادر و تیمور در نامه‌هایی که برای حاکمانِ مسلمانِ همسایه ارسال کردند، ابراز تمایل کردند که همهٔ دارُالْاسلام را در چارچوبِ سیاسیِ بزرگ‌تری متحد کنند.
همراه با ارتقای مقام، وسواس فزایندهٔ نادرشاه نسبت به تیمور شدت می‌گرفت. او بناهای عهد تیموریِ هرات را بازسازی کرده بود. او حتی سنگِ قبرِ تیمور را به آرامگاهِ خود منتقل کرد، اگرچه بعداً آن را دوباره به سَمَرقَند فرستاد. تلاشِ نادرشاه برای پیروی از راهِ تیمور برای مشروعیت‌بخشی به خود، توسط شرح‌حال‌نویسانِ معاصرش مورد توجه قرار گرفته است؛ اگرچه زمینه‌های تاریخیِ مختلفِ فعالیت این دو رهبر، اثرگذاریِ اقداماتِ مشابه‌شان را کاملاً متفاوت می‌کرد. یک تفاوتِ آشکار، در چگونگیِ رویارویی‌شان با سیستم‌های مشروعیتِ موجود است. تیمور فقط مدت کوتاهی پیش از مرگش، عنوان مغولی و چنگیزیِ «ایلْخان» را حفظ کرد و هرگز به خود اجازه نداد عنوان دیگری غیر از «امیر» بدو داده شود، و بحثِ اساسی دربارهٔ مشروعیت را به جانشینانِ خویش سپرد. در مقابل، نادرشاه در مراسمی که در آن پادشاه اعلام شد، به‌طور رسمی در دشتِ مُغان جایگزینِ صفوی شد، و این باعثِ عدم اطمینانِ طولانی‌مدت در ایران دربارهٔ چگونگیِ تعریفِ حاکمیتِ قانونی بود که تا هنگامِ استقرارِ قاجار ادامه داشت. گرچه نادرشاه به‌عنوان یک رهبرِ نظامی صادقانه از تیمور پیروی می‌کرد، اما به دو دلیل او و اَخلافَش از ثمرهٔ تلاش‌هایش لذت نبردند. نادر فرماندهی مؤثر اما پادشاهی ضعیف بود. افزون‌بر این، در طی سه سده از زمانِ تیمور تغییرات زیادی رخ داده بود که دیگر تکنیک‌های سنتیِ فتحِ سرزمین برای حفظِ قدرت کافی نبود. به‌نظر می‌رسد جنگ‌هایش علیه عثمانی، مغول‌ها و حاکمانِ مختلفِ آسیای میانه مستقیماً از کارِ تیمور الهام گرفته شده است. این امر به‌ویژه در حمله‌اش به هند صادق بود. تیمور و نادرشاه بدون توجیهِ ایدئولوژیکِ قابل‌توجهی به آنجا رفتند و به نیروهاشان اجازه دادند تا غارت و تخریبِ بسیار کنند. هردو حمله با غارتِ دهلی به اوج رسید که نتایج‌شان به‌طور مشابهی سخت و ناگوار بود. مقام هردو با تمرکزِ متناوب بر فتوحات در شرق و غرب روشن شده است. به‌عنوان مثال تیمور پیش از قصدِ حمله به ماوَراءُالنَّهر و رفتن به‌دنبال رقبایش در سرزمین‌های آسیای میانه، در نبردِ آنکارا در سال ۸۰۴ ه‍.ق/۱۴۰۲ م عثمانی را تازه شکست داده بود. نادرشاه مجبور شد مرزِ خود را با عثمانی درست قبل از حمله به هند تثبیت کند و در بازگشت از هند، از مسیرش منحرف شد تا خودش به آسیای میانه حمله کند. در هردو مورد، هر کارزارِ جدید فقط مرحلهٔ دیگری از کارهایی بود که عملاً به‌عنوان جنگ‌های فتحِ مستمر تعبیر می‌شد. نادر تصرفِ سلطنتِ خود را با استفادهٔ خلاقانه از مفهومِ قورولْتای توجیه کرد. تیمور در طول زندگیِ حرفه‌ایش چندین بار چنین جلساتی را ترتیب داده بود که از مهم‌ترین‌شان می‌توان به کنگره‌ای اشاره کرد که وی در پاییز ۸۰۷ ه‍.ق/۱۴۰۴ م برای بحث دربارهٔ حملهٔ احتمالی به چین برپا کرد. در مورد نادر، نکتهٔ اصلی به‌اصطلاح قورولتای وی در مغان، توجیهِ تصرفِ سلطنت به طریقی بود که کاملاً از سابقهٔ صفوی خارج شد، و با استفاده از یک «سنت ابداع‌شده» تصورش را از پادشاهیِ ایران مطابق با روشِ سنتیِ سرزمینی برای تأییدِ مشروعیتِ یک حاکم به نمایش می‌گذارد.

### تبار ترکمان
پیروزیِ نادرشاه در هند، سبب «پیدایش سنتی» حیرت‌انگیز شد؛ نادرشاه اکنون به‌عنوان رییسِ اُمَّتِ اسلامی تازه «متحدشده» و خاندانی از سلسله‌ای از نژاد ترک–مغول — که دارای روابط خانوادگی از طریق ازدواج با او و خانواده‌اش شدند — معرفی شد. توصیف مروی از ازدواجِ نصرالله میرزا با شاهزادهٔ مغول، تنها فرصتی بود تا وی دربارهٔ مفهومِ «تبارِ ترکمانِ» نادرشاه بحث کند. به‌گزارشِ مروی نادرشاه اعلام کرد، «از آنجا که تبارِ والای نایب‌السّلطنه [نادر] ترکمان است و پادشاهِ [مغول]، که سرچشمهٔ سخنوری و ادب است، نیز ترکمان است، هیچ‌گونه جدایی یا اختلافی میان‌شان دیده نمی‌شود؛ به‌ویژه در این مواقع که روابط تجدید، و وحدت عملی شده است، هدفی که مبارزاتِ ما در اینجا انجام می‌دهد برای همیشه ثابت خواهد ماند.» اگرچه وابستگیِ قومیِ غیرقابل انکاری میان تیمور و ترکمانان مانند اعضای ایلِ افشار وجود داشت، اما چنین ادعای قویِ خویشاوندی حتی ابداعِ سنتیِ بزرگ‌تر از روابطِ ایجادشده میان نادرشاه و عثمانی بود. حتی مورخی مانند مروی — که نادرشاه را حاکمی با مشروعیت یکسانی با نوه‌اش شاهرخ نمی‌دانست — توصیف کرد که نادرشاه چگونه این اختراعِ سنت را در هند ترویج داد.
نادرشاه و تیمور هردو با برنامه‌های بزرگ و چشم‌اندازِ دیپلماتیک به سراغِ حاکمانِ همسایه رفتند. در دههٔ ۷۹۰ ه‍.ق/۱۳۹۰ م، تیمور در نامه‌ای به سلطانِ عثمانی بایَزیدِ اول اظهار داشت که از آنجا که او و عثمانی، میراث‌دارِ جناح چپ و راست از قلمروهای مغولِ قدیمی پسر چنگیز، جوجی بودند، آنان باید از این موضوع به‌عنوان راهی برای تقسیم جهان در اتحاد علیه نیروهای اروپایی و نیز علیه خانِ اردوی زَرّین، توقْتَمِش — که تیمور در آن زمان با او در جنگ بود — استفاده کنند. نادرشاه نیز در نامه‌هایش به پادشاهانِ مغول و عثمانی، با توسل به اصل و نسبِ مشترکش با این حُکّام به‌عنوان پایه‌ای برای نظمِ سیاسیِ جدید در جهانِ اسلام، به یک سنت «خیالی» متوسل شد. هدفِ تیمور تثبیتِ امپراتوریِ اسلامی مبتنی بر چگونگیِ سازماندهیِ قلمرو چنگیز بود. نادرشاه نیز به‌دنبال تأسیسِ امپراتوری بود، اما امپراتوری مبتنی بر این بود که چگونه می‌توان حاکمانِ معاصرِ هند، ایران، آسیای میانه و عثمانی را مشروع دانست؛ زیرا هر کدام نمایندهٔ ایلی بودند که یک جانشینیِ مغولِ ترکمان یا تیموریِ مشروع در مناطقِ خاصی از جهانِ اسلام را تشکیل داده بودند. نادرشاه در مذاکراتِ مختلفِ دیپلماتیک با عثمانی و مغول، به جلوه‌های معاصرِ میراثِ تیمور استناد کرد. پس از فتحِ هند، نادرشاه بسیار توجه کرد تا امپراتورِ مغول را به‌خاطر تبارِ تیموریش به‌عنوان حاکمِ قانونیِ هند به رسمیت بشناسد. هنگامی که او در اوایل دههٔ ۱۱۵۰ ه‍.ق/۱۷۴۰ م مجدداً مذاکرات دیپلماتیکش را با عثمانی آغاز کرد، شروع به ادعا کرد که از آنجا که هر دو منطقهٔ عراقِ عَجَم و عرب به تیمور تعلق داشتند، اکنون به او تعلق دارند زیرا او به‌خاطر پیروزی‌های سپاهِ خود، اکنون به‌عنوان جانشینِ تیمور شناخته شده است. رویکردِ نادرشاه به روابطِ بین‌الملل دستاوردِ تیمور را به اثبات رسانده بود و به روش‌های مختلفی به‌ویژه در دورهٔ پس از حمله به هند، به میراثِ تیمور نزدیک شد.

### جنگاوری و شخصیت و مذهب
پیروزی در نبردهای بیشتر، می‌توانست نگرانی‌های مربوط به جانشینیِ صفویان را کاهش دهد؛ ازاین‌رو نادر به‌عنوان نایب‌السّلطنهٔ عباس سوم، تحت فشارِ شدید قرار گرفت تا مشروعیتش را به‌عنوان فرماندهی پیروز در نبردها با عثمانی تثبیت کند. موفقیتِ نادرشاه در حملهٔ هند سبب شد تا او ادعاهایی بزرگ در نجف دربارهٔ مشروعیتِ سیاسیِ خویش مطرح کند. سُوَیْدی گزارش داد که او اعلام کرد «افغانستان، ترکستان و همهٔ مردم ایران تسلیمِ او شدند…، و وی محمدشاه [شاهنشاه مغول] را به‌عنوان نایبِ خود قرار داد. ازاین‌رو، [نادر] خود را شاهنشاه (پادشاه پادشاهان) خواند.» سویدی به شرحِ تاریخ‌نگاریِ درباریِ نادرشاه اشاره، و دربارهٔ چگونگیِ اعطای مقامِ «داماد» به وی به‌واسطهٔ ازدواجِ نادرشاه با چندین خانوادهٔ حکومتی مهم، بحث و خاطرنشان کرد که شاه ادعای سرزمین‌های عراقی را دارد که متعلق به تیمور بود. دفاع از حاکمی مانند نادرشاه صرفاً برپایهٔ پیروزی‌ها و استعدادِ جنگیَش، رویکردی نبود که فیلسوفانِ سیاسیِ مسلمانِ پیشامدرن از آن استقبال کنند. مدت‌ها بود که دانشمندان این نوع دولت را به‌عنوان «امارتِ اِستیلا» توصیف می‌کردند؛ عبارتی که به‌عنوان «حکومت توسط شخصی که صرفِ کنترلِ یک سرزمین، حاکمیتِ او را قانونی می‌کرد» تعریف می‌شد. این ایده هرگز توسط نظریه‌پردازانِ سیاسیِ مسلمان به‌عنوان پایه‌ای مطلوب برای مشروعیتِ بی هیچ‌گونه حمایتِ مذهبی یا دودمانیِ مشخص دیده نشده است. تلاشِ نادر برای تأمینِ جایگاهش در پادشاهیِ ایران با تداومِ احساساتِ طرفدارِ صفویه در داخل و خارج از کشور شکل گرفت. استرآبادی احساس کرد که مجبور است اقداماتِ نادر را با این استدلال توجیه کند که نادرشاه تختِ سلطنت را تنها پس از آنکه صفویان واقعاً شایستگیِ آن را از دست داده بودند و حکومت باید تنها برپایهٔ قدرتِ نظامی باشد. هدفِ عثمانی برقراریِ رابطه با نادرشاه تا حد امکان و برپایهٔ آن‌گونه رابطه‌ای بود که آنان با صفویه داشته‌اند. توجهِ جدی به پیشنهادهای نوآورانهٔ نادرشاه باعث می‌شد که آنان بیش از حد در این رابطهٔ برقرارشده تجدید نظر کنند، بنابراین وی را وادار به پذیرش توافقنامه‌ای کردند که بیشتر شامل بازگشت به عهدنامهٔ زَهاب بود. تلاش نادرشاه برای ایجادِ مشروعیت از نظرِ خودش با مرگِ وی به‌دست گروهی از اطرافیانِ نزدیکش قطع شد. افزون‌بر تلاش‌های نادرشاه برای پیوند با گذشته از راه پیوند نسبیَش با سایر سلسله‌ها، از اواسط ۱۱۴۶ ه‍.ق/اوایل ۱۷۳۴ م نیز گزارش‌هایی مبنی بر تغییرِ سیاستِ مذهبیِ وی وجود داشت، و آن هنگامی بود که گزارش شد نادرشاه پیامی را به عثمانی ارسال کرده که دستور می‌دهد نام چهار خلیفهٔ اول در خطبه خوانده می‌شوند و عبارتِ «علیٌ ولیُّ الله» برداشته شده است.
گمراه‌کننده خواهد بود اگر بخشِ عمده‌ای از توسعهٔ سیستم‌های مشروعیت و روابطِ بین‌الملل در ایران و جهانِ اسلامِ پس از نادرشاه، به دورهٔ کوتاهِ آشفته و ناآرامِ سلطنتِ نادرشاه نسبت داده شود. سختگیری و بیرحمیش، همراه با ماهیتِ تصادفیِ برنامه‌هایش برای تغییر، به شکستِ حتمیِ رؤیاها و نقشه‌هایش کمک کرد. بااین‌حال، واکنش‌های خارجی و داخلی نسبت به تلاش‌های او برای نوآوری در حوزه‌های مختلف نشان می‌دهد که نادرشاه تأثیرِ مهمی در تحولِ سیاست، فراتر از مقامِ خود به‌عنوان چهرهٔ افسانه‌ای و اسطوره‌ایِ تاریخِ ایران داشته است. پایداریِ مفادِ معاهدهٔ کردان که وی در سال ۱۱۵۹ ه‍.ق/۱۷۴۶ م با عثمانی امضا کرد، همراه با افزایشِ بیگانگی میان روحانیت و سلطنت که به‌طور عمده نتیجهٔ اتفاقات در دورهٔ سلطنتِ وی است، هردو نقشِ مهمی در توسعه‌های بعدیِ سیاسی و مذهبی در آغازِ دورهٔ ایرانِ مدرن داشتند.

## مناسبات با حاکمان محلی

### قفقاز جنوبی
چشم‌اندازِ سیاسیِ قفقازِ جنوبی پس از سقوطِ صفویه به‌طور قابل‌توجهی تغییر کرد. لشکرکشیِ روس‌ها و اشغالِ عثمانی، هرچند کوتاه بود، نظامی را که یک سده از زمان ایجادش توسط شاه عباس یکم دوام آورده بود، درهم شکسته بود. فرمانروایان گرجستان، مانند خان‌ها، بیگ‌ها و سلطان‌های قفقاز جنوبی، پایگاه‌های قدرتمندِ محلی را شکل داده بودند. بعضی از آنان برای تحققِ اهداف‌شان با روس‌ها، ایرانی‌ها و عثمانی همکاری کرده بودند. این الگو در ادامهٔ سدهٔ هجدهم میلادی تکرار شد و در هنگام دورِ نخستِ جنگ‌های روسیه و ایران ادامه یافت. تلاشِ نادرشاه برای بازگرداندنِ نظم مرکزی در دورانِ حکومتِ کوتاهش در بعضی مناطق موفقیت‌آمیز بود، اما در بعضی مناطق با مقاومت روبه‌رو شد. درهمین‌حال، پس از مرگِ امپراتریس آنا، روسیه علاقه‌اش به قفقاز جنوبی را از دست داده بود. ملکه الیزابِت درگیرِ جنگِ جانشینیِ اتریش و جنگِ هفت‌ساله شد و هرج‌ومرجِ داخلیِ آینده را در ایران نادیده گرفت. نادرشاه تلاش کرد تا ساختارِ اداریِ سه بیگلربیگیِ سابقِ صفوی را احیا کند. وی خانواده‌های حاکمِ بعضی مناطق را حفظ کرد، اما فرماندهانِ وفادارِ خود را جایگزینِ بعضی دیگر کرد. بااین‌حال، مردمِ محلی همیشه از گزینه‌های نادرشاه — که موجب بروزِ تعدادی از شورش‌ها شد — استقبال نکردند. قتلِ غیرمنتظرهٔ نادرشاه در ۱۷۴۷ م، تمامِ آن چیزی بود که برای پرتابِ ایران به آنچه که بعضی از تاریخ‌نگاران به‌عنوان یک دورهٔ پنجاه‌سالهٔ هرج‌ومرجِ داخلی توصیف می‌کنند، لازم بود. سرانِ قبایلِ مختلفِ قفقازِ جنوبی از این آشوب در ایران استفاده کردند تا قدرتِ خویش را مستحکم کنند. میان سال‌های ۱۷۶۳ تا ۱۷۸۵ م، افزون‌بر پادشاهیِ کارتلی–کاختی، حدودِ بیست خان و سلطان، نواحیِ بزرگ یا کوچک را به‌عنوان حوزه‌های خود ادعا کرده بودند.

#### گرجستان و گنجه
در گرجستان، نادر پس از بازگشت به تِفلیس در ۱۷۳۵ م، از سوی تعدادی از امیرانِ گُرجی — که یکی از آنان را والیِ گرجستان نامید — مورد استقبال قرار گرفت. درخواست‌های نقدی و غَلّاتِ نادرشاه در خلالِ لشکرکشی به داغِستان و لشکرکشی‌اش در سال ۱۷۴۳ م علیه عثمانی، منجر به شورش شد. در سال ۱۷۴۴ م، نادرشاه تصمیم گرفت از تهمورث دوم، از خانوادهٔ سلطنتیِ باگْراتیونی، به‌عنوان پادشاهِ کارْتْلی نام بَرَد، درحالی‌که پسر تهمورث، ایراکْلیِ دوم، به‌عنوان حاکم کاخِتی انتخاب شد. پدر و پسر هر دو نه تنها وفاداری‌شان را نشان داده بودند، بلکه خدماتِ بزرگی نیز به پادشاهِ ایران انجام داده بودند. تهمورث از نادرشاه در لشکرکشی‌اش به‌سمت تفلیس پشتیبانی، و ایراکلی یک گروهِ گرجی را در لشکرکشیِ هند رهبری کرده بود. پدر و پسر هر دو در مهارِ شورشِ ۱۷۴۳ م شرکت داشتند.
صفویان بیگْلَربِیْگیِ قَرَه‌باغ را — که شاملِ گَنجه نیز بود — به قبیلهٔ زیاداُوغلو قاجار سپرده بودند. نادر پس از بیرون راندنِ عثمانی‌ها در سال ۱۷۳۵ م، اوغورلوخان زیاداوغلو قاجار را به‌عنوان «خان» تأیید کرد؛ بااین‌حال، پس از اطلاع از اینکه اوغورلوخان تنها خانی بوده که از نامزدیش برای پادشاهی در شورای مغان حمایت نکرده است، تصمیم گرفت با تقسیمِ بیگلربیگیِ قره‌باغ، قدرتِ این قبیله را کاهش دهد. وی ناحیهٔ زانْگِزور را به بیگلربیگیِ تبریز تحویل داد و استقلالِ پنج منطقهٔ ارمنستان را مجدداً تأیید کرد. افزون‌بر این، نادرشاه مناطق بورچالی، قَزاق و شمس‌الدّین را به تهمورثِ دوم، پادشاه کارتلی داد؛ بنابراین، قدرتِ اوغورلوخان تنها به شهرِ گنجه و منطقهٔ اطرافش منتهی شد. در تابستان سال ۱۷۳۷ م، ابراهیم‌خان، برادرِ نادرشاه، در جریانِ مبارزه‌های نادر در افغانستان و هند، به‌عنوان بیگلربیگیِ موقتِ آذربایجان و قفقازِ جنوبی لقب گرفت. ابراهیم‌خان برای مطیع کردنِ قبایلِ داغستانی — که به حمله به گنجه و گرجستان ادامه می‌دادند — از اوغورلوخان و تهمورث دوم خواست تا در لشکرکشیِ تنبیهی علیه داغستان به وی ملحق شوند. شاه‌وِردی‌خان زیاداوغلو، پسر اوغورلوخان، در سال ۱۷۴۰ م جانشین پدر شد، اما حمایتش از سام میرزا — مدعیِ تاج‌وتختِ ایران — وی را مجبور کرد در سال ۱۷۴۳ م به کارتلی فرار کند و به تهمورث دوم پناهنده شود. سپس نادرشاه توپچی‌باشیِ خود، حاجی‌خان را به‌عنوان حاکمِ گنجه منصوب کرد. به‌دنبال قتلِ نادرشاه در سال ۱۷۴۷ م، شاهوردی‌خان با کمک تهمورث و ایراکلی دوم به گنجه بازگشت و حاجی‌خان را از بین بُرد.
در سال ۱۷۳۳، باکو توسط پزشک لوان لرخ، کارمند سفارت روسیه بازدید شد، او میدان‌های نفتی شهر را تشریح کرد. در سال ۱۷۳۰، اوضاع برای روس‌ها بدتر شده بود زیرا موفقیت‌های نادرشاه در شیروان، روس‌ها را مجبور کرد در ۱۰ مارس ۱۷۳۵ در نزدیکی گنجه توافق کنند و شهر و سایر مناطق فتح شده در قفقاز را به ایران بازگردانند.

#### شکی، باکو، شیروان، قره‌باغ و ایروان
در شَکّی پس از آنکه نادرشاه عثمانی‌ها را از قفقازِ جنوبی بیرون راند، ابتدا علیمردان خان و سپس نجف‌قلی خان را به ولایتِ شکی منصوب کرد. بااین‌حال، سوءمدیریتِ منصوبانِ نادر در شکّی در سال ۱۷۴۳ م، منجر به شورشی به‌رهبری حاجی چَلَبی شد. شورشیان، نجف‌قلی را کشتند و حاجی چلبی را خانِ خود نامیدند. گرچه نادرشاه حاکمِ محلیِ دیگری به‌نام جعفر را به‌عنوان خان شناخت، اما تلاش‌هایش برای بیرون راندنِ حاجی چلبی از دژِ وی بی‌نتیجه ماند.
در باکو در خلالِ لشکرکشیِ پِترِ یکم، درگاه‌قلی‌بیگ تسلیمِ روسیه شد و تا سال ۱۷۳۰ م — هنگامی‌که وی به‌خاطر همکاری با ایران توسط فرماندهِ روس برکنار شد — مسئولیتِ سلطنتِ قبیله‌ای را بر عهده داشت. پس از آن، وی به‌عنوان یکی از فرماندهانِ نادر به وی پیوست و پس از خروجِ روس‌ها، به حکومتِ باکو بازگردانده شد. وی در سال ۱۷۳۹ م در جریانِ نبرد ایرانیان در جار و تَله کشته شد. پسرش میرزامحمدخان جانشینِ پدر شد و به‌عنوان یکی از افسرانِ نظامی در خدمتِ نادرشاه بود.
در شیروان معاهدهٔ روس و عثمانی در سال ۱۷۲۴ م، قسمتِ اعظمِ شیروان را به عثمانی‌ها داد. در سال ۱۷۳۴ م، نادر شیروان را بازپس گرفت و محمدمهدی‌خان، زنبورکچی‌باشیِ خود را به‌عنوان بیگلربیگی منصوب کرد. یک سال بعد، بزرگانِ محلی با تشویقِ مُرادعلی‌سلطان اُستاجْلو، حاکمِ دربند، قیام کردند و محمدمهدی‌خان را کشتند. گرچه شفاعتِ محمدقاسم‌بیگ، یکی از افرادِ بانفوذِ شیروان و ایشیک‌باشیِ نادرشاه شیروان را از خشمِ نادرشاه نجات داد، اما نادرشاه در سال ۱۷۳۵ م، تصمیم به انتقالِ ساکنانِ شَمّاخی به شماخیِ جدید یا آقْ‌سو در حدودِ هجده مایلیِ شمالِ رودخانهٔ کُر گرفت. وی سردارخان قِرِقلو را به‌عنوان والی منصوب کرد. اندکی پس از آن، نادرشاه حیدرخان افشار را به حکمرانیِ شیروان و دربند منصوب کرد. در سال ۱۷۴۳ م، جمعیت به‌رهبری سام میرزا، مدعیِ تاج‌وتخت، طغیان و حیدرخان را برکنار کردند.
در قَرَه‌باغ سقوطِ صفویان، بیگلربیگی‌های گنجه–قره‌باغ را به دو منطقهٔ جداگانهٔ تحت سلطهٔ ایلاتِ محلی تقسیم کرد. ایلِ جَوانشیر به‌رهبری پناه‌خان به شهرت رسیدند و به نادرشاه خدمت کردند. وقتی نادرشاه تصمیم گرفت بعضی از ایلاتِ قره‌باغی را — که پایگاهِ قدرتِ ایلِ جوانشیر را تشکیل می‌دادند — را به‌زور به خراسان کوچ دهد، پناه‌خان امتناع کرد و در منطقه‌ای هم‌مرز با شکّی پنهان شد. پسرش ابراهیم‌آقا به‌همراه ایلِ جوانشیر را به‌اجبار به خراسان فرستادند.
در ایرَوان نادرشاه پس از اخراجِ عثمانی‌ها، بار دیگر آن را به حاکمانِ قاجار سپرد و ارامنه و بنای مقدسِ اِچمیادْزین به‌خاطر وفاداری پاداش گرفتند.

## میراث

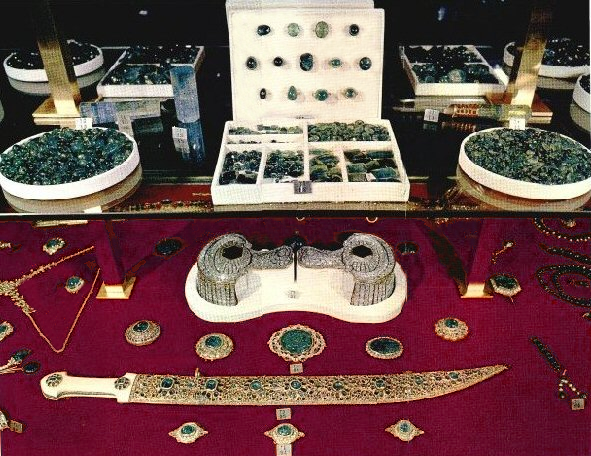
شمشیر جواهرنشان نادرشاه، بخش کوچکی از جواهرات نادر که اکنون قسمتی از جواهرات بانک مرکزی ایران است.

نادرشاه از فرمانروایانی بود که برای آخرین بار ایران را به محدودهٔ طبیعیِ فلاتِ ایران رسانید و با تدارکِ کشتی‌های عظیم جنگی، کوشید تا استیلای حقوقِ تاریخیِ کشور را بر آب‌های شمال و جنوب تثبیت کند. او در سال ۱۱۵۵ ه‍.ق/۱۷۴۲ م، جان اِلتون دریانوردِ بریتانیاییِ مقیمِ سن پترزبورگ را به‌رغم کارشکنیِ روس‌ها و انگلیسی‌ها برای ساختنِ کشتی جنگی به خدمت گرفت. التون در ذیقعدهٔ ۱۱۵۵ ه‍.ق/ژانویهٔ ۱۷۴۳ م با سِمتِ دریاسالاری به ریاستِ کشتی‌سازیِ ایران منصوب و به «جمال بیگ» ملقب شد. با وجود تمام دشواری‌های اجرایی و سیاسی، با حمایت‌های نادرشاه و تلاش‌های التون، نخستین ناوِ ایران مجهز به بیست قبضه توپ به‌نامِ «نادرشاه» در کرانهٔ گیلان به آب انداخته شد. پس از آن به‌فرمانِ نادرشاه، تمام کشتی‌های روسی موظف شدند به پرچمِ ناوِ جدید سلام دهند.

### اقدامات اقتصادی، نظامی و اجتماعی

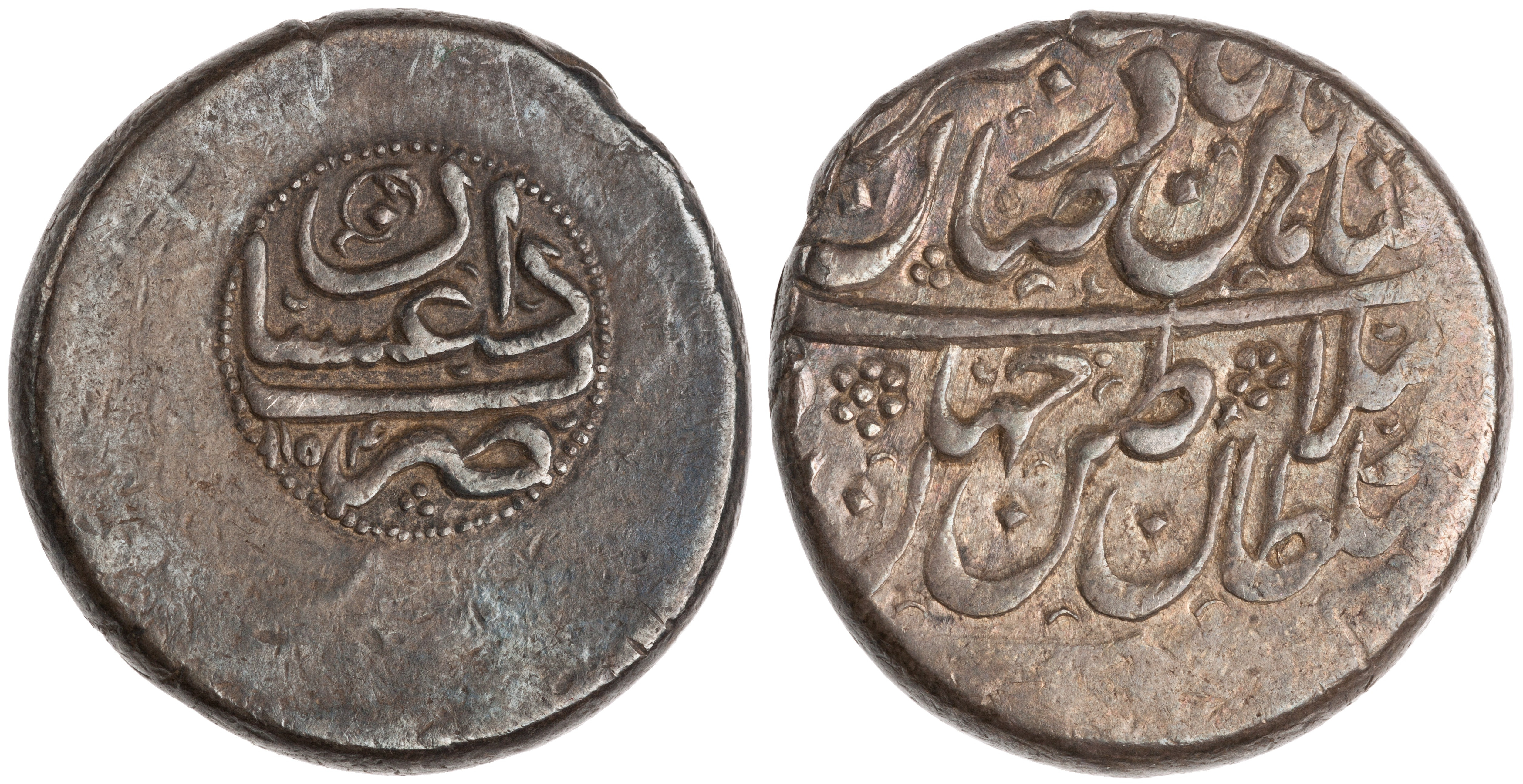
سکه نقره نادرشاه (ضرب داغستان)

نادرشاه به‌عنوان یک استراتژیستْ سرآمد بود و به‌خاطر نجاتِ ایران از تجزیه و سلطهٔ بیگانگان اعتبار دارد. مبارزات وی علیه عثمانی به‌طور غیرمستقیم به سودِ روسیه بود و تحقیری که نسبت به امپراتوری مغول داشت، سقوطِ نهاییِ آن تحت دخالتِ بریتانیا را تسریع کرد. کارِ فتحِ او به موازاتِ تیمور است، و حتی آگاهانه استدلال می‌کند: به‌عنوان مثال، نوهٔ او به پیروی از فرزندِ تیمور، شاهرخ نامیده شد و نادرشاه سنگ قبرِ تیمور را از سمرقند به مشهد برده است. او آزادانه از سیاستِ سنتیِ تبعیدِ جمعیتِ قبیله‌ای — به‌ویژه کردها و افغان‌ها به خراسان — استفاده کرد، اما این کار به جای سازندگی، مُخِلّ بود. وی مزایای تجارت و قدرتِ دریایی را درک کرد و کشتی‌هایی را برای دریای خزر و خلیج فارس خریداری کرد یا ساخت. پیشینهٔ شیعی‌اش و هدایای دوره‌ای‌اش به عبادتگاه‌های شیعه نشان می‌دهد که هدفِ اعلام‌شدهٔ وی از بازگرداندنِ نوعی اسلامِ سنی به ایران، بیشتر جنبهٔ عملی داشت تا باطنی، یعنی تسهیلِ معاهده‌ای با عثمانی و شاید به‌عنوان آمادگی برای یک امپراتوریِ بزرگ‌ترِ اسلامی. شخصیتِ شاهنشاهی و بی‌رحمیش، اطاعت را حتی پس از اضمحلالِ فتوحاتش تضمین می‌کرد. سیاست‌های داخلیِ نادرشاه تغییراتِ عمدهٔ اقتصادی، نظامی و اجتماعی را به‌وجود آورد. وی دستور داد که همهٔ موقوفات به عنوان «رَقَباتِ نادری» در دفترِ مخصوص ثبت شود. به‌خاطر تأسیسِ مذهب جعفری، چهارچوبِ بنیادهای مذهبیِ صفوی به حالتِ تعلیق درآمد، اگرچه درآمدِ آنها منبعِ اصلیِ حمایتِ مالی برای علمای مهم بود. نادرشاه تنها در سالِ پایانیِ سلطنتش، فرمانِ ازسرگیریِ بنیادهای مذهبی را صادر کرد. پس از جلوس بر تختِ سلطنت، خواستارِ حقِّ حاکم برای ضربِ سکه به‌نامِ خود شد. سیاستِ پولیِ وی، سیستمِ پولِ رایجِ ایران را به سیستمِ مغول پیوند داد، زیرا او سکهٔ عباسی دورهٔ صفوی را منسوخ کرد و سکهٔ نقرهٔ نادری ضرب کرد که استانداردِ وزنِ آن با روپیهٔ مغول برابر بود. نادرشاه همچنین به‌جای درآمدهای حاصل از تصرفِ زمین، سعی در افزایشِ حقوقِ ثابت برای سربازان و مقامتِ خود داشت. با ادامهٔ تحولی که در دورهٔ صفوی آغاز شده بود، تعدادِ سربازانی را که مستقیماً تحت فرمانش بودند، افزایش داد، درحالی‌که واحدهای تحتِ فرماندهیِ رهبرانِ استانی و قبیله‌ای از اهمیتِ کمتری برخوردار شدند. سرانجام، او سیاستِ صفویان مبنی بر اسکانِ اجباریِ گروه‌های قبیله‌ای را ادامه و گسترش داد. همه این اصلاحات را می‌توان به‌عنوان تلاش برای مقابله با ضعف‌های موجود در دورهٔ صفوی در نظر گرفت، اما هیچ‌یک از مشکلاتی را که در ابعادِ بزرگ‌تر در اقتصادِ جهانی گره خورده بود، حل نمی‌کند. ایران از افزایشِ سریعِ محبوبیتِ ابریشم هندی در اروپا در طی چند دههٔ اخیرِ حکومتِ صفوی رنج می‌بُرد، تغییری که درآمدِ خارجیِ ایران را به‌طرز چشمگیری کاهش داده و به‌طور غیرمستقیم به تخلیهٔ شمش‌های طلا از خزانهٔ دولت ایران کمک کرد. این بحران به نوبهٔ خود فشارِ بیشتری بر ولایات برای تولیدِ عوایدِ مالیاتی وارد کرد و همین امر سبب شد تا والیانِ ولایات به اقدامات سرکوب‌گرانه بپردازند و شورشِ افغان‌ها را که در وهلهٔ نخست منجر به فروپاشیِ صفویه شده بود، تقویت کنند. اما اثرِ فزایندهٔ برگشتش از سیاست‌های صفوی — مصادرهٔ وی از موقوفاتِ خاصّه و تهدید به براندازیِ دولتِ شیعی، طرفداری از افغان‌ها و ازبک‌های سنی نسبت به افسرانِ اصلیِ شیعهٔ ایرانی و ترکمنِ قزلباش، اقتصادِ درنده و مجازاتِ خودسرانهٔ مقامات — عناصرِ کلیدیِ جامعه را — که نگرش‌ها و انتظارات‌شان تحتِ حکومتِ صفوی شکل گرفته بود — بیگانه کرد.

### سیاست مذهبی
نادرشاه با بازتعریفِ تشیّع به‌عنوان «مذهب جعفری» از اسلامِ سنی و ترویجِ تبارِ مشترکِ ترکمنِ حاکمانِ مسلمانِ معاصر به‌عنوان پایه‌ای برای روابطِ بین‌الملل، اساساً از پیشینهٔ صفوی خارج شد. مشروعیتِ صفوی بستگی به ارتباط نزدیکِ این سلسله با شیعهٔ دوازده‌امامی به‌عنوان یک عقیده و سنّتِ قائم به خود و مستقل از فقه اسلامی و نیز تبارِ ادعاییِ صفویان از امام هفتم، موسی کاظم داشت. دیدگاهِ نادرشاه دربارهٔ تشیعِ دوازده امامی به‌عنوان یک مکتبِ صرفِ حقوقی در جامعهٔ بزرگ‌تر مسلمان — اُمَّت — بر کلِ ساختارِ پیچیدهٔ مؤسساتِ حقوقیِ شیعه تفسیر شد، زیرا هدفِ اصلیِ وی محدود کردنِ پتانسیلِ درگیریِ سنی و شیعه برای دخالت در رؤیاهای ساختِ امپراتوری‌اش بود. همچنین به‌نظر می‌رسد که پیشنهادِ مذهب جعفری به‌عنوان ابزاری برای هموارسازیِ روابطِ بین ارکانِ سنی و شیعهٔ سپاهِ خود است. افزون‌براین، این پیشنهاد دارای پیامدهای اقتصادی بود، زیرا کنترلِ کاروانِ حج، به شاه اجازهٔ دسترسی به درآمدِ حاصل از تجارتِ حَجِّ تَمَتُّع را می‌داد. تمرکزِ نادرشاه بر روی تبارِ ترکمن نیز، به همین ترتیب طراحی شد تا چارچوبِ سیاسیِ گسترده‌ای ایجاد کند که بتواند او را نزدیک‌تر از پیشینیانِ صفویش، هم با عثمانی‌ها و هم با مغول‌ها مرتبط کند. میرزا مهدی استرآبادی هنگام توصیفِ تاج‌گذاریِ نادرشاه، گردآوریِ یک مجلس در دشت مغان را بازخوانیِ عرفِ انجمن‌های مغولی و تیموری می‌داند که به‌طور دوره‌ای برای انتخابِ خان‌های جدید تشکیل جلسه می‌دادند. در اسنادِ رسمیِ مختلف، نادرشاه یادآوری می‌کند که چگونه او، عثمانی‌ها، ازبک‌ها و مغول‌ها میراثِ مشترکِ ترکمن را به اشتراک گذاشتند. این مفهوم برای او، به‌طور گسترده‌تر، سرچشمهٔ اسطوره‌های سلسله‌های ترکمنِ آناتولی در سدهٔ پانزدهم میلادی بود. بااین‌حال، از آنجا که او امپراتور مغول را یک حاکمِ «ترکمن» خطاب کرده بود، نادرشاه به‌طور ضمنی کلمهٔ «ترکمن» را نه تنها به فرزندانِ بیست و چهار قبیلهٔ غُز، بلکه به فرزندانِ تیمور نیز تعمیم داد.
مفاهیمِ جدیدِ نادرشاه دربارهٔ مذهب جعفری و تبارِ مشترکِ ترکمن، عمدتاً به عثمانی‌ها و مغول‌ها معطوف شده است. او ممکن است نیاز به اتحادِ اجزای متمایزِ امت را علیه قدرتِ درحال گسترشِ اروپا در آن زمان درک کرده باشد، اما نظرش دربارهٔ وحدتِ مسلمانان از مفاهیمِ بعدی دربارهٔ آن متفاوت بوده است؛ اما هر دو ایده، اهمیتِ داخلیِ کمتری داشتند. روی سکه‌ها و مُهرها و در اسنادی که به کارگزارانش صادر شده بود، نادرشاه در ادعای مشروعیتش محافظه‌کارتر بود. به‌عنوان مثال، در دوبیتی بر روی یکی از مهرهای رسمیش، تنها بر احیای ثبات متمرکز شده است: «بسم الله/ نگین دولتِ دین رفته بود چون از جا/ به نامِ نادرِ ایران قرار داد خدا». در اعلامیه‌ای که بلافاصله پس از تاج‌گذاری به علمای اصفهان فرستاده شد، مذهب جعفری به‌عنوان چیزی بیش از تلاشی برای برقراریِ صلح میان اهل سنت و شیعیان به‌تصویر کشیده شده است. در این سند توضیح داده شده است که: «علی بن ابی‌طالب همچنان به‌عنوان محبوبِ خاصِّ خدا مورد ستایش قرار خواهد گرفت، هرچند که زین‌پس، عبارتِ شیعیِ «علیٌ وَلیُّ الله» ممنوع خواهد بود.» برخلاف نامه‌های شاه به حاکمانِ خارجی، این اعلامیه حتی از صفویان نیز یاد نکرده است.

## ویژگی‌های جسمانی و شخصیتی

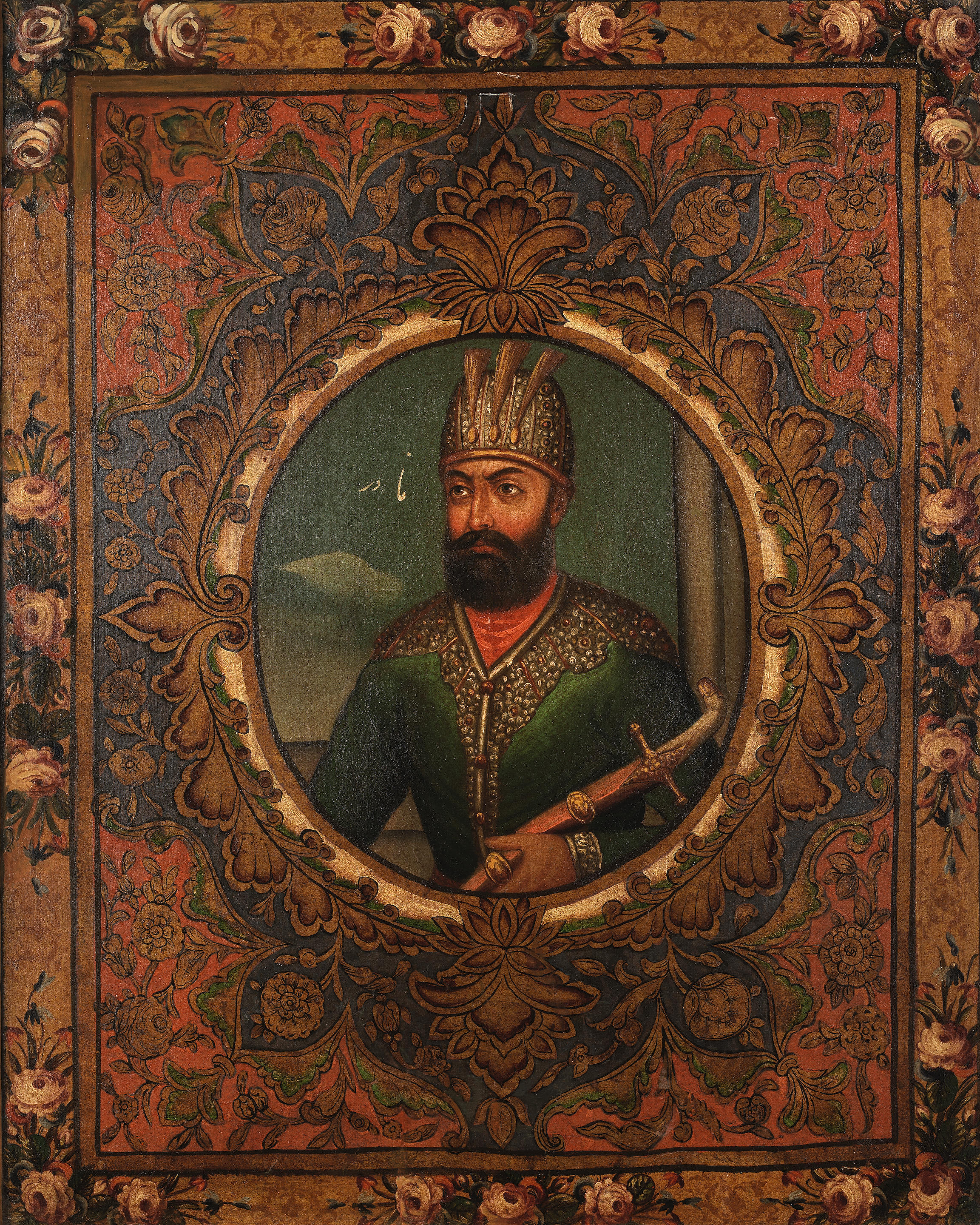
نگارهٔ رنگ روغن نادرشاه از هنر میانهٔ دورهٔ قاجار

جِیمْز فِرِیْزِرِ انگلیسی که معاصرِ نادرشاه بود در کتابش، تاریخِ نادرشاه، او را چنین توصیف می‌کند:
قدش نزدیکِ شش پا (۱۸۰ سانتی‌متر) می‌شود. اندکی تنومند ولی نیرومند و با اندامی ورزیده است. دارای چهره‌ای گیراست. صدایش رسا و خشن است و تا ۱۰۰ متری فرمان می‌دهد. می‌گساری‌اش به اندازه است. دلبستهٔ زنان است، اما این رفتار او را از کارش بازنمی‌دارد. خوراکش بسیار اندک است. در اردو یا شهر همیشه بیرون است و بارِ عام می‌دهد. و درصورتِ نبودِ بارعام نیز هرکس می‌تواند به او پیام برساند یا نزدش دادخواهی کند. پرداختِ مقرری و پوشاکِ سپاه به عهدهٔ خودش است و اجازه نمی‌دهد افسران هیچ مبلغی به هر عنوانی از سرباز بگیرند. ماهانه گزارشی از سراسرِ کشور به او می‌رسد و خودش هم با جاسوسانش نامه‌نگاری دارد. بسیار بخشنده و سخاوتمند است به‌ویژه دربارهٔ سربازانش. گناهکاران را با کشتن و لغزشکاران را با بریدنِ گوش مجازات می‌کند. در جنگ یا همراه با سپاه در اردوکشی یا راه‌پیمایی، خوراک و نوشیدنی‌ای مانند دیگر سربازان دارد. نیروی بدنی‌اش چنان است که در هوای یخبندان در بیابان روی زمین می‌خوابد و تنها یک بالاپوش به خود می‌پیچد و بالشتش زین اسبش است. هرگز در روز به خوشگذرانی مشغول نمی‌شود. در هنگام خوشگذرانی کسی حق ندارد از امور مملکتی و روزانه سخن بگوید و در هنگام کار نیز کسی نباید با او به شوخی و خندهٔ شبانه رفتار کند. هوش فراوانی دارد، گفته‌ها و کارهایش را به‌یاد دارد، افسرانش را به نام می‌شناسد و بیشتر سربازانش را که کهنه‌کارند می‌شناسد. در همهٔ نبردهایش همیشه پیشاپیشِ سپاه است. کارهایش سند بزرگی برای تاریخ است که در گذشته، کمتر مانندش دیده شده است. مردی که با نداشتنِ ثروت و سپاه به چنان جایی رسد که چنین کارهایی از او سر زند و گنجینهٔ عظیمی به‌دست‌آورد، چه کارهای شگفتِ دیگری می‌تواند انجام دهد؟!

## دیدگاه دیگران

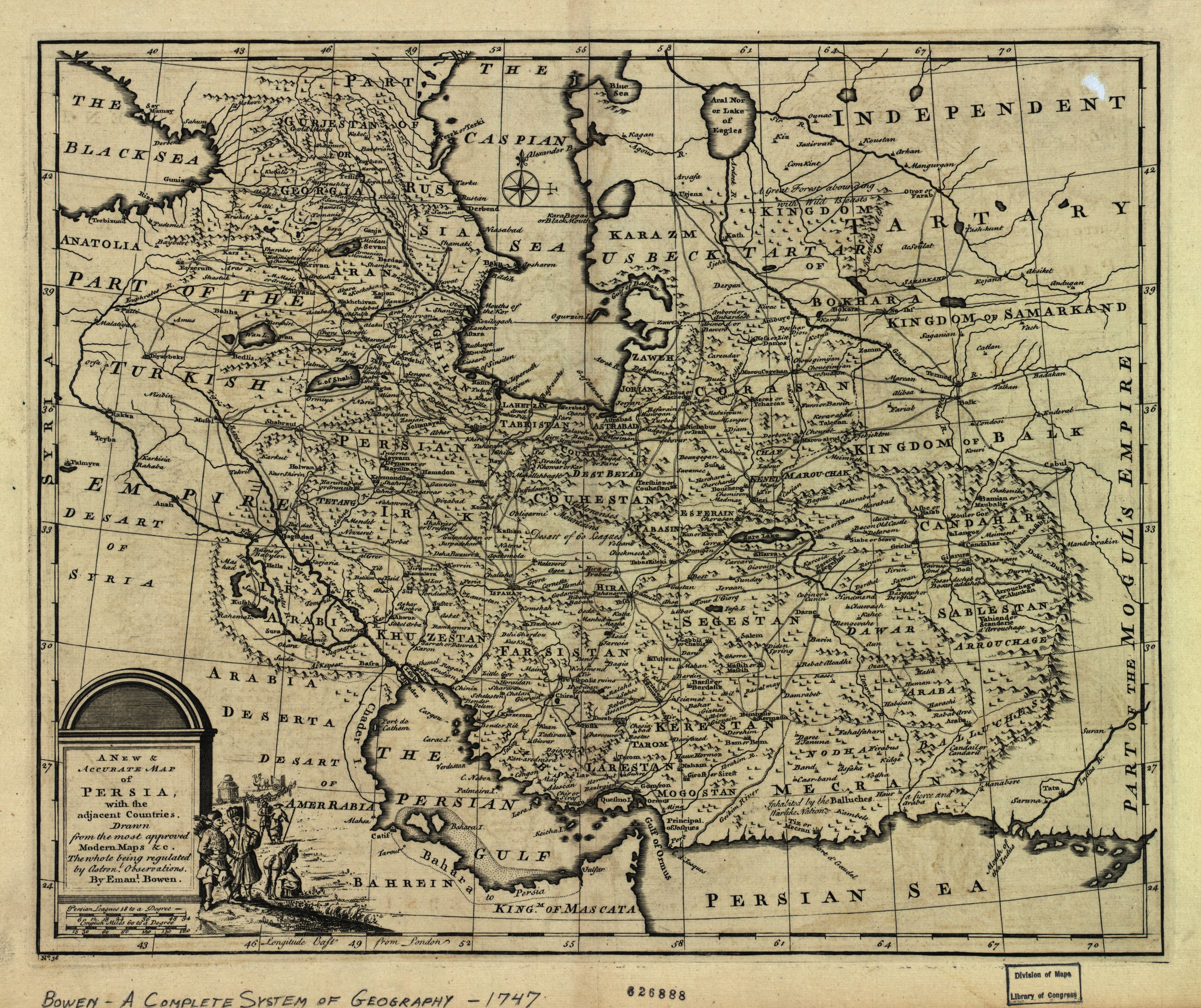
نقشهٔ ایران در سال ۱۷۴۷ م، برابر با ۱۱۶۰ ه‍.ق و ۱۱۲۶ ه‍.ش و هنگامِ مرگِ نادرشاه که توسط امانوئل بوئن، جغرافی‌دان و نقشه‌کشِ بریتانیایی ترسیم شده است. این نقشه وسعت و محدودهٔ پادشاهیِ افشاریان را نمایش می‌دهد.

ارزیابیِ تأثیرِ تاریخیِ واقعیِ نادرشاه، نوآوری‌های سیاسی و مذهبیِ وی را عمیقاً کاوش نکرده است. درحالی‌که بیشترِ کارهای پژوهشیِ مدرن دربارهٔ وی، اظهارنظرش مبنی بر وابستگیش به «ترکمان» را اصلاً بررسی نکرده‌اند، مفهومِ «مذهب جعفری» را گیج‌کننده‌تر می‌دانند. موردِ اخیر به‌عنوان وسیله‌ای برای تبدیلِ ایران به کشوری سنی و پاک کردنش از میراثِ صفوی به‌تصویر کشیده شده است. لارِنس لاکْهارْت معتقد بود که معرفیِ ایدهٔ مذهبِ جعفری و تصاحبِ تاج و تخت توسطِ نادرشاه، دو دلیلِ اصلیِ سقوطش بودند. لاکهارت نتیجه گرفت که سیاستِ مذهبیِ نادر از جایگزینیِ اهل سنت به‌جای مذهبِ شیعه قوام یافته است، اما این احتمال را عنوان نکرد که ممکن است به‌طرز کاملاً متفاوت و ماهرانه‌ای برای مخاطبانِ خارجی و داخلی طراحی شده باشد. او بیان کرد اقتباسِ اصطلاحِ «جعفری» توسط نادر برای تعیینِ فرقهٔ پنجمِ اهل سنت که دربرگیرندهٔ مردمِ ایران باید باشد، تا حدودی گیج‌کننده است. رفتارِ وی این واژه را مبهم نشان داد. اشمیت عدمِ مخالفتِ شدیدِ علمای ایران با برنامه‌های مذهبیِ نادرشاه را ترسِ آشکارِ آنان از او دانست. اشمیت نتیجه‌گیری می‌کند با توجه به آشتیِ واقعیِ سنی‌ها و شیعیان — حتی در منطقهٔ تحت کنترلِ نادرشاه — سیاست‌های نادر درنهایت نتایجِ واقعی نداشت. مطالعهٔ جامعِ آرونوا و اشرفیان دربارهٔ بحران‌ها و شورش‌های اقتصادی که دولتِ نادرشاه را در سرتاسرِ حکومتش متلاشی کرد، عملاً هیچ بحثی دربارهٔ پیشنهادهای مذهبی یا سیاسی وی ندارد. به‌طور کلی، آنان تلاش دارند تا نادرشاه را در چارچوبِ تحلیلیِ مارکسیستیِ متناسب با جزئیاتِ ویژهٔ تلاشِ وی برای تقویتِ تغییراتِ مذهبی و سیاسی قرار دهند. رضا شعبانی معتقد است که نادر در امورِ مذهبی، یک فرصت‌طلب بود و نمادهای سنی و شیعه را تنها به‌عنوان ابزاری برای قدرت‌طلبی ارج می‌نهاد. شعبانی جنبه‌های دیگرِ برنامهٔ مشروعیتِ نادرشاه، از جمله مفهومِ تبارِ ترکمن را به همان اندازه بررسی نمی‌کند. حامد الگار «مذهبِ جعفریِ» نادر را «ترکیبی غیرطبیعی» می‌نامد و بر این نکته متمرکز است که چگونه این پیشنهاد، اگر به‌عنوان تلاشی جدی برای آشتی دادنِ مُتَکَلِّمانِ سنی و شیعه تلقی می‌شود، نیاز به کنار گذاشتنِ بخش‌های بنیادینِ امام‌شناسیِ شیعهٔ دوازده‌امامی دارد. بااین‌حال، او چنان بر نشان دادنِ پوچ بودنِ کلامیِ مفهومِ جعفری متمرکز است که بیشترِ برنامه‌های سیاسی و دیپلماتیکِ نادرشاه را بررسی، و دربارهٔ مفهومِ تبارِ ترکمانِ نادرشاه بحث نمی‌کند. رُودی مَتی می‌گوید رابطه میان شهرتِ ناپلئون و نادرشاه در ایران و اروپا، چیزی شبیهِ یک تعاملِ گفتگومحور به‌نظر می‌رسد: ناپلئون خود را به‌عنوان نادرِ امروزی می‌دید؛ ایرانیان نیز به نوبهٔ خود ناپلئون را به‌عنوان فردِ قدرتمندی که در سدهٔ نوزدهم میلادی از دست داده بودند، تحسین کردند. نادر در زمانِ مناسب و به سبکِ شرق‌شناسیِ پسندیده، ابتدا در اروپا و سپس در ایران به‌عنوان «ناپلئونِ آسیایی یا ایرانی» شناخته شد؛ و با تکمیلِ چرخه به روشی ضدشرق‌شناسانه، اکنون اغلب ناپلئون «نادرشاهِ اروپا» نامیده می‌شود.
لارنس لاکهارت در کتابش، نادرشاه، می‌گوید از گزارش‌های گوناگونِ رسیده روشن می‌شود که نادر چیزی بیش از یک نبوغِ نظامی نبود. او می‌گوید کرزن در مبالغه تقصیری ندارد هنگامی‌که می‌گوید: «کمتر از بیست سال پس از فاجعهٔ سرنگونیِ سلطنتِ صفوی به‌دست محمودِ غل‌زایی در سال ۱۷۲۲ م، ما با نمایشِ یک فاتحِ ایرانیِ درحالِ غلبه بر آسیای میانه روبه‌رو می‌شویم که پادشاهی‌ها و امپراتوری‌ها را سرنگون می‌کند و در سدهٔ هجدهم در آسیا همان اثری را می‌گذارد که اروپا در سدهٔ نوزدهم از ناپلئون پذیرفت.» اجتناب‌ناپذیر است که لاجرم نادر را به اسکندر تشبیه می‌کردند؛ چنین مقایسه‌ای یک‌سره به‌خاطرِ دلبستگیِ طرفدارانش به اغراق نبود. نادر بسیار فراتر از صرفاً یک فرمانده بود. او یک سازمان‌دهندهٔ باشکوه بود و درعین‌حال می‌توانست که با قدرتِ مطلق و شخصیتِ خویش، ارادهٔ خویش را بر قدرتِ انسانیِ به‌ظاهر غیرجنگ‌طلبِ در اختیارش تحمیل و آن را کاملاً دگرگون کند. لاکهارت در سخنرانیش در انجمنِ سلطنتیِ آسیایِ مرکزیِ لندن می‌گوید نادر را به اسکندر و ناپلئون و تیمور مانند می‌کنند، اما شباهتِ نادر به تیمور بیش از دو تنِ دیگر است. او ادامه می‌دهد نادر مردِ بزرگی بوده است و با وجودِ همهٔ خطاها و اشتباه‌ها، او را باید در گروهِ مردانِ بزرگِ جهان به‌شمار آورد. لاکهارت می‌گوید «گرچه در این‌باره بر من خرده گرفته‌اند، اما من به‌طور قاطع او را مردِ بسیار بزرگی می‌دانم. آیا مردی که بی یاری یا نفوذِ دیگران، خویشتن را از هیچ به جایگاهِ رفیعِ فاتحِ آسیا رسانده است، مرد بزرگی نیست؟ البته که هست.»
پیتر ایوری در تاریخ ایران کمبریج می‌گوید مشروعیتِ مقدسِ دولت صفوی و پایداریش در ذهنِ ایرانیان، برای حکومتِ نادر تهدیدی نهان بود. از میان برداشتنِ این تهدید سخت بود به‌ویژه با ظهورِ مدعیانِ دروغین که از سوی دشمنانِ نادر برای به زحمت انداختنش موردِ استفاده واقع می‌شدند. ازاین‌رو او در شبِ تاجگذاریش از حاضران در دشتِ مغان خواست تا سندهایی برای اعلامِ وفاداری بدو و جانشینانش مُهر و امضا کنند؛ جانشینانی که از میان‌شان تنها کسی توانست حکومتِ ولو ضعیف‌شدهٔ نادری را ادامه دهد که خود از مادرْ نسب به صفویان می‌رساند. نادر خود چنین امتیازی نداشت و ازاین‌رو ناچار شد با ترس بر مردمانِ فاقدِ وفاداریش حکومت کند آنچنانکه آنان از او هراس داشته باشند. ایوری ادعا می‌کند تاریخ‌نگارانِ معاصر در شگفتند که چگونه چنین حکومتِ تباه و استوار بر وحشتی توانسته چنین طولانی دوام آورد. ایوری ادامه می‌دهد نادرشاه در بنیان‌گذاریِ افشاریه شکست خورد همان‌گونه که تیمور در محکم کردنِ حکومت تیموری ناکام ماند. او نشانهٔ شکستِ نادرشاه را آن می‌داند که ۴۸ سال بعد، آقامحمدخان ناچار شد دوباره شهرهای قفقاز را فتح کند. او کوشید تا سرزمین‌های شمال شرقی را نیز مطیع و به‌ویژه مرو را آباد کند اما در این کار موفق نبود. ایوری می‌گوید هرچند نادر در برپاییِ وحدتِ کامل و دوامِ سلطنتش ناکام بود، اما بیرون راندنِ افغان‌های غل‌زایی و ترکانِ عثمانی از ایران، سهمِ بزرگی در ایجاد هویتِ مستقلِ نهاییِ ایران به‌عنوان یک دولتِ ملیِ مستقلِ تازه داشت.
رودی مَثی کتابِ بحران، فروپاشی، نظامی‌گری و جنگ داخلی می‌گوید تمایلِ ایرانیانِ امروزی برای مشاهده و برخورد با هر دوره‌ای از تاریخِ کشورشان به‌عنوان یک قسمتِ معنادار در روایتی ملی، بی وقفه و غایت‌شناسانه که از هخامنشیان تا جمهوری اسلامی امتداد می‌یابد، ارزیابیِ مناسب از سدهٔ هجدهمِ کوتاهِ ایران را پیچیده کرده است که تقریباً هفتاد و پنج سالی است که سقوطِ صفویان را از ظهورِ قاجار جدا می‌کند. درحالی‌که کریم‌خان هرگز نیروی تخیلِ ناظرانِ غربی را برهم نزده است، پذیرشِ نادرشاه در اروپا در سدهٔ هجدهم میلادی به همان اندازه که پیچیده بود، چابک و دراماتیک به‌نظر می‌رسید. انتشارِ تاریخِ تهماسب‌قلی‌خان از نویسندهٔ ناشناس در ۱۷۴۱–۱۷۴۰ م، یعنی شش سال پیش از قتلش، و کتابِ تاریخ نادرشاهِ جیمز فریزر، که در ۱۷۴۲ م در لندن منتشر شد، لحنِ این جذابیت را تعیین کرد. عمومِ مردمِ باسوادِ غربی، نادر را پس از حمله‌اش به عثمانی به‌عنوان مستبدی بیرحم، متضادِ صفویانِ فرهیخته، مفید به‌خاطر ضدعثمانی بودن، و نیز به‌عنوان نجات‌دهندهٔ ملتش در برابرِ ترکانِ بَربَر برای بازگرداندنِ عظمتِ ایران درک کردند. اندکی پس از انتشارِ این دو اثر، نادر در فرانسه و هلند دستمایهٔ نمایشنامه‌های گوناگون شد که او را به‌عنوان فرمانروایی پیچیده، نه‌تنها به‌عنوان مستبدی خونخوار، بلکه به‌عنوان مستبد که بیرحمی را با بزرگواری قرین می‌کرد، معرفی کردند. مهم‌تر از همه، حرفهٔ غرق در خونِ او به‌عنوان بخشِ آخرین از ترکانِ آسیایی به‌دنبال هون‌ها، مغول‌ها در زمان چنگیز و تیمور بود که تمدنِ اروپا را تهدید می‌کرد. داستانِ نادر، با حکومت بر ویرانه‌هایی که زمانی تمدنی باشکوه بود، به یک داستانِ اخلاقی، تجسمی از بی‌ثباتیِ سرنوشت، و درنتیجه نمایشِ نگرانی‌های عصرِ روشنگریِ اروپایی تبدیل شد. در اوایلِ سدهٔ نوزدهم میلادی، اروپایی‌ها او را «ناپلئونِ ایرانی» و آخرین فاتحِ بزرگِ آسیای میانه می‌دانند. تا آنجا که نادرشاه و ایران در سدهٔ هجدهم میلادی در ذهنِ مدرنِ غربی ظاهر می‌شوند، او همچنان به این صورت به تصویر کشیده می‌شود.
مایکل آکسورثی دربارهٔ نادرشاه می‌گوید درست است که نادرشاه درگیرِ جنگ بود، اما اگر سلسلهٔ او پایدار می‌ماند و نظامِ اداری را به کامیابی‌های نظامی‌اش گره می‌زد، ساختارهای کشور و اصلاحات و تجددگرایی هم‌پای پیشرفت‌های نظامی پیش می‌رفت و اینچنین می‌شد اگر رضاقلی پس از او به سلطنت می‌رسید. این روند در کشورهای اروپاییِ فرانسه و پِروس در سده‌های هفدهم و هجدهم میلادی روی داده بود و می‌توانست در ایران هم روی دهد. در صورت چنین روندی، شاید سَروریِ ایران بر جهانِ اسلام چیرگی می‌یافت و کشمکش میان شیعه و سنی هم در درازمدت از میان می‌رفت. ایران با دارا بودنِ طبقاتِ اجتماعیِ بازرگان و بازاری و صنعتگرِ اصیل، نسبت به دیگر حکومت‌های منطقه، آن ظرفیتِ لازم برای برپاداشتنِ تحولاتِ اقتصادی، اجتماعی و سیاسی را داشت. اگر نادرشاه و فرزندانش در چنین مسیری می‌افتادند، شاید امروز او در تاریخِ ایران با پِطرِ کبیر در تاریخ روسیه مقایسه می‌شد. نادرشاه برتریش بر امپراتوری گورکانی را ثابت، و خود را به دستاوردهای امپراتوری عثمانی نزدیک کرد. سپاه او اگر قدرتمندترین در جهان نبود، دست‌کم قدرتمندترین در آسیا بود. اما آنچه که مورد سنجشِ تاریخ‌نگاران است، واقعیات است و نه احتمالات. به‌گفتهٔ جان مِلکُم در کتابش، تاریخ ایران، دو نسل پس از مرگِ نادرشاه، هنوز با افتخار و غرور از او یاد، و بی‌رحمی‌های اواخرِ زندگیش، نه با وحشت بلکه با همدردی قضاوت می‌شود. با همهٔ کشتارهایی که او انجام داد، اما برای احیای احساسِ عظمتِ تاریخِ ایران و بازگرداندنِ استقلالِ کشور مورد تحسین و ستایش ایرانیان قرار می‌گیرد. با آنکه از گمنامی برخاست اما بر سرزمینی پهناور مسلط شد و به موفقیت‌های سیاسیِ بسیاری دست یافت و این دستاوردها در تاریخ ایران نظیر ندارد و در تاریخِ جهان هم شخصیت‌های نادری چنین هستند. پیروزی‌هایش بقای ایران را در جایگاهِ یک ملت تضمین کرد و این تضمین از اثراتِ پایدارِ دورانِ حکومتِ اوست. اما سال‌های پایانیِ حکومتش فاجعه‌بار بود و نه تنها آسیبش به مردمانِ روزگارِ خودش و حتی شخصِ خودش — با قتلش — وارد شد، بلکه ایران فرصت‌های بسیاری را پس از سقوطش از دست داد و درواقع آسیبِ سقوط او سالیانِ بعد هویدا شد که هرج‌ومرج و تحقیرهای ملی پس از مرگش، از آن نتایج بود.
آکسورثی در کتاب بحران، فروپاشی، نظامی‌گری و جنگ داخلی به نقدها دربارهٔ اثرش، شمشیر ایران، نادرشاه پاسخ می‌دهد و می‌گوید روشن است که در حکومتِ ناپایدارِ نادر، هیچ دولتِ مدرنی پدید نیامد. اما بااین‌حال، نشانه‌هایی از آغازِ این کار وجود دارد. یکی از نخستین نشانه‌های احتمالی، اصرارش بر حقِّ افزایشِ مالیات در سراسر ایران در توافق با تهماسب بود. دیگر، سلبِ مالکیت از موقوفات مذهبی بود. مانندِ بسیاری دیگر از فرماندهانِ نظامیِ دورانِ مدرنِ نخستین، نادر همیشه توجهِ بسیاری به جمع‌آوریِ پول داشت. نادرشاه در اکتبر تا نوامبرِ ۱۷۳۶ م در اصفهان، دست به تغییراتِ گسترده‌ای در ادارهٔ کشور زد که درصورت تکمیل‌شان، مدرنیزاسیونی بزرگ ایجاد می‌کرد. او ملزوماتِ دیوان‌سالاریِ قدیمِ صفوی را به‌خدمت گرفته بود، اما دولتِ خود را به شکل تازه‌ای درآورد. حکومتِ حاکمانِ بعدی — به‌ویژه کریم‌خان زند — برپایهٔ سوابقِ مالیاتی گردآمده در روزگارِ نادرشاه بنا شدند که به‌خاطر صحت و دقت‌شان تحسین شدند. درست است که فرسودگیِ اقتصادی در حکومتِ نادرشاه غیرقابل انکار است، اما از نظرِ تئوریِ انقلابِ نظامی، این مقایسه‌ها نشان می‌دهد که آسیبِ اقتصادیِ نادرشاه به ایران به‌جای انکارِ آن، متناسب با این نظر است. نیز تفکیک میان سیاستِ ظالمانه و به‌شدت متمرکز و دقیقِ نادرشاه در سال‌های ۱۷۳۹–۱۷۲۶ م و رفتارِ بیرحمانه و زیاده‌خواهانه‌اش، و سرانجام رفتارِ نابه‌جا و خودویرانگر در سال‌های ۱۷۴۷–۱۷۴۲ م مهم است. آکسورثی می‌گوید نادرشاه رهبرِ ایلِ افشار نبود، از جهاتِ مهم او اصلاً رئیسِ ایل نبود. برخلاف آقامحمدخان، نسبِ وی به هیچ‌یک از خانواده‌های اصلیِ ایلی که به آن‌ها تعلق داشت، نمی‌رسید و در طولِ زندگیِ حرفه‌ایش، خانواده‌های سرشناسِ افشارها دشمنش بودند. گذشته از خانوادهٔ خودش، معتمدترین همراهانش جلایری‌ها، افغان‌ها، کُردها و فارس‌های شیراز و استرآباد بودند، اما در میان آنان، افشارها کم بودند. سبکِ جنگیِ او بیشتر نوآورانه بود تا قبیله‌ای یا سنتی.
آکسورثی پس از پاسخ به هر یک از نقدها می‌گوید:

این وضعیتِ عجیبی است. چرا کسی می‌خواهد این دوره از تاریخِ ایران را نادیده بگیرد یا به حاشیه براند؟ من در شمشیرِ ایران دلایلی را پیشنهاد کردم که چرا نادرشاه در سدهٔ نوزدهمِ میلادی نادیده گرفته شده بود — دیدگاهِ خامِ ویکتوریایی دربارهٔ ایران و مشرق‌زمین به‌طور کلی این بود که آنها به‌صورتِ غیرقابل اصلاحی، غیرفعال، منحط و فاسد بودند — و شرایط را برای استعمارِ ایران و کنترل از سمتِ خارج آماده کرده بود. یک حاکمِ نیرومند، بیرحم و کارآمد مانند نادر در آن تصویر جا نمی‌گرفت، بنابراین او به حاشیه رانده شد. افزون‌بر این، به‌نظر می‌رسید موفقیت‌های نظامیِ وی در هند، شکوه و جلالِ رابِرت کلایْوْ و دیگر استعمارگران را از بین ببرد و ظاهراً می‌توانست برتریِ ذاتیِ سلاح‌های غربی را نیز — که مهم‌ترین افسانهٔ امپراتوریِ بریتانیا است — زیر سؤال ببرد؛ بنابراین باوجودِ احترامی که او در میان معاصرانِ اروپاییش به‌وجود آورده بود، در سدهٔ نوزدهم میلادی چیزی بیش از یک ناهنجاری در تاریخِ هند محسوب نمی‌شد.
اما این تصور وجود دارد که او هنوز هم مسئله است، چرا که مردم هنوز او را از تاریخ‌نگاریِ معاصر کنار می‌گذارند. چرا؟

آکسورثی در ادامه می‌گوید یک دلیلِ احتمالی این است که به‌نظر می‌رسد نادرشاه در چشم‌انداز ویژه‌ای از ایران — که از نظرِ اقتصادی و سیاسی در دورانِ مدرنِ نخستین ضعیف است — قرار نمی‌گیرد. دلیلِ دیگرِ کنار گذاشتنش می‌تواند این باشد که ممکن بود به‌نظر برسد به کسانی اعتبار ببخشد که در طول تاریخ و نیز درحال حاضر احمقانه ادعا می‌کنند ایران ذاتاً اصلاح‌ناپذیر، توسعه‌طلبانه و امپریالیستی بوده است. او ادامه می‌دهد شاید دلیل دیگری نیز وجود داشته باشد: «گرایشی از سال ۱۹۷۹ م تاکنون برای بررسی تاریخِ علما به‌عنوان مهم‌ترین مسئله در این دوره». این موضوع می‌گوید که آنچه در ایران مهم است، روحانیت و ظهورِ روحانیت و سیرِ صعودیش به سال ۱۹۷۹ م است. بخشی از آن شاید تمایل به نادیده گرفتنِ واقعیت‌های سختِ سیاستِ قدرت به نفعِ حکومتِ صفوی است که البته مورد توجهِ علماست. ازاین‌رو شاید موضوع، ایدهٔ تداومِ صفویه باشد. آکسورثی بخشی از دلایلِ سقوطِ صفویان را اعتقادشان به تبلیغات خود عنوان می‌کند. او می‌گوید تجدیدِ حیاتِ علمای شیعه پس از همدستی‌شان در سقوطِ صفویان مهم است؛ حتی ممکن است این موضوع، مهم‌ترین پدیدهٔ تاریخی در ایرانِ سدهٔ هجدهم میلادی باشد. اما این تنها پدیدهٔ مهم نیست، و حتی اگر هم باشد، درکِ سیاستِ مذهبیِ نادرشاه نیز در این داستان سهمِ مهمی دارد.
مهدی کیوانی (زادهٔ ۱۳۱۹)، استاد تاریخ دانشگاه اصفهان، در تاریخ جامع ایران می‌نویسد که نادرشاه بعد از روبرو شدن با وقایع تلخی مانند کوری فرزند، خیانت اطرافیان، شورش معتمدان دیروز و نیز غوغاسالاری رهبران عوام، دچار فروپاشی روانی شد. او نه‌تنها شرایط صلح تحقیرآمیز عثمانی را پذیرفت بلکه در برابر شورش محمدتقی‌خان بلوچ —که از کارگزاران سابق خودش بود— و حتی برادرزاده‌اش علی‌قلی‌خان نیز نتوانست ایستادگی کند. نادر در مواجهه با اهل سنّت، نتوانست جایگاه مذهب جعفری را به عنوان رکن پنجم مذاهب اسلام تثبیت کند و در اختصاص رکنی در مسجدالحرام برای شیعیان دوازده‌امامی نیز ناموفق بود. ناکامی‌های سیاست‌های مذهبی نادرشاه تا بدان‌جا بود که او حتی نتوانست اختیاردار عتبات عالیات —که به منزلهٔ مکّهٔ دوم برای شیعیان است— شود. این‌ها در مقایسه با سیاست‌های اقتدارگرایانه و آمرانهٔ شاه اسماعیل صفوی و جانشینانش در برابر خلفای عثمانی، تحقیرآمیز و شرم‌آور بود.
شورش ناراضیان و مدعیان خودی، در سراسر دوران نادرشاه برقرار بود و او نیز هیچ‌گاه با این شورش‌ها، برخورد سیاستمدارانه و خردمندانه نکرد بلکه همه را از دم تیغ گذراند. این شورش‌ها دو نوع بودند: نخست شورش رؤسای ایلات که در ابتدا برای رسیدن به مال و جلال، با نادر و افرادش متحد شده بودند اما سهمی به آن‌ها داده نشده یا به تدریج رانده شده بودند؛ دوم قشر دیوانسالاران و علمای متنفذ و سرکردگان قزلباش که از قدرت افتاده بوده و به یاد گذشته، با دولت جدید درگیری داشتند. ایل بختیاری از بزرگ‌ترین طرفداران دودمان صفوی بود و در سال ۱۱۳۷ ه‍.ق به حمایت از صفی میرزا، مدعی فرزندی شاه سلطان‌حسین، قیام کردند. محمدحسین خان، والی بختیاری، وی را شاه خواند و رؤسای ایلات دور شاهِ مدعی جمع شدند. سرانجام صفی میرزا در محرم ۱۱۴۰ ه‍.ق به قتل رسید و شورش فیصله یافت. دومین مدعی، عباس میرزا بود که به نام برادری شاه سلطان‌حسین، مدعی سلطنت شد. سپس علیمرادخان بختیاری، از رؤسای لشکریان شاه، بر سر تقسیم غنائم از شاه فاصله گرفت و ادعای سلطنت کرد. علیمراد با خانواده‌اش دستگیر و به وضعی فجیع به قتل رسید. چهارمین و پرغوغاترین شورش علیه نادرشاه را محمدعلی رفسنجانی، مشهور به صفی میرزا، به راه انداخت. او در محرم ۱۱۴۴ ه‍.ق وارد شوشتر شد اما چون حمایت کافی از او نشد، به عثمانی رفت و عثمانی‌ها که به دنبال این‌گونه فرصت‌ها بودند، از او استقبال کرده و وعده دادند که تاج‌وتخت ایران را برایش فراهم خواهند کرد. وی در دوران اقامت در قارص، نامه‌هایی خطاب به ایرانیان ارسال می‌کرد. به محض این که نامه‌های صفی میرزا به دست سرداران ایران می‌افتاد، از ترس جاسوسان شاه، نامه‌ها را پاره کرده و بعضی که بیشتر ترسیده بودند، نامه‌ها را به نزد شاه می‌فرستادند. عثمانی با حمایت از صفی میرزا و ترسی که در دل نادر انداخت، نه تنها مسئله داغستان را حل کرد بلکه پاشایان از هر طرف، بنای جنگ به نیت سرنگونی نادر را گذاشتند. پنجمین مدعی، سام میرزا معروف به «بینی بریده» است که به دروغ، خود را فرزند شاه سلطان‌حسین خوانده بود. سام میرزا توسط ابراهیم‌خان افشار، حاکم آذربایجان، دستگیر شده و به دستور او، بینی‌اش بریده شده بود اما مدتی بعد به داغستان گریخت و در آنجا مدعی شد که در خواب دیده که ایران به دست او آزاد خواهد شد. سام میرزا دوباره و این بار از شابران —خاستگاه صفویان— قیام کرد و محمد بن سرخای شمخال غازی‌قُمُق (ح. ۱۷۸۹–۱۷۴۳) نیز با سام میرزا متحد شد. سرانجام این قیام در ذیقعدهٔ ۱۱۵۶ ه‍.ق سرکوب شد.
از رقبای قومی و ایلی می‌توان به محمدخان بلوچ، حاکم کهگیلویه، اشاره کرد. محمدخان برای سلطنت مجدد صفویان قیام کرد. اعراب گرمسیرات و بنادر، شیخ جبار رئیس اعراب هوله، شیخ احمد مدنی و بسیاری از مخالفان نادر به او پیوستند. نادر در رجب ۱۱۴۶ ه‍.ق محاصره بغداد را رها کرد تا با محمدخان و متحدانش بجنگد. محمدخان به هنگام فرار در کیش دستگیر شد. به دستور نادر، بلوچ و سایر رؤسای شورشی و کدخدایان بختیاری را در اصفهان اعدام کردند. شورش اهالی داغستان که مورد حمایت دولت‌های عثمانی و روسیه بود، هرگز متوقف نشد. شورش محمدتقی‌خان شیرازی، بیگلربیگی فارس، که از بلندپایه‌ترین کارگزاران دولت نادرشاه بود، آخرین ضربه را به پیکرهٔ رو به زوال نادر وارد کرد. محمدتقی‌خان به نام حمایت از ستم‌دیدگان فارس و دفاع از بازگشت دولت صفوی، در ۱۱۵۷ ه‍.ق / ۱۷۴۴ م. و به تحریک کمپانی‌های هند شرقی بریتانیا و هلند شورش کرد. محمدتقی‌خان قشون فارس را متحد کرده و پس از به قتل رساندن کلبعلی خان کوسه احمدلو، سردار فارس و برادرزن نادرشاه، به جنگ با محمدحسین‌خان افشار، سردار فارس رفت. شورش به انقلاب تبدیل شد و علاوه بر محمدحسین‌خان قرقلو، بعضی سرکردگان عراق عجم نیز به انقلابیون پیوستند. به دستور نادر، الله‌وردی‌خان افشار عازم شیراز شد و قیام را سرکوب کرد. نادر فرمان داد تا تقی‌خان را اخته و از یک چشم کور کنند، فرزندان و برادرانش را که در اصفهان بودند به قتل رساندند و زنان خانه‌اش را بدون چادر و مقنعه، وارونه سوار بر خر کرده و به اصفهان بردند. شورش‌ها و نافرمانی‌ها فراگیر شدند به طوری که سران قاجار به ریاست محمدحسن‌خان قاجار علیه حاکم استرآباد، فتحعلی‌خان کیانی حاکم زابل علیه دولت مرکزی، محمدرضاخان افشار با جماعت اویماقات به نافرمانی علیه نادر، محمدحسین‌خان کُرد و جعفرخان کُرد در خبوشان، شاهقلی‌خان حاکم مرو، میرحسن‌خان اصفهانی داروغهٔ اصفهان علیه حاکم اصفهان، و بالاخره علیقلی‌خان که برای سرکوبی قیام فتحعلی‌خان کیانی به سیستان رفته بود، با شورشیان علیه نادرشاه متحد شد. آخرین و مطمئن‌ترین سردار نادر یعنی تهماسب‌قلی‌خان جلایر را برای دستگیری علیقلی‌خان اعزام کرد اما با قتل جلایر به دست علیقلی‌خان، روند فروپاشی دولت نادرشاه سرعت بیشتری گرفت.
عدم توجه به نهادینه کردن قدرت فرمانروایی از طریق قرار گرفتن در محلی به نام پایتخت و سازمان‌دهی به این قدرت، که به دلیل ترس از بازگشت دولت صفوی به همین قدرت بود، به همراه اشتغال به جنگ‌های پایان‌ناپذیر از مهم‌ترین علت‌های انقراض حکومت نادر بود. نادر با برابر کردن شیعه و سنّی، و زدودن آیین‌های تولی و تبری شیعیان به منظور سست کردن پایه‌های ایدئولوژیک صفویه، روح پردازش حرکت‌های جمعی را از مردم گرفت. از سوی دیگر، گرایش نادر به لشکریانِ عمدتاً سنّی‌مذهب مانند افغانی‌ها، ازبکان، اکراد، خوارزمیان و سندیان به منظور تضعیف قزلباشان و سران ایران چون بختیاری‌ها، فارسیان و ایلات شاهسون، باعث بریدن مردم از نادر شد. دلیل دیگر، فروپاشی اتحاد ایلات با ایل افشار به خاطر عدم پرداخت حق‌وحقوق آن‌هاست. با این حال، علت اصلی فروپاشی دولت نادری را باید در استبدادِ خشن، بدون‌وقفه و همه‌جانبهٔ نادر دید که حتی لحظه‌ای حاضر نشد از سختی و تندی آن ذره‌ای بکاهد. اگرچه استبداد نادری در آغاز موفق شده بود که جامعهٔ تکه‌تکه‌شدهٔ ایران صفوی را که مورد هجوم تهدیدات داخلی و خارجی بود را نجات دهد اما تداوم آن، موجب شد که هر دولت‌مردی، به نام نادر، در حوزهٔ اختیاراتش استبداد کند و افرادی متملق و غیرمسئول را به بار آورد که فقط به فکر سود و زیان خودشان بودند. این‌گونه استبدادهای خرد، به ابتذال استبداد منجر شده بود. بعد از بازگشت نادر از هند، هر صاحب ثروت و موقعیتی، برای خودش رفتار نادرگونه داشت. در همین مرحله است که رضاقلی‌میرزا نایب‌السلطنه فرزند نادر، شاه تهماسب دوم را که در زندان بود، خودسرانه به قتل رساند و حتی برای قتل پدرش دسیسه‌چینی کرد. در این ابتذال استبداد، از محمدتقی‌خان بیگلربیگی فارس گرفته تا سام میرزا بینی‌بریده، همه به بهانهٔ عدالت‌خواهی و مبارزه با ظلم، جامعه را به جهنمی تبدیل کردند که مردمان بسیاری از مرزهای شرقی راهی هند، و از مرزهای غربی عازم عثمانی شدند. از این‌ها گذشته، نظام استبدادی نادرشاه قادر به انجام اصلاحات نبود. تندی و تیزی استبداد نادری، هیچ مرد عادل و فرهیخته‌ای را در درون طبقهٔ حکومت‌گر باقی نگذاشته بود که در اندیشهٔ اصلاح‌گری برآید و آخرین افرادی که در گروی نجات ایران داشتند را نیز به حاشیه راند. به عنوان نمونه، میرزا محمدزکی مشهدی که از نزدیکان مورد اعتماد شاه بود، به بهانهٔ خدمت به عتبات عالیات، از استبداد نادری گریخت. بنا به اسناد آرشیوی روسیه که در کتاب دولت نادرشاه افشار (۱۹۵۸) منتشر شده است، فقط در ابتدای سال ۱۷۴۷، حدود ۲۰٬۰۰۰ نفر از قشونی که در آذربایجان و ارمنستان مستقر بودند، به همراه سرکرده‌هایشان گریختند. در این مرحله، نادر از مردم برید و تصمیم گرفت که انتقام سختی از ایرانیان بگیرد. به دنبال شکست از عثمانی و انعقاد صلح، لشکری را که با هدف برکنار کردن خلیفهٔ عثمانی روانهٔ استانبول کرده بود، به اصفهان آورد تا خشم و غضب خود را بر سر اصفهانی‌ها خالی کند.
آخرین کسانی که از نادر جدا شدند خان‌های کردستان بودند. خان‌های زعفرانلو، کیوانلو و ریش‌سفیدان چمشگزک به یک باره شوریده و در خبوشان، سپاهی را گرد آوردند. نادر دیگر هیچ جایی در جهان نداشت و گفته شده که در خواب دید شمشیر را از کمرش باز کردند. نادر تصمیم گرفت که همهٔ صاحب‌منصبان لشکری و کشوری را نابود کند و به افغانان سپاهش پناه آورد. نادر سرداران افغان را به خیمهٔ خودش دعوت کرد و به آن‌ها دستور داد که تمام سران قزلباش را دستگیر کرده و هر کدام که گستاخی کرد را فوراً به قتل برسانند. آخرین کسی که به نادر خیانت کرد، حسنعلی‌بیگ معیرباشی از ملازمان خاص شاه بود. نادر که در این هنگام، در نزدیکی‌های خبوشان اردو زده بود، قصد داشت شبانه و مخفیانه با چند اسب به کلات برود اما حسنعلی‌بیگ مانع شد و این کار را خلاف هیبت شاهنشاهی دانست. در شب ۱۱ جمادی‌الثانی ۱۱۶۰ محمدبیگ قاجار، موسی‌بیگ افشار، قوجه‌بیگ افشار، با هدایت علیقلی‌خان و همکاری صالح‌خان افشار و محمدتقی‌خان افشار و جمعی از کشیکان، وارد خیمه شده و شاه را به قتل رساندند. حسنعلی‌بیگ معیرباشی و ملا علی‌اکبر خراسانی ملاباشی امان گرفتند ولی نظرعلی‌خان رئیس تشریفات دربار به قتل رسید. احمدخان ابدالی، رئیس نگهبانان ازبک و افغان اردوی نادرشاه، با افشارها به مقابله پرداخت اما نتیجه نداشت بنابراین احمد خان و افرادش به هرات و سپس قندهار رفتند تا با آرایش نیروهای جدید، اهداف محمود و اشرف غل‌زایی را دنبال کنند.

## منبع‌شناسی
از جدی‌ترین مشکلاتِ مطرح‌شده دربارهٔ دورهٔ افشار و زند، نبودِ منبعِ کافی به‌نسبتِ تعدادِ منابع در دویست سالِ پیش از سقوطِ صفویه یا اطلاعاتِ فراوانِ موجود دربارهٔ سدهٔ نوزدهم میلادی است. سلطنتِ نادرشاه سببِ پیدایشِ وقایع‌نگاری‌های گوناگونی شد که بیشترشان بر مدارِ او و برای جلال و شکوهِ بیشترش نوشته شده‌اند، مانند تاریخِ عالَم‌آرای نادری و تاریخِ جهانگشای نادری. این‌دست آثار اطلاعاتِ مفیدی را ارائه می‌دهند، حتی اگر دربردارندهٔ مبالغه و اغراقِ شدیدی باشند.
گزارش‌های خارجی به‌طور نامتناسب و ناموزون توزیع شده‌اند که در تکمیلِ منابعِ فارسی‌زبان در سدهٔ هفدهم میلادی بسیار مفید هستند، و گاهی برای روشن ساختنِ آنچه که منابعِ داخلی بیان نمی‌کنند — مانند کشاورزی، زندگیِ تجاری، جامعهٔ شهری، زندگیِ روزمره، مردمِ عادی، دهقانان، کارگران و زنان — ضروری است. گزارشِ دو تن از وقایع‌نگارانِ ارمنی، آبْراهامْ یِرِوانْتْسی و آبْراهامْ کرِتاتْسی، برای دورهٔ تا سال ۱۷۳۸ م مهم است. تا دههٔ ۱۷۵۰ و ۱۷۶۰ م، هلندی‌ها و انگلیسی‌ها به‌ترتیب در خلیج فارس در سطحی تقلیل‌یافته به فعالیت‌شان ادامه دادند؛ و گزارشِ آنان برای مناطقِ ساحلیِ خلیج فارس، به‌ویژه در دورانِ سلطنتِ نادرشاه، ضروری است. با توجه به اجتنابِ گردشگرانِ خارجی از ایران، سفرنامه‌های اروپاییِ پس از سال ۱۷۲۲ م و پس از سلطنتِ نادرشاه از نظرِ کمی و کیفی به‌طور قابل توجهی کاهش می‌یابد. در دهه‌های اول پس از سقوطِ صفویان، هنوز شاهدِ مهمِ عینی، مُبَلِّغِ لهستانی یوداش تادِئوش کِرزینْسْکی، نوشته‌های راهبهٔ ایتالیایی چِچیلیا دِ لیاندْرو و گزارشِ بازرگان و جهانگردِ انگلیسی جوناس هنوی موجود است. دورهٔ بعد توسط هوسپ امین ایرانیِ ارمنی، باسیل واتاتیزِ یونانی — که با نادر ملاقات کرد — و جاکوب لِرچ که مأمورِ فرستاده از سوی نادرشاه نزد روس‌ها را همراهی کرد، پوشش داده می‌شود. در میان معدود مسافرانِ فرانسوی که پس از ۱۷۲۲ م واردِ ایران شدند، تنها ژان اوترِ سوئدی که در سال ۱۷۳۸ م به دربارِ نادرشاه رفت و لوئیز بازن، یَسوعیِ فرانسوی که به‌عنوان پزشکِ نادر خدمت می‌کرد، گزارش‌هایی عینی نوشته‌اند.
جلدِ هفتمِ تاریخ ایرانِ کمبریج، این دوره را با یک فصل پوشش می‌دهد که نادرشاه و کریم‌خان را شامل می‌شود. پس از کارِ پیشگامانهٔ لارنس لاکهارت و مطالعهٔ آرونوا و اشرفیان به زبانِ روسی — که بیست سالِ بعد منتشر شد — اکنون مطالعاتی دربارهٔ زندگی و حرفهٔ نادرشاه از اِرنِست تاکِر و مایکل آکْسْوُرثی داریم، که از منابعِ ویلِم فِلُور خلاصه شده است. به‌تازگی، تجزیه و تحلیلی روانی–تاریخی از جنونِ احتمالی نادرشاه نیز انجام شده است. پژوهشگرانِ ایرانی با مانعِ محدودیتِ دسترسی به مطالبِ موجود روبه‌رو، و بیشتر وابسته به وقایع‌نگاریِ فارسیِ آن دوره هستند؛ بااین‌حال سهمِ قابل توجهی در این زمینه نیز داشته‌اند. در این زمینه باید از رضا شعبانی و نورالله لارودی و احمدپناهی سمنانی نام برد.